# Merveilleux scientifique
Vous lisez un « article de qualité » labellisé en 2021.

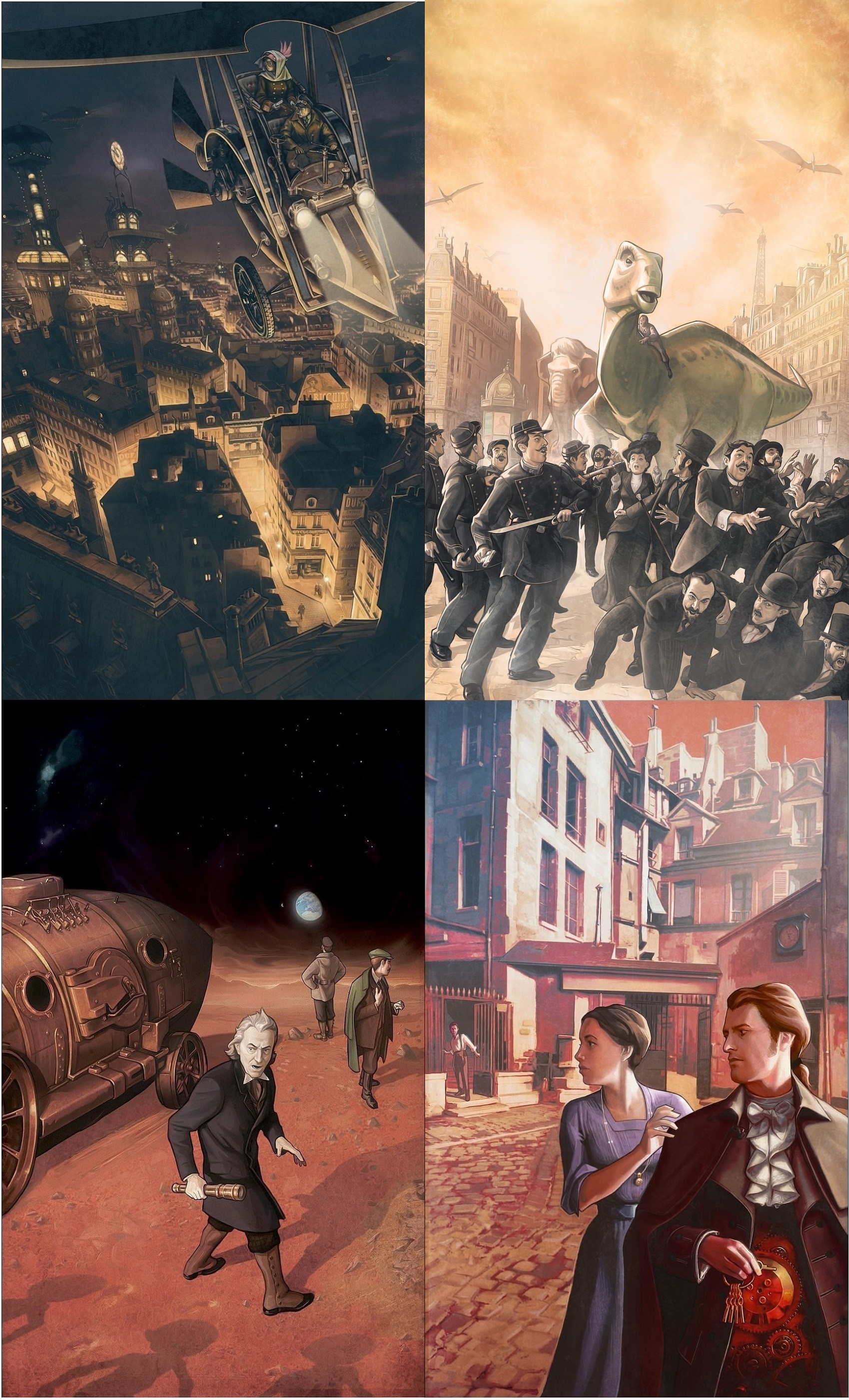
Quelques thèmes propres au genre merveilleux-scientifique, dans le sens des aiguilles d'une montre : omniprésence des transports urbains aériens, créatures préhistoriques saccageant Paris, homme artificiel, vol interplanétaire et rencontres extraterrestres…
Illustrations de Thomas Girard-Prince Gigi pour Le Vingtième Siècle. La vie électrique d'Albert Robida, L'Effrayante Aventure de Jules Lermina, La Poupée sanglante de Gaston Leroux et Le Docteur Oméga d'Arnould Galopin.

Le merveilleux scientifique (également orthographié avec un trait d'union : merveilleux-scientifique) est un genre littéraire qui se développe en France de la fin du XIXe siècle au milieu du XXe siècle. Apparentée aujourd'hui à la science-fiction, cette littérature d'imagination scientifique s'articule autour de thèmes phares, tels que les savants fous et leurs inventions extraordinaires, les mondes perdus, l'exploration du système solaire, les catastrophes ou encore l'avènement de surhommes.
Apparu à la suite des romans scientifiques de Jules Verne, ce courant littéraire se constitue dans la seconde moitié du XIXe siècle en s'éloignant du modèle vernien, autour d'une nouvelle génération d'auteurs comme Albert Robida, Camille Flammarion, J.-H. Rosny aîné et Maurice Renard, ce dernier revendiquant au contraire comme modèle les œuvres des romanciers Edgar Allan Poe et H. G. Wells, plus imaginatifs. Conséquemment, Renard publie en 1909 un manifeste dans lequel il s'approprie un néologisme créé au XIXe siècle, le « merveilleux scientifique », en ajoutant un trait d'union afin de mettre l'accent sur l'articulation entre la modernisation du conte de fées et la rationalisation du surnaturel. Ainsi défini, le roman merveilleux-scientifique, prenant place dans un cadre rationnel, repose sur l'altération d'une loi scientifique autour de laquelle l'intrigue est construite, afin de donner matière à réflexion au lecteur en lui présentant les menaces et les ravissements de la science.
Principalement employé par les romanciers populaires, ce genre s'alimente des sciences et pseudo-sciences qui trouvent un écho dans l'opinion publique, à l'instar des découvertes radiographiques, électriques ou encore biologiques. Cependant, en dépit de l'assise théorique que Maurice Renard lui donne en 1909, la littérature merveilleuse-scientifique échoue à se structurer en mouvement littéraire et ne constitue, finalement, qu'un ensemble littéraire hétérogène et éparpillé. Malgré l'arrivée d'une nouvelle génération d'auteurs comme José Moselli, René Thévenin, Théo Varlet, Jacques Spitz ou André Maurois, cette littérature ne parvient pas à se renouveler et périclite progressivement à partir des années 1930, alors qu'au même moment, aux États-Unis, la littérature d'imagination scientifique connaît un grand succès sous le nom de « science fiction », avec un élargissement de ses thèmes. Présentée comme un genre nouveau, la science-fiction arrive en France dans les années 1950 et, séduisant auteurs et lecteurs français, parachève ainsi la disparition du courant merveilleux-scientifique et de ses générations d'écrivains.
Subsistant de manière marginale et non assumée durant la seconde moitié du XXe siècle, le merveilleux scientifique fait l'objet d'une nouvelle attention du public depuis la fin des années 1990 avec le travail critique de quelques chercheurs et la réappropriation par des auteurs qui réactualisent ce genre littéraire oublié, notamment sur le support de la bande dessinée.

## Genèse

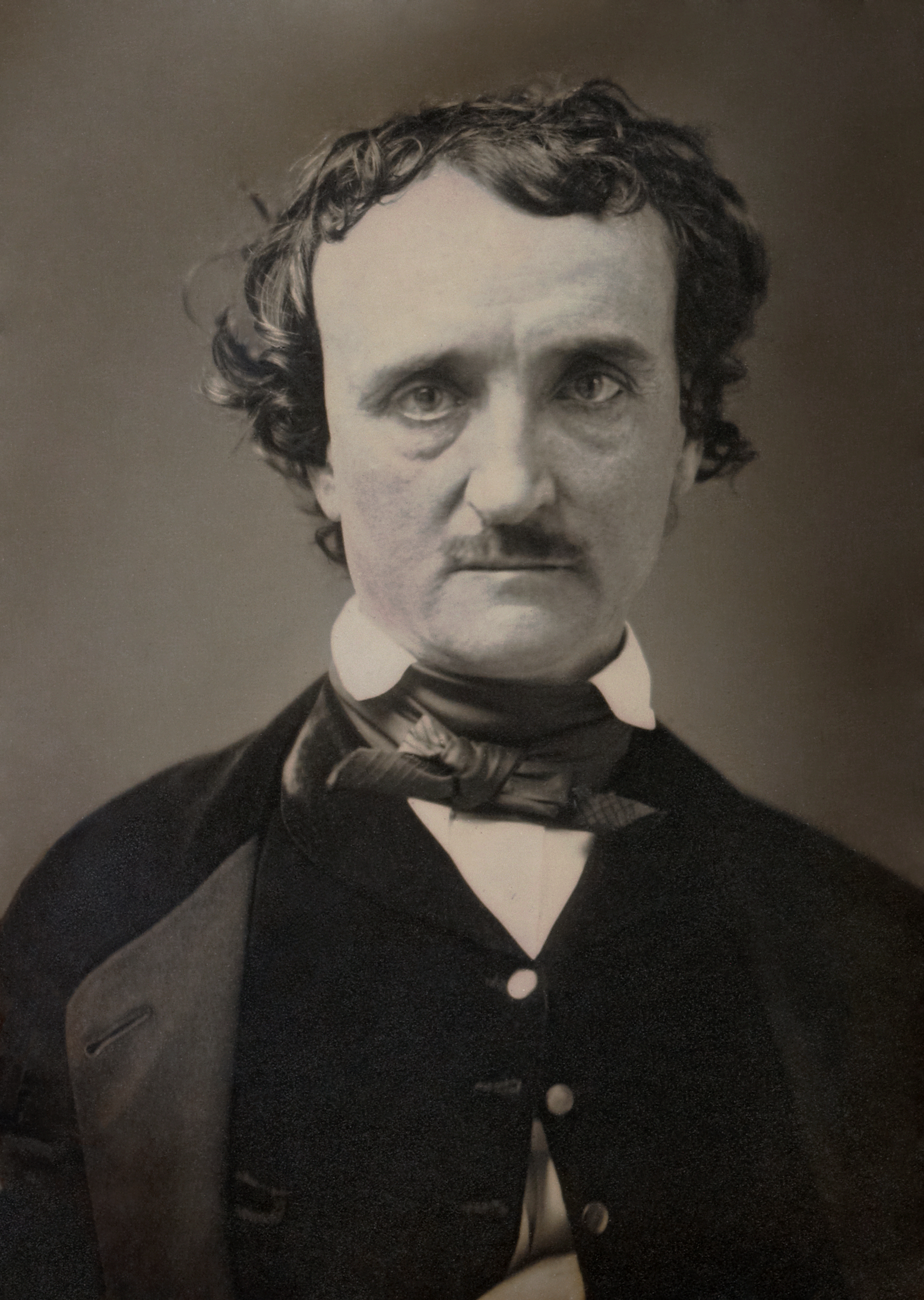
Publiés dans la première moitié du XIXe siècle, les romans et nouvelles d'Edgar Allan Poe recourent fréquemment à la figure du savant et au thème de la découverte scientifique, préfigurant ainsi le genre merveilleux-scientifique.

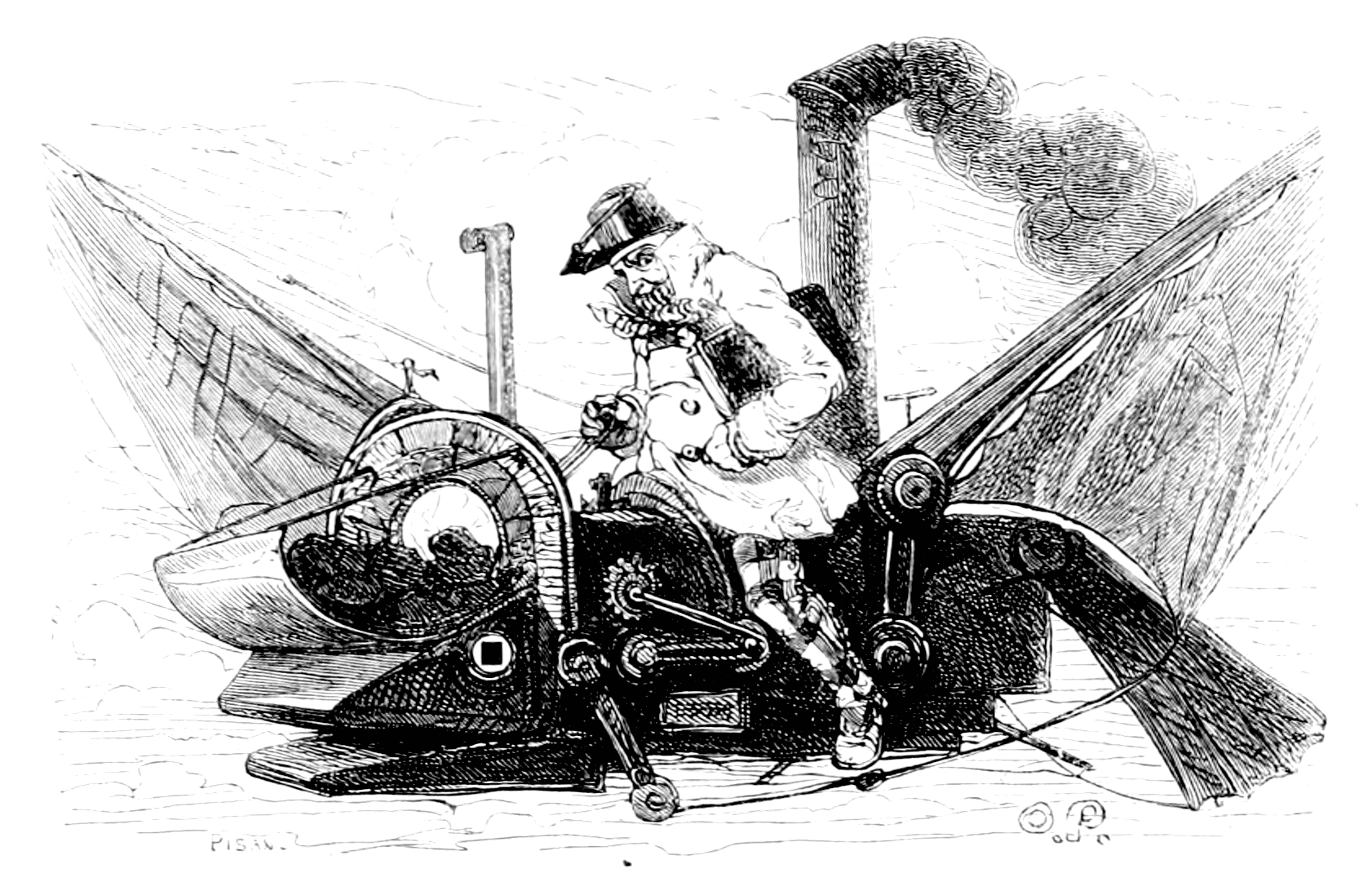
John Progrès, génie protecteur des temps modernes dans Le Monde tel qu'il sera, roman d'anticipation d'Émile Souvestre (1846).

Si, très tôt, certains auteurs, à l'exemple de Rabelais, expérimentent la littérature conjecturale durant leur carrière romanesque, ce genre d'écrit ne se développe véritablement qu'au cours du XIXe siècle. Au demeurant, dès la fin du XVIIIe siècle, Charles Georges Thomas Garnier entreprend d'éditer ses « Voyages imaginaires, songes, visions et romans cabalistiques » entre 1787 et 1789, soit la première collection consacrée à la littérature de l'imaginaire. À travers ses trente-six volumes, la collection propose ainsi soixante-quatorze récits conjecturaux portant sur les thèmes de l'utopie, des récits d'exploration ou encore de l'anticipation scientifique.
Or, malgré cette éphémère tentative de structuration, une telle littérature forme au XIXe siècle un ensemble épars et publié de manière diffuse. En 1834, Félix Bodin cherche à cataloguer toutes les inventions dont les humains pourraient profiter dans Le Roman de l'avenir, tandis que, l'année suivante, Edgar Allan Poe publie l'Aventure sans pareille d'un certain Hans Pfaall, un canular journalistique dans lequel il narre le voyage fantastique d'un homme en direction de la Lune. En 1846, Émile Souvestre publie Le Monde tel qu'il sera, un récit d'anticipation qui se déroule en l'an 3000 et reste considéré comme une œuvre majeure de la dystopie. Dans un autre registre de la littérature d'imagination scientifique, Charles Defontenay publie en 1854 Star ou Psi de Cassiopée, un roman précurseur dans sa manière de décrire avec un luxe de détails les us et coutumes d'une civilisation extraterrestre. Cette production demeure non seulement trop éparpillée pour établir un genre littéraire, mais surtout elle ne s'assume pas encore car nombre de romanciers concluent de pareils textes en mettant leurs divagations sur le compte du rêve ou de la folie du narrateur.

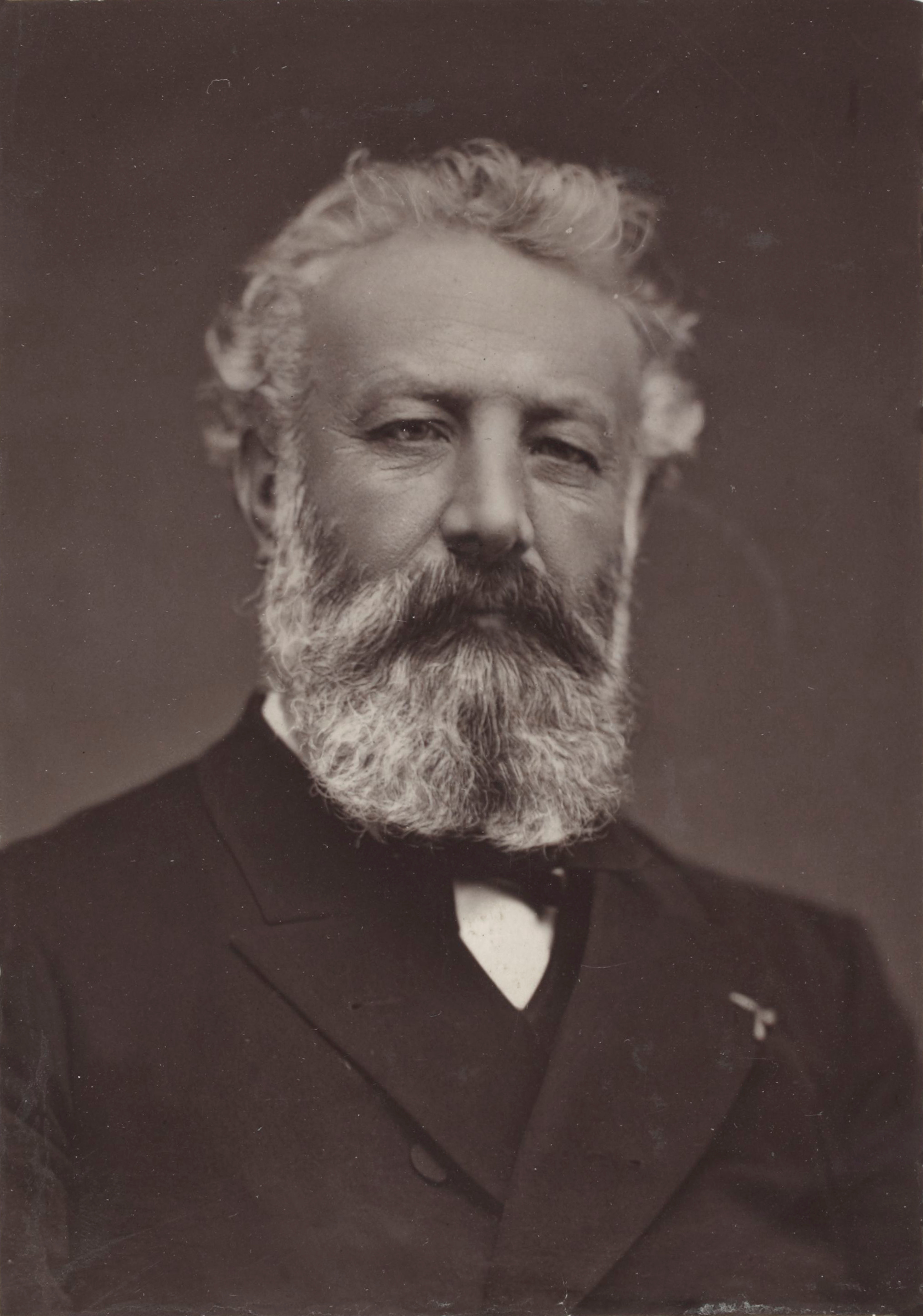
Les romans de Jules Verne popularisent les récits d'imagination scientifique.

Ce type de littérature connaît un véritable tournant avec la publication des romans scientifiques de Jules Verne, dont le succès populaire contribue à démocratiser un nouveau genre littéraire. Considéré comme l'un des pères fondateurs de la science-fiction, le romancier nantais marque durablement de son empreinte les récits d'imagination scientifique au point d'occulter tout un courant littéraire qui commençait à se constituer autour d'un certain nombre d'écrivains. Néanmoins, à l'ombre de la popularité des récits verniens, émerge timidement le genre « merveilleux scientifique » en parallèle au développement des sciences et des pseudosciences, à l'instar de la place qu'occupent, à partir des années 1880, les observations psychiatriques dans l'imagination populaire. En effet, les travaux sur l'hypnose réalisés par les médecins James Braid et Eugène Azam dans les années 1840, puis ceux du docteur Charcot dans la seconde moitié du XIXe siècle, mettent en lumière la part d'inconnu que chaque individu recèle, transformant ainsi le surnaturel en naturel et donnant une explication rationnelle aux exploits hors du commun des convulsionnaires ou des possédés. Ce riche contexte d'émulation scientifique est également entretenu par de prestigieux savants tels que Marie et Pierre Curie, Charles Richet, ou encore Camille Flammarion, qui étudient rationnellement des phénomènes encore inexpliqués. Leurs recherches se développent alors autour de la révélation des mondes invisibles, de la communication à distance, ou encore de la capacité à voir au travers des corps opaques.
C'est ainsi qu'à la fin du XIXe siècle, l'opinion publique est de plus en plus sensible aux conjectures scientifiques, par suite des nombreuses pratiques — autrefois considérées comme farfelues — qui tentent de s'ériger en disciplines scientifiques, à l'image de la phrénologie, l'hypnothérapie ou le fakirisme, mais également grâce aux avancées technologiques, depuis la découverte des rayons X jusqu'aux tentatives de communication avec la planète Mars. Ces nouveautés scientifiques — ou pseudo-scientifiques, le cas échéant — alimentent les pages des magazines tels que Je sais tout et Lectures pour tous, qui publient consécutivement des articles de vulgarisation et d'hypothèses sur le devenir des sciences, avec des nouvelles d'anticipation.

Pseudo-sciences et progrès scientifiques servent indistinctement d'inspiration au genre
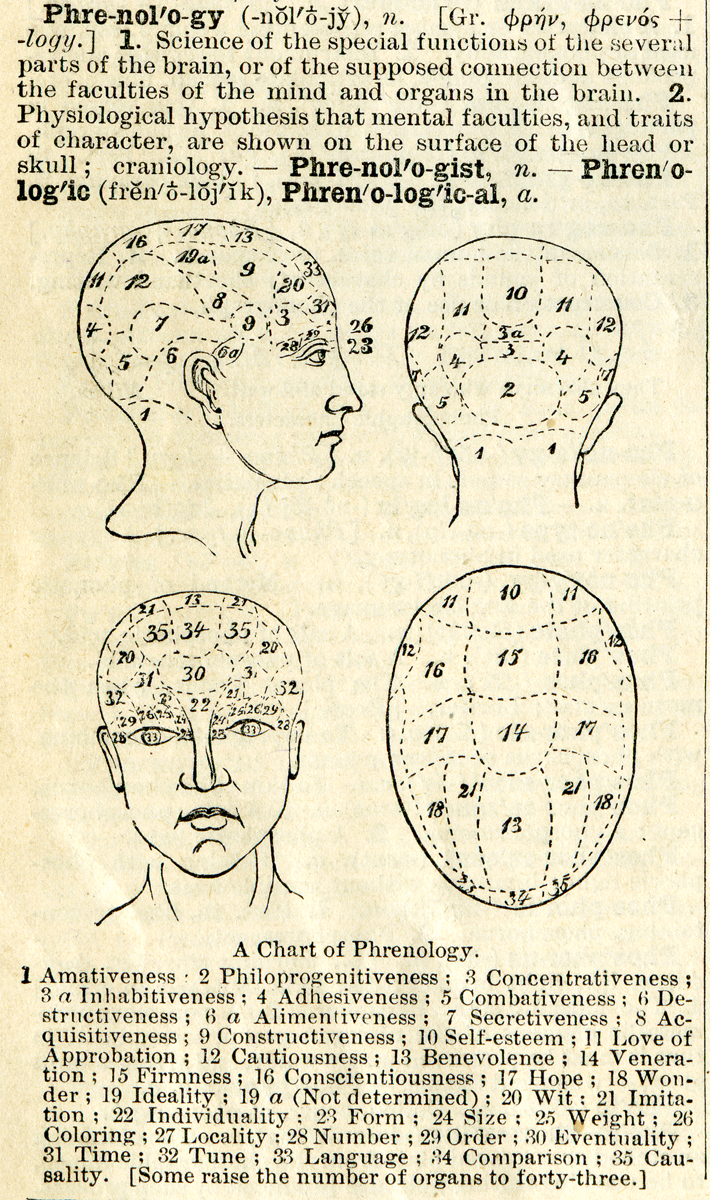
La phrénologie, pseudo-science en vogue au XIXe siècle.
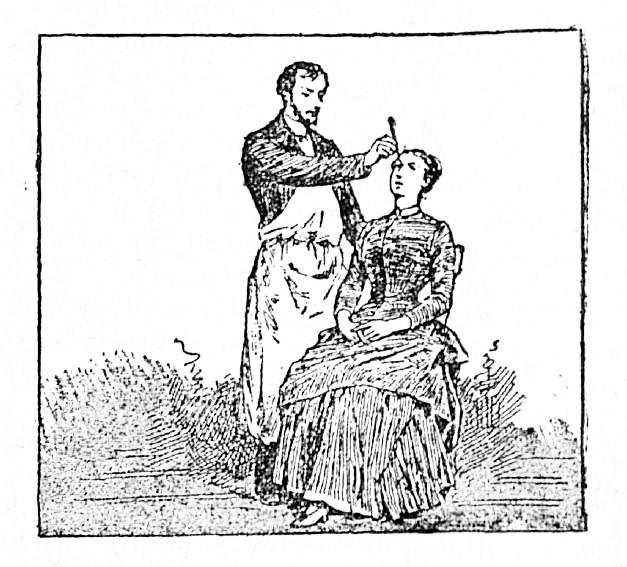
Une séance d'hypnothérapie.
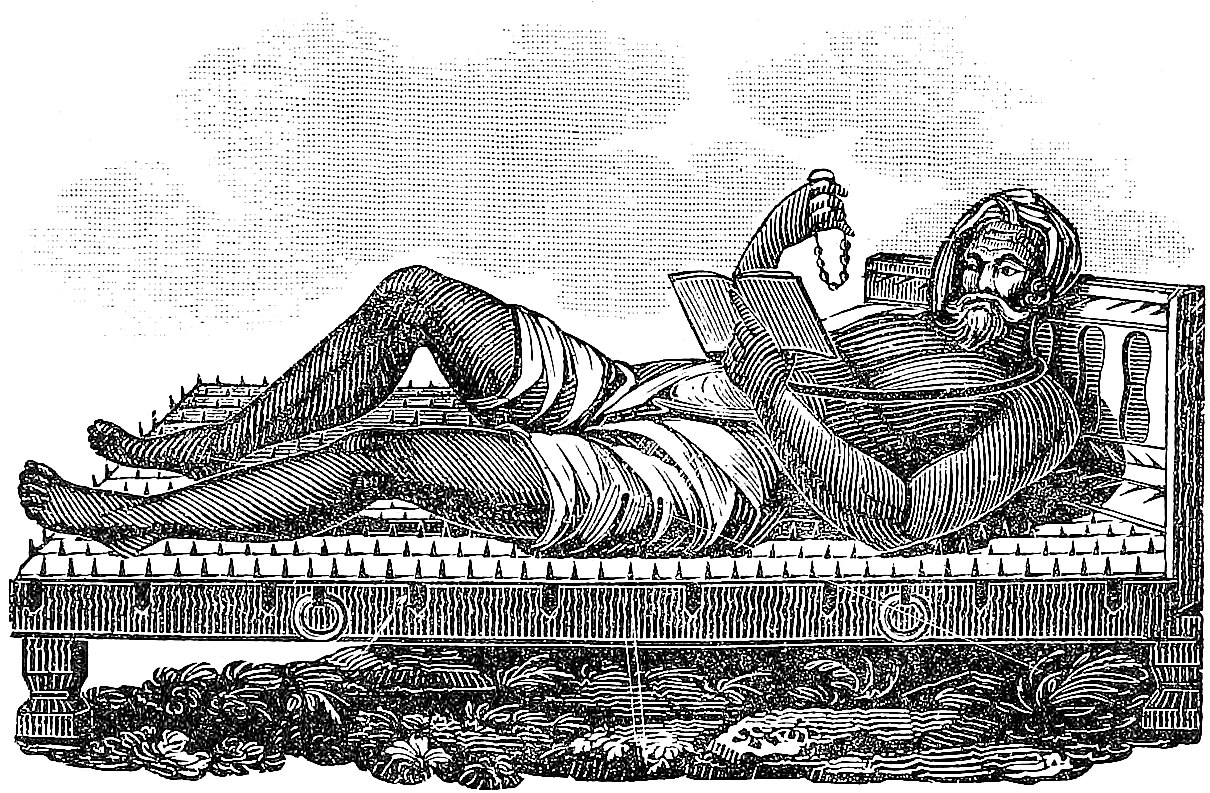
Un fakir allongé sur un lit de clous.
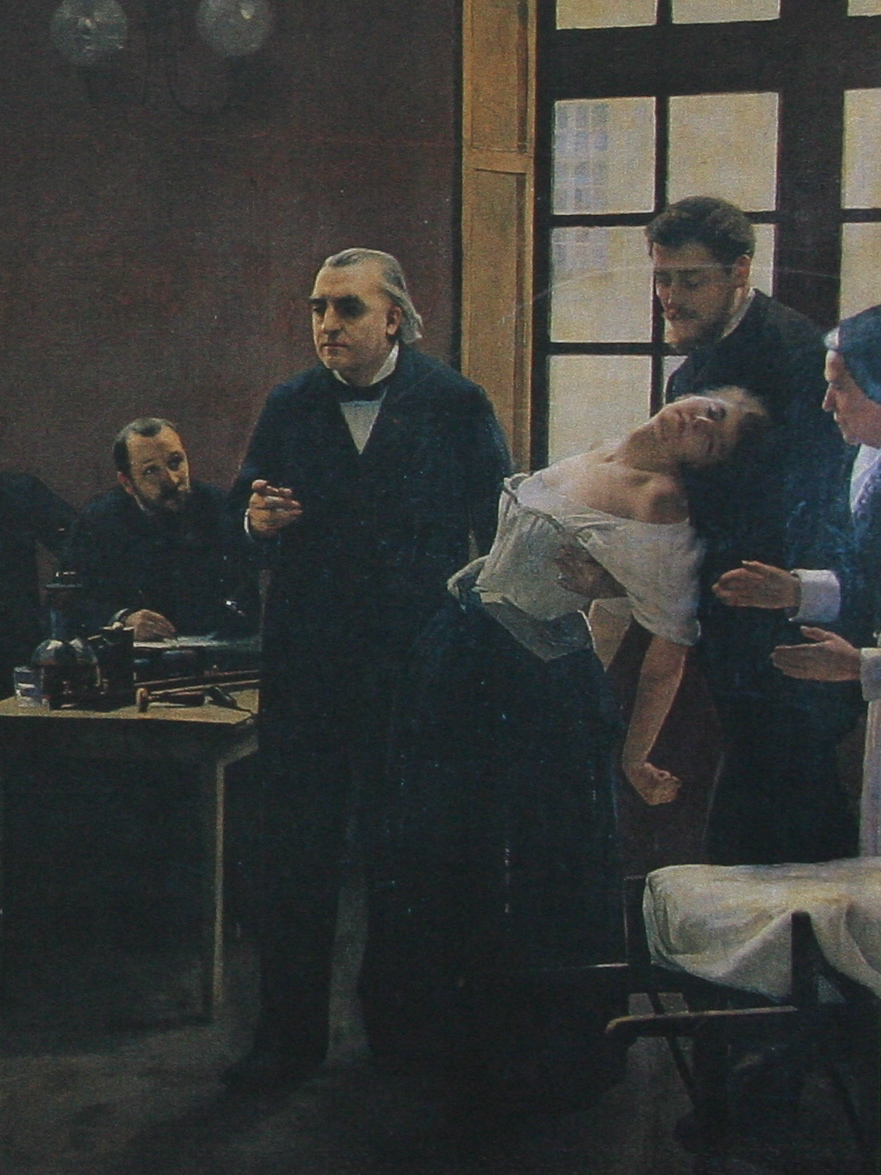
Charcot enseignant une leçon clinique à la Salpêtrière.
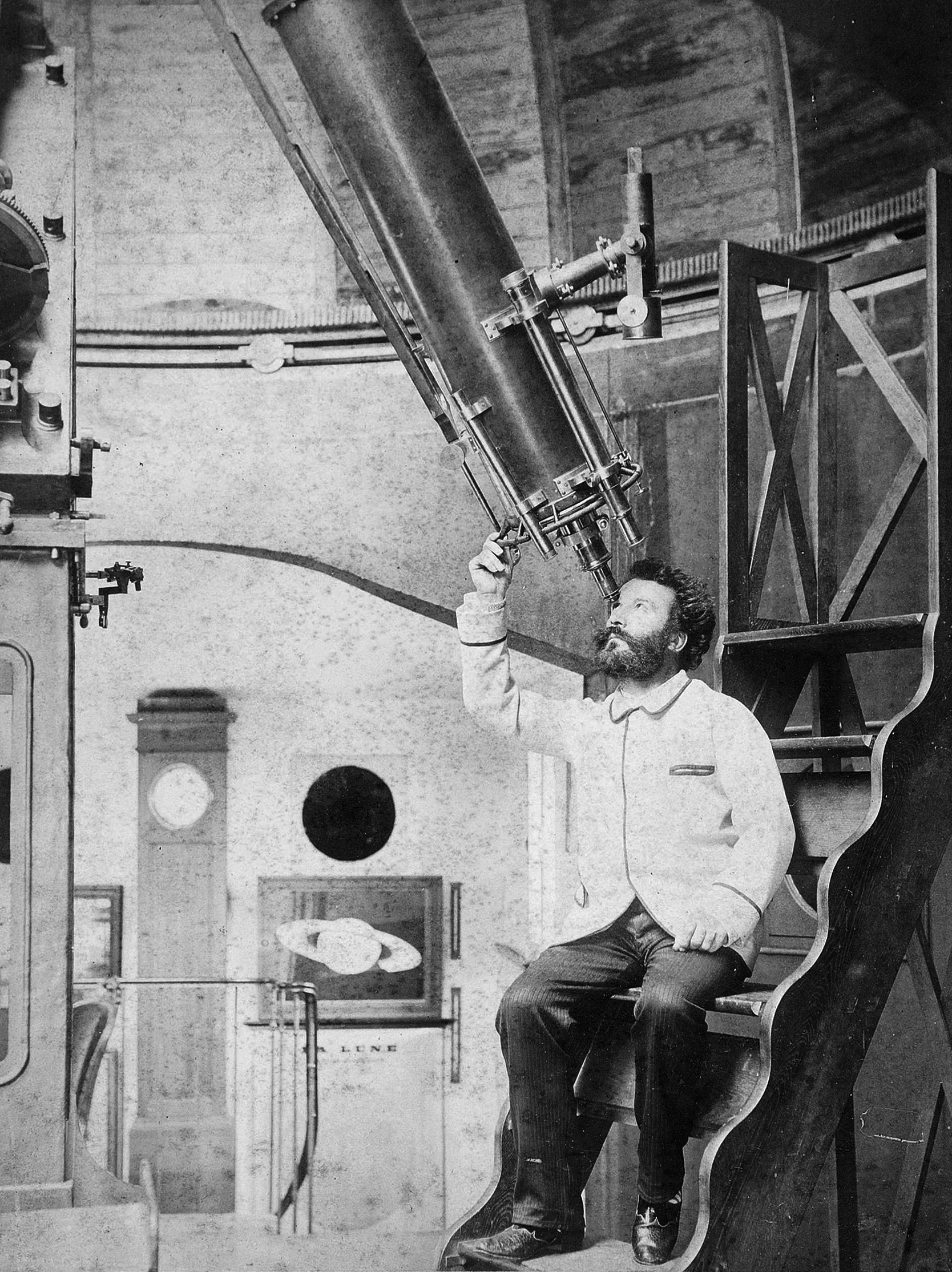
Camille Flammarion dans son observatoire.
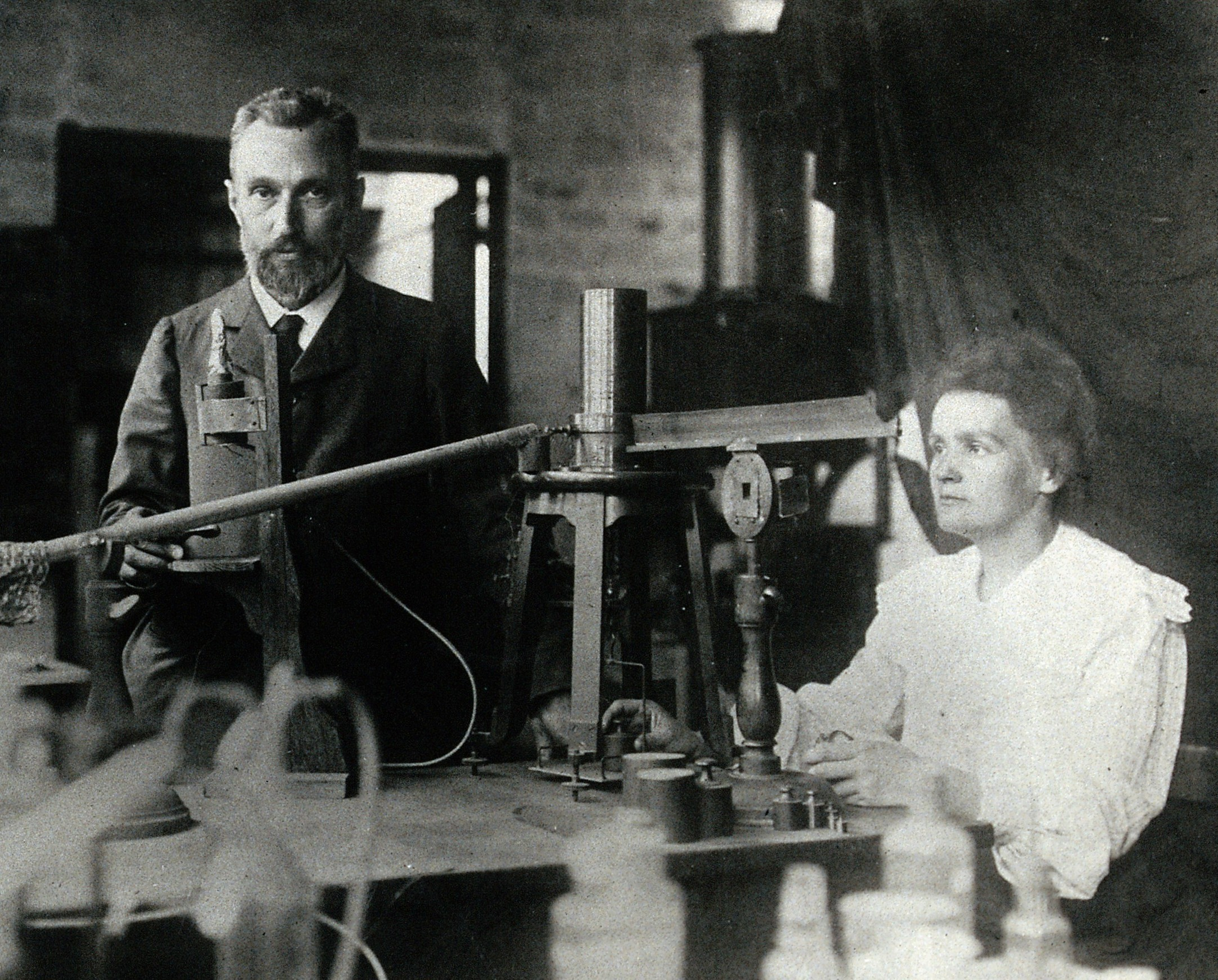
Pierre et Marie Curie dans leur laboratoire.

Le XIXe siècle finissant voit une nouvelle génération d'écrivains, qui compte notamment J.-H. Rosny aîné, entreprendre d'utiliser la science et les pseudosciences à des fins purement fictionnelles. Ces auteurs se distinguent de la sorte de leurs prédécesseurs qui utilisaient l'élément conjectural à titre de prétexte, à la manière des utopies de Savinien de Cyrano de Bergerac, des satires de Jonathan Swift et des exposés astronomiques de Camille Flammarion.

## Définition

### Le «merveilleux scientifique», une littérature de l'imaginaire aux contours vaguement définis

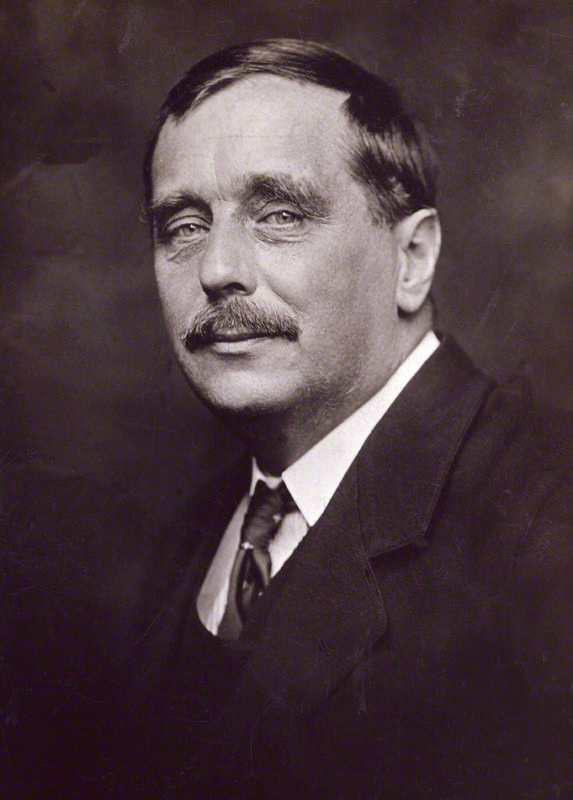
Avant son appropriation par Maurice Renard, l'expression « merveilleux scientifique » était principalement utilisée pour désigner l'œuvre de H.G. Wells.

L'expression « merveilleux scientifique » est un vocable ambigu qui, avant le manifeste fondateur de Maurice Renard, recouvrait des sens différents. En effet, apparu au XIXe siècle, ce néologisme était employé par les critiques littéraires pour désigner toutes les œuvres romanesques liées au domaine scientifique, que ce soit les tentatives d'unir sciences et merveilles, ou plus généralement les romans scientifiques. Dès 1875, le journaliste Louis Énault évoque le « merveilleux scientifique » pour qualifier l'intrigue de La Perle noire, une œuvre de Victorien Sardou dans laquelle l'invraisemblance est expliquée par la science, tandis que dans son étude Les romanciers aujourd'hui (1890), le critique littéraire Charles Le Goffic associe le vocable aux romans scientifiques de Jules Verne. L'expression est définitivement popularisée en 1894 par le physiologiste Joseph-Pierre Durand de Gros avec son ouvrage Le Merveilleux scientifique, pour désigner l'étude scientifique des pratiques autrefois considérées comme merveilleuses.
Néanmoins, au début du XXe siècle, cette expression reste principalement utilisée par les critiques littéraires pour désigner les romans de H. G. Wells, à l'instar du psychiatre Marcel Réja, dans un article paru en 1904 dans la revue Le Mercure de France, sous le titre « H.-G. Wells et le merveilleux scientifique ». Il est par ailleurs probable que ce soit dans cet article que Maurice Renard rencontre pour la première fois l'expression. De fait, la comparaison entre les deux grands romanciers de l'imaginaire scientifique, Jules Verne et H. G. Wells, est omniprésente sous la plume des critiques qui analysent les rapports entre imaginaire et science. Ainsi, lorsque Maurice Renard publie son article fondateur, l'intérêt des critiques pour ce nouveau genre romanesque est déjà éveillé depuis quelques années.

### Théorisation d'un genre littéraire: le «roman merveilleux-scientifique renardien»

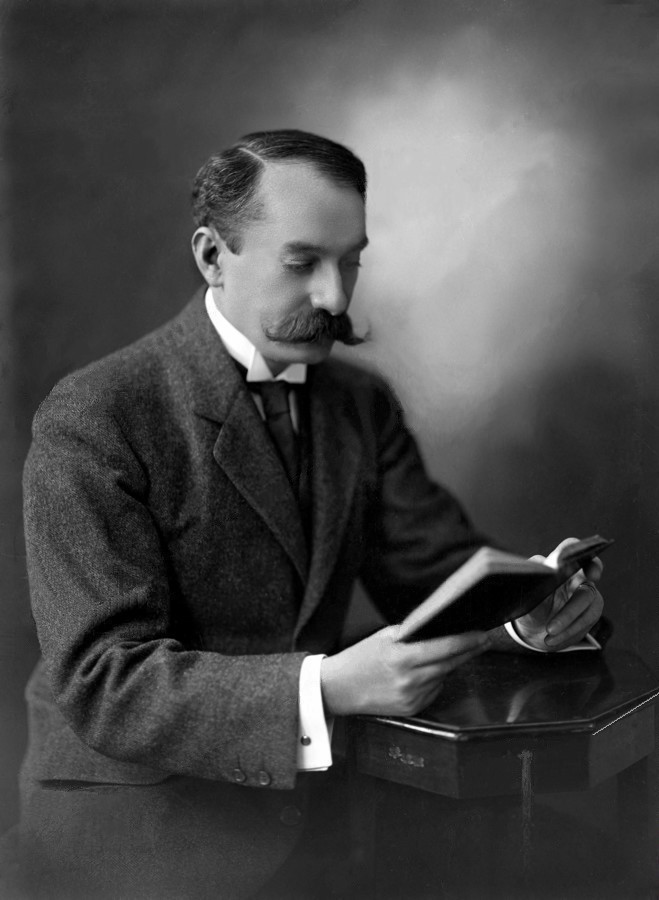
Entre 1909 et 1928, l'écrivain Maurice Renard entreprend de théoriser le concept de merveilleux scientifique.

Au début du XXe siècle, le merveilleux scientifique recouvre différentes significations lorsque Maurice Renard s'approprie l'expression en 1909 pour lui attribuer une définition précise. Il détaille son programme littéraire principalement à travers trois articles : « Du roman merveilleux-scientifique et de son action sur l’intelligence du progrès », paru dans Le Spectateur en octobre 1909 ; « Le Merveilleux scientifique et La Force mystérieuse de J.-H. Rosny aîné » publié dans La Vie en juin 1914 ; et enfin, « Le roman d'hypothèse », dans la revue A.B.C. en 1928,. Cependant, au cours de sa carrière littéraire, le romancier fait évoluer non seulement la définition du genre qu'il promeut, mais également sa dénomination, ce qui rend l'expression « merveilleux scientifique » d'autant plus difficile à appréhender.

#### Manifeste de 1909
« Le roman merveilleux-scientifique est une fiction qui a pour base un sophisme ; pour objet, d’amener le lecteur à une contemplation de l’univers plus proche de la vérité ; pour moyen, l’application des méthodes scientifiques à l’étude compréhensive de l’inconnu et de l’incertain. »

— Maurice Renard
Au XIXe siècle, de nombreux critiques littéraires s'interrogent sur l'avenir du récit fantastique. Pour Maurice Renard, l'annonce de la disparition progressive du surnaturel à cause des avancées scientifiques rend nécessaire le renouvellement du fantastique. En effet, face à ce désenchantement du monde, l'écrivain doit mettre à profit la science pour créer et explorer de nouvelles formes de merveilleux. En 1909, l'écrivain publie un manifeste intitulé « Du roman merveilleux-scientifique et de son action sur l'intelligence du progrès », dans lequel il cherche à imposer dans le champ critique l’existence d’un genre romanesque dont il affirme l'autonomie et la valeur littéraire. Dans cet article, premier texte français d'envergure qui cherche à fixer des règles de composition pour la conjecture romanesque rationnelle, il s'approprie l'expression « merveilleux scientifique », utilisée auparavant par de nombreux critiques pour désigner certains romans scientifiques de H. G. Wells, J.-H. Rosny aîné et même Jules Verne. Cependant, plutôt que de traiter le thème du « merveilleux scientifique » comme une simple donnée littéraire, il s'attache à en donner une stricte définition, afin d'en faire un genre à part entière. Ce changement de statut justifie à ses yeux une nouvelle syntaxe, à savoir l'ajout d'un trait d'union entre les deux mots, qui transforme incidemment le substantif en un adjectif.

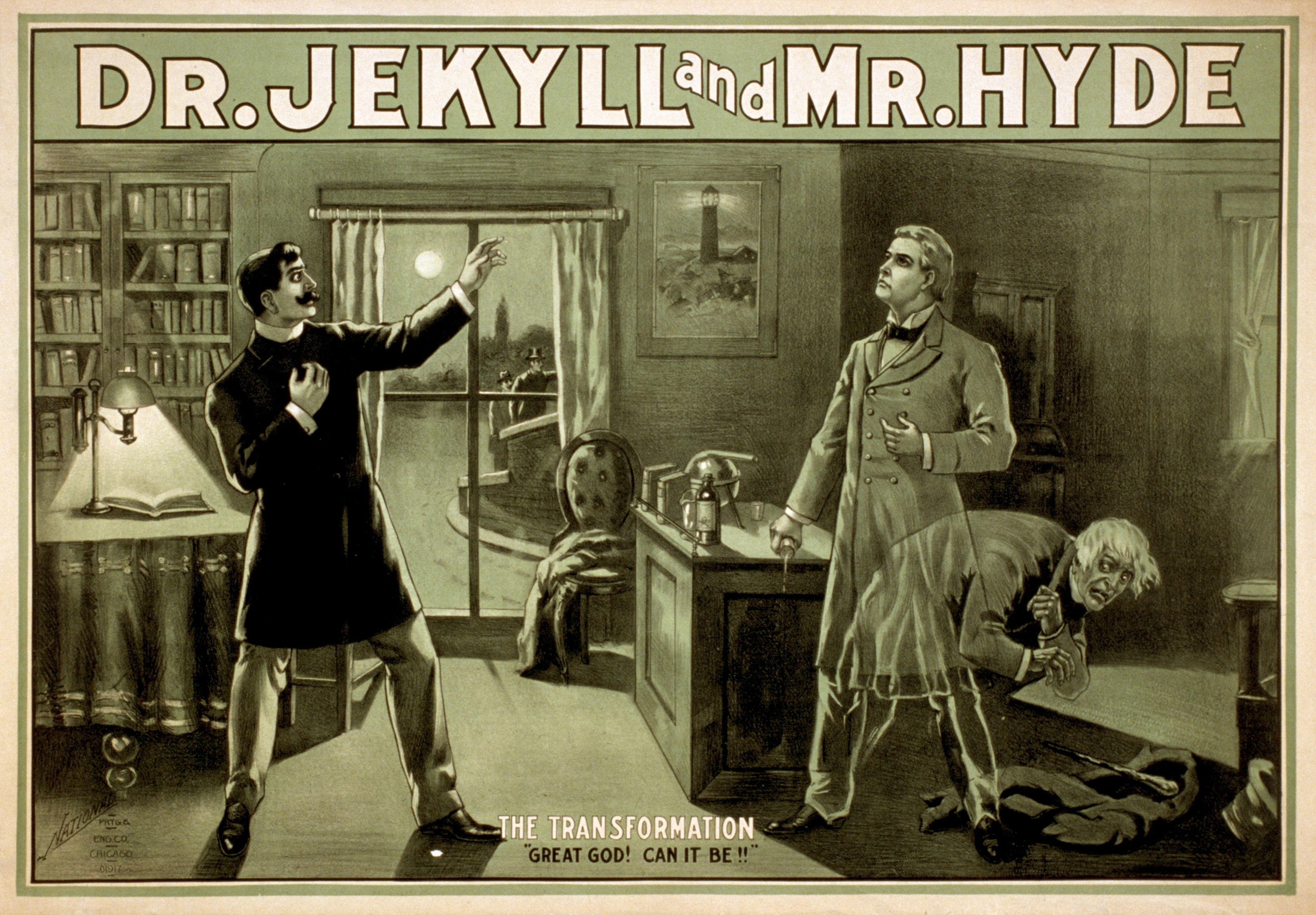
Selon Maurice Renard, les tenants du genre merveilleux-scientifique doivent s'inscrire dans la même démarche que celle qu'entreprend Robert Louis Stevenson avec son roman L'Étrange Cas du docteur Jekyll et de M. Hyde paru en 1886.

Maurice Renard définit le roman merveilleux-scientifique comme un genre littéraire dans lequel la science est utilisée non pas comme un décor mais comme un élément perturbateur. Alors que l'histoire se déroule dans un cadre rationnel, une loi scientifique — qu'elle soit physique, chimique, psychique ou biologique — est altérée ou découverte. Il s'agit ainsi pour le romancier d'imaginer toutes les conséquences qui sont susceptibles d'en découler. En outre, Maurice Renard appelle ses confrères à lancer la science dans l'inconnu, afin de susciter chez le lecteur une sensation de vertige. Défini comme un « conte à structure savante », le roman merveilleux-scientifique se fixe en effet un objectif didactique : il doit amener le lecteur à s'interroger, à voir le monde à travers une optique nouvelle. Les romans merveilleux-scientifiques s'inspirent notamment du roman naturaliste, tel que pratiqué par Émile Zola, dans la mesure où le récit doit fonctionner comme un laboratoire d'idées dans lequel sont étudiés les effets d'un milieu sur les héros. D'ailleurs, attendu que la légitimité du genre découle de sa portée philosophique, Maurice Renard publie son article dans Le Spectateur, une revue critique et philosophique, et non dans une revue littéraire.
Avec ce manifeste, Maurice Renard tente de structurer autour de ce genre tout un mouvement littéraire. En premier lieu, il s'inscrit dans un genre bien connu des critiques, en se revendiquant d'auteurs notoires de la littérature de l'imaginaire. Il rend hommage en premier lieu à Edgar Poe, qui sut établir le roman merveilleux-scientifique à son niveau le plus pur, puis à H. G. Wells, qui déploya le genre grâce à la profusion de ses œuvres. À côté de ces deux écrivains qui fondèrent le genre, Maurice Renard cite les auteurs Auguste de Villiers de L'Isle-Adam, Robert Louis Stevenson et Charles Derennes, artisans de ce genre nouveau avec respectivement L'Ève future (1886), L'Étrange Cas du docteur Jekyll et de M. Hyde (1886) et Le Peuple du Pôle (1907).

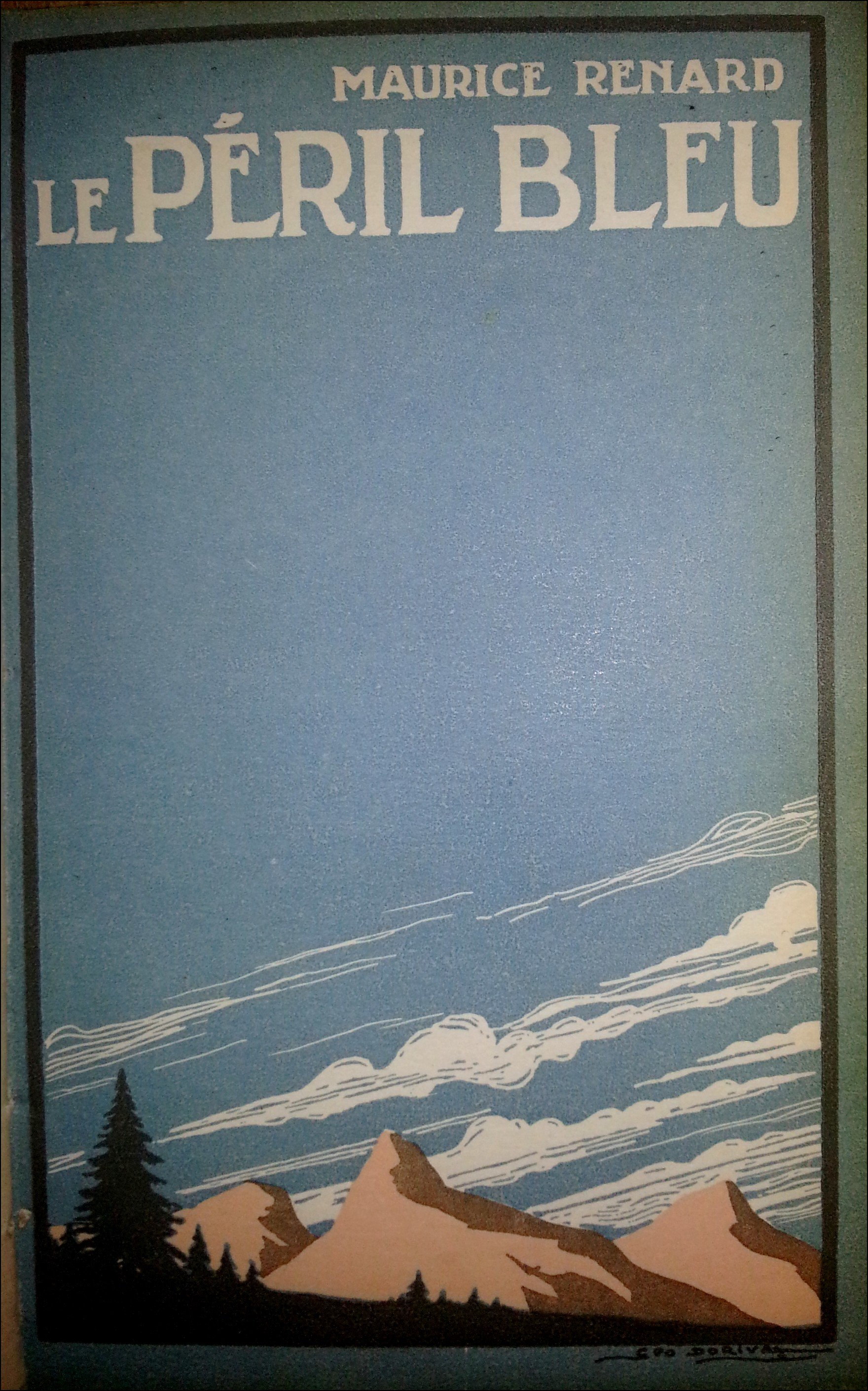
Le manifeste de Maurice Renard de 1909 est réédité en préface du Péril bleu en 1911 et lui assure sa postérité (ill. Géo Dorival).

Par ailleurs, Maurice Renard définit le roman merveilleux-scientifique également par opposition à des ouvrages dont il souhaite se démarquer. En premier lieu, il rejette catégoriquement Jules Verne, coupable non seulement d'avoir contribué à cataloguer le roman scientifique comme une littérature de jeunesse, secteur éditorial éloigné des exigences intellectuelles souhaitées par Renard, mais également de faire soit de la vulgarisation scientifique, soit de l'extrapolation à partir de la réalité, tandis que Renard cherche à rompre avec le réel. En effet, l'objectif d'écrire des romans scientifiques plausibles éloigne Jules Verne de la théorie renardienne qui suppose d'imaginer une science « en plein inconnu ». Partant, il rejette pour des raisons similaires les récits d'aventures à visée pédagogique d'André Laurie et de Paul d'Ivoi, ou encore les anticipations humoristiques d'Albert Robida qui assument un rôle satirique. L'objectif du récit merveilleux-scientifique diffère en effet de celui de l'anticipation, car là où celui-ci se contente de déployer l'intrigue dans un futur, le roman merveilleux-scientifique imagine les conséquences des inventions contemporaines ou à venir. Maurice Renard promeut des intrigues certes construites à partir des outils intellectuels habituellement dévolus à l'activité scientifique, mais qui restent basées sur une science rêvée, fictive.
Le manifeste bénéficie d'un retentissement important. Après sa publication, les critiques Edmond Pilon et Henry-D. Davray font écho à l'article de Renard, mais c'est principalement la réédition de l'article deux ans plus tard en préface du Péril bleu qui lui assure sa postérité. En 1915, Hubert Matthey publie un Essai sur le merveilleux dans la littérature française depuis 1800, dans lequel il fait à plusieurs reprises référence au manifeste de 1909. L'expression circule parmi les critiques jusqu'en 1940, que ce soit dans un article nécrologique sur Rosny aîné ou sous la plume des représentants du genre et de ses défenseurs, à l'instar de Gaston de Pawlowski ou d'André Maurois. Au cours des années 1910 et 1920, deux camps antagonistes se dessinent. D'un côté, les partisans du roman merveilleux-scientifique, qui regroupent en réalité un cercle restreint d'amis de Maurice Renard : Charles Derennes, Jean Ray, Rosny aîné, Albert Dubeux et encore Georges de la Fouchardière, multiplient les hommages à l'écrivain. De l'autre, les critiques, au mieux indifférents et qui, au pire, se montrent sévères envers un genre qu'ils rattachent à la littérature populaire ou qualifient d'« amusement assez puéril », pour reprendre les termes de la violente attaque de Jacques Copeau dans un article publié en 1912 par La Nouvelle Revue Française.

#### Évolution de l'expression: du «roman merveilleux-scientifique» au «roman d'hypothèse»
L'expression « roman merveilleux-scientifique » évolue sous la plume de Maurice Renard entre 1909 et 1928, afin de gagner en reconnaissance et d'éviter la dissolution du genre. L'enjeu reste toujours de se démarquer de Jules Verne, dont le style romanesque continue de faire de l'ombre à toute la littérature d'imagination scientifique. Progressivement, son échec à créer un mouvement littéraire se ressent par un ton exaspéré, notamment en 1923 dans l'article « Depuis Sinbad », même si la virulence de ses propos s'atténue quelques années plus tard avec « Le roman d’hypothèse », texte désabusé dans lequel il semble avoir renoncé à son projet littéraire. Après 1928, il ne publie plus d'article critique et sa production littéraire dans ce genre devient rare : Le Maître de la lumière (1933) et enfin le conte L’an 2000 (1938).

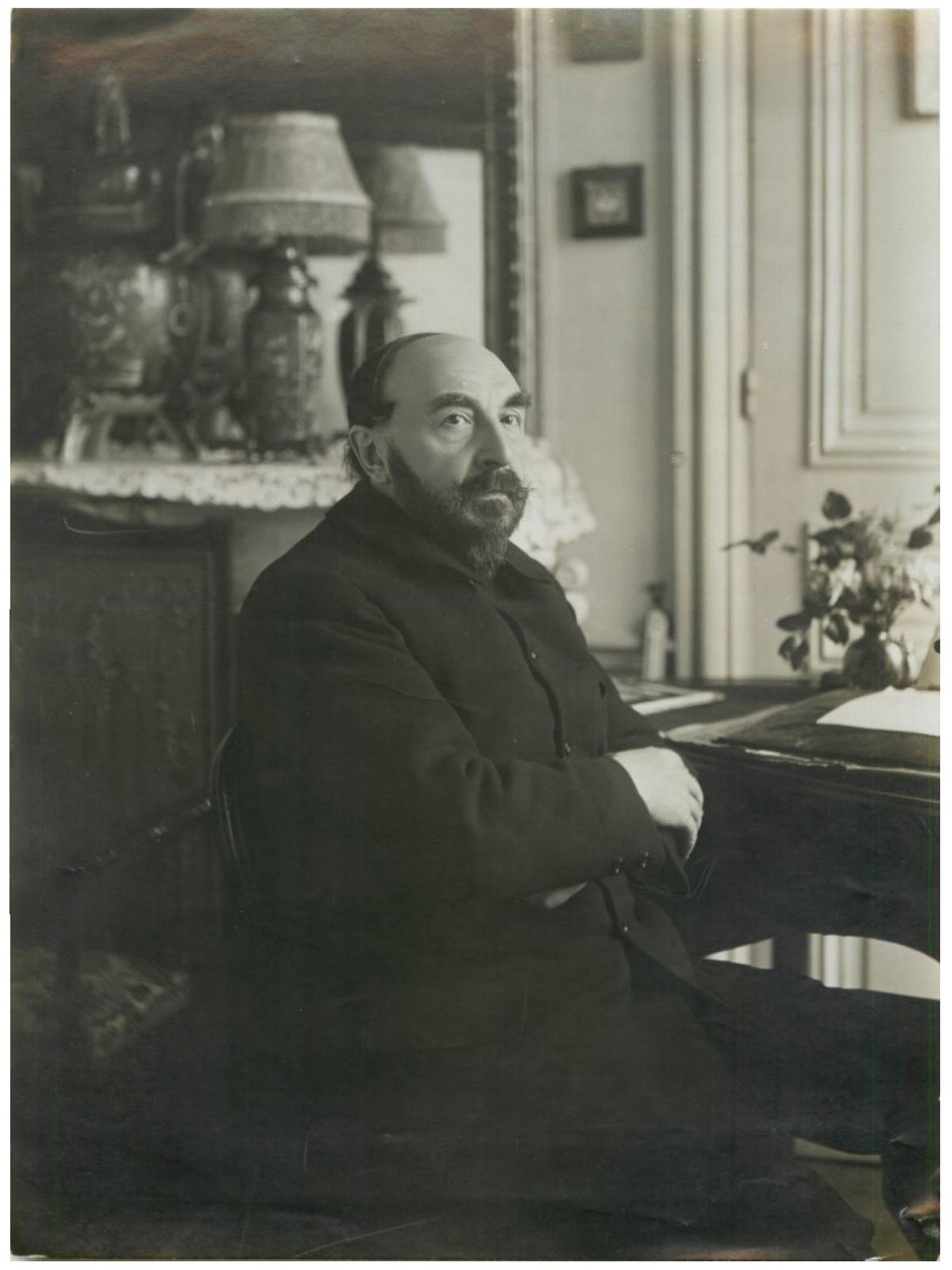
Maurice Renard intègre en 1914 J.-H. Rosny aîné dans la liste des écrivains de romans merveilleux-scientifiques lors de la sortie de La Force mystérieuse.

En 1914, le compte rendu de La Force mystérieuse de Rosny aîné fournit l'occasion à Maurice Renard de développer son propos sur le roman merveilleux-scientifique, dont il conserve l'appellation. Cependant, pour contrer les critiques qui reprochaient au genre de trop verser dans la fantaisie au détriment de la rigueur scientifique, le théoricien procède à un changement onomastique. Dès 1908, il utilise également dans ses notes l'expression « conte à structure savante » pour désigner ces aspirations littéraires, mais, dans « Depuis Sinbad » (1923), il rejette catégoriquement le terme « merveilleux-scientifique » au profit de « parascientifique », mieux à même de qualifier les mystères scientifiques. Cinq ans plus tard, l'article éponyme « Le roman d'hypothèse » renomme à nouveau le genre afin de mettre en relief la valeur épistémologique de celui-ci. Avec cette nouvelle expression, Renard cherche à montrer que l'exploration de l'inconnu permet d'apporter de nouvelles perspectives sur la réalité. Néanmoins, ces modifications lexicales connaissent un retentissement limité, l'expression « roman merveilleux-scientifique » ayant déjà marqué les esprits, — même si les critiques littéraires l'emploient bien souvent dans un sens différent de celui défini par Renard.
Outre le changement onomastique, Maurice Renard modifie également la liste des auteurs du genre. En 1914, Rosny aîné intègre celle-ci, tandis que Charles Derennes, n'ayant rien produit depuis Le Peuple du Pôle, en sort. En réalité, dès lors que le merveilleux scientifique est reconnu comme un genre à part entière par la critique, il devient inutile pour le théoricien d'en défendre la pureté en excluant les auteurs qui développent des dimensions sociologiques ou satiriques. Au fil des articles, Renard se montre donc plus souple sur l'usage du merveilleux scientifique, le genre pouvant être utilisé comme moyen et non plus uniquement comme une fin. Le romancier entremêle lui-même d'autres codes génériques, que ce soit par l'utilisation des intrigues policières (Le Péril bleu en 1911) ou de la satire (Un homme chez les microbes en 1928).
Tout au long de sa carrière, Maurice Renard a essayé de pérenniser le genre merveilleux-scientifique, quitte à assouplir sa délimitation théorique. Pour cela, il met en place pendant dix ans le prix Maurice-Renard, qui récompense un roman d'imagination scientifique. Entre 1922 et 1932, le prix est attribué à dix auteurs, dont Marcel Roland et Alexandre Arnoux, bien que leurs œuvres relèvent davantage de l'anticipation et de l'utopie. De telles nominations illustrent les assouplissements qu'il effectue par rapport au manifeste de 1909, dans son projet de légitimation du genre,.

## Une littérature populaire
En France, le genre merveilleux-scientifique apparaît à la fin du XIXe siècle et prospère jusqu'aux années 1930, avant de progressivement disparaître dans les années 1950. En dépit des articles de Maurice Renard, les romans merveilleux-scientifiques restent perçus comme une littérature au lectorat populaire, tant par les thèmes qu'ils abordent, que par les supports de publication dans lesquels ils paraissent.

### Une génération d'écrivains épris de conjecture scientifique

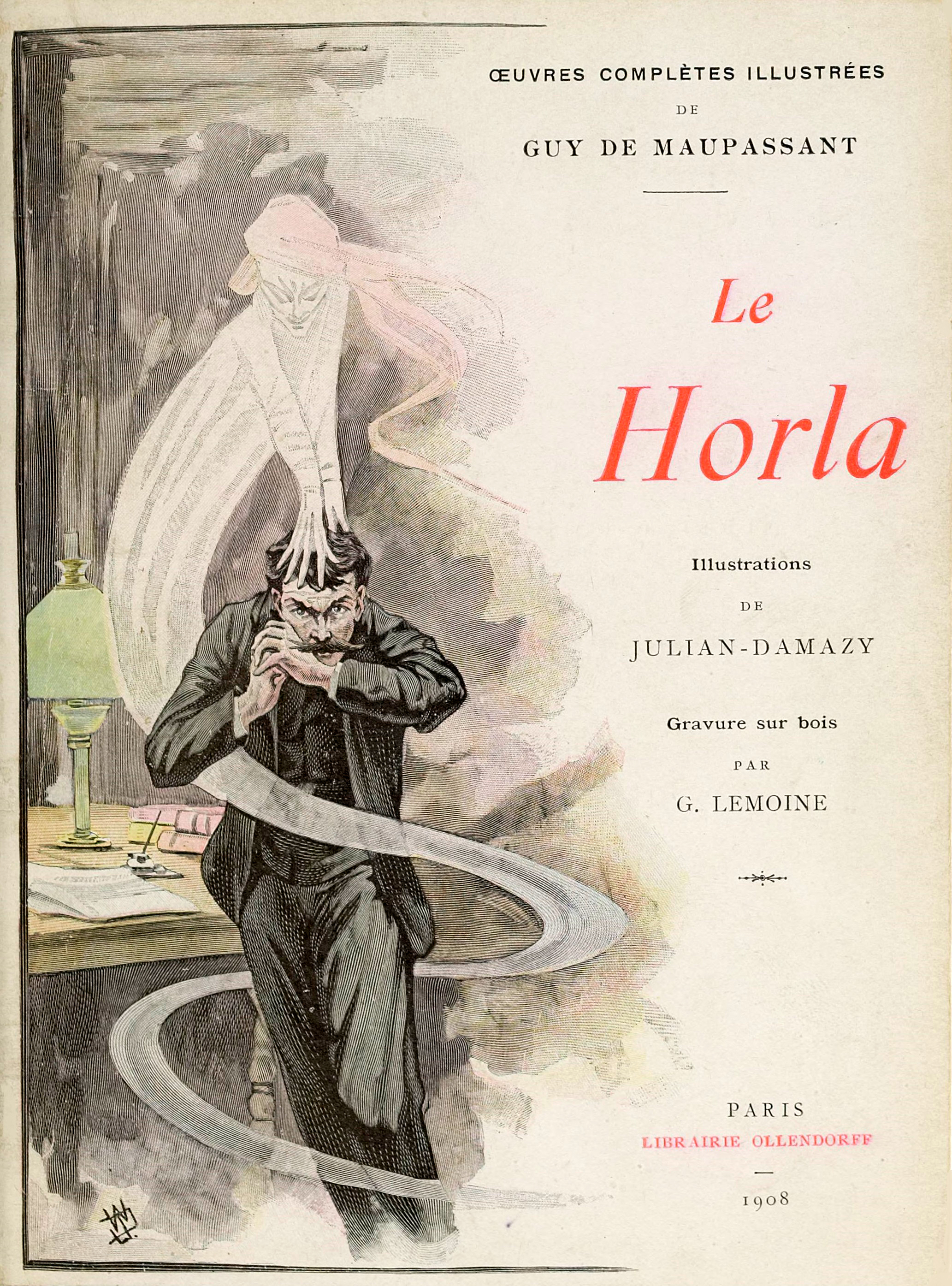
Le Horla de Guy de Maupassant fait figure de récit merveilleux-scientifique avant l'heure (ill. William Julian-Damazy).

Avec sa nouvelle Le Horla, Guy de Maupassant publie un texte « merveilleux-scientifique » avant l’heure. En effet, en narrant la perte de repères d'un individu qui souffre de la présence d'un être invisible dans son entourage, l'auteur mélange les approches fantastiques et scientifiques plutôt que de les opposer. Par la suite, ce récit de 1886 exerce une grande influence sur les auteurs du mouvement merveilleux-scientifique en mêlant science, pseudo-sciences et spiritisme.

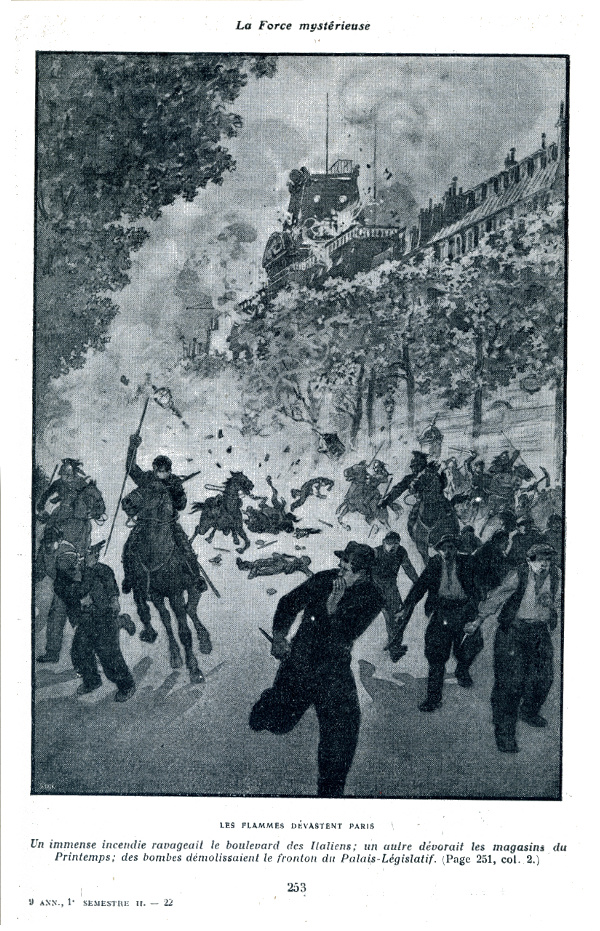
Dans La Force mystérieuse, Rosny aîné dépeint un immense cataclysme qui bouleverse l'humanité entière (ill. Marcel Lecoultre).

Néanmoins, le genre du merveilleux scientifique semble réellement naître en 1887 avec la publication du court roman Les Xipéhuz, où Rosny aîné relate la rencontre entre des humains et une intelligence non-organique dans une lointaine préhistoire. Jusqu'à cette date, les récits empreints de merveilleux scientifique paraissaient en toute discrétion ; or ce texte singulier rencontre un franc succès littéraire qui offre une grande publicité au genre. Auteur aux récits protéiformes, Rosny aîné compose des fictions non-anthropocentriques où l'homme n'est pas dépeint comme une fin en soi mais en tant que modeste élément d'un grand tout cosmique. Son œuvre retrace notamment une vaste « guerre des règnes » qui voit l'émergence victorieuse de notre espèce à l'ère préhistorique jusqu'à l'effacement de l’Homo sapiens devant une autre forme de vie revendiquant la surface de la Terre dans un futur éloigné. C'est ainsi que, dans Les Xipéhuz, Rosny aîné confronte l'humanité primitive à une race qu'elle ne comprend pas, ou que, dans La Force mystérieuse (1913), il imagine un cataclysme contemporain prenant progressivement de l'ampleur, obligeant le genre humain à se réorganiser socialement. Ses romans, véritables succès en kiosque ou librairie, le propulsent, aux yeux de ses contemporains — et, depuis, de la critique —, comme chef de file du mouvement merveilleux-scientifique.
Choisi avec son frère Rosny jeune pour intégrer la jeune société littéraire des Goncourt, il est de ceux qui décernent le premier prix Goncourt à un roman de merveilleux-scientifique : Force ennemie de l'écrivain franco-américain John-Antoine Nau. Publié en 1903, ce roman porte sur le thème du voyage dans l'espace par projection mentale : éclaireur d'une possible invasion, un extraterrestre loge dans la tête du narrateur. Deux ans plus tard, le prix Goncourt est décerné derechef à un roman conjectural, Les Civilisés de Claude Farrère, dont l'intrigue repose sur un conflit futur entre la France et la Grande-Bretagne.
En parallèle, les ouvrages de H. G. Wells connaissent eux aussi un même succès littéraire, et notamment en France où ils font l'objet d'une critique régulière par la presse. Sous l'impulsion de nombreux auteurs français, le genre s'étoffe et s'assure une certaine légitimité au sein de la littérature au moment où Maurice Renard s'emploie à le théoriser sous le nom de genre merveilleux-scientifique. Cette recherche de légitimité représente pour l'écrivain un véritable enjeu dans la mesure où ce genre est également celui qu'il pratique. Ainsi, ses nombreux romans abordent les thèmes de l'imaginaire scientifique en vogue en partant d'une idée de base simple qu'il exploite au suprême degré. Par exemple, il met en scène la greffe humaine poussée à son paroxysme dans Le Docteur Lerne, sous-dieu, un peuple invisible côtoyant l'humanité dans Le Péril bleu, un homme à la vision augmentée dans L'Homme truqué, un appareil dupliquant les objets et les corps dans Le Singe.
Dans le voisinage de l'œuvre de Wells, Rosny aîné et Maurice Renard apparaissent comme les deux chefs de file d'un genre littéraire qui émerge, sans bénéficier cependant d'une réelle identification aux yeux du public. Néanmoins, ce genre se distingue dans sa propension à offrir au lecteur son lot de sensationnel et d'extraordinaire dont la seule limite est l'imagination de l'auteur, quitte à imaginer le vol de la tour Eiffel, toutes sortes d'invasions ou même la fin du monde.
Jean de La Hire publie en 1908 La Roue fulgurante, roman dans lequel il narre les aventures d'un groupe de terriens enlevés par un astronef et déposés sur Mercure et Vénus. Ce succès lui permet d'apparaître comme une figure de l'anticipation scientifique française d'avant-guerre. Converti à la lucrative littérature populaire, il poursuit son incursion dans l'univers du merveilleux-scientifique avec la série à succès des aventures de Léo Saint-Clair le Nyctalope, et une littérature pour la jeunesse avec Les Trois Boy-scouts et les Grandes aventures d’un boy-scout.

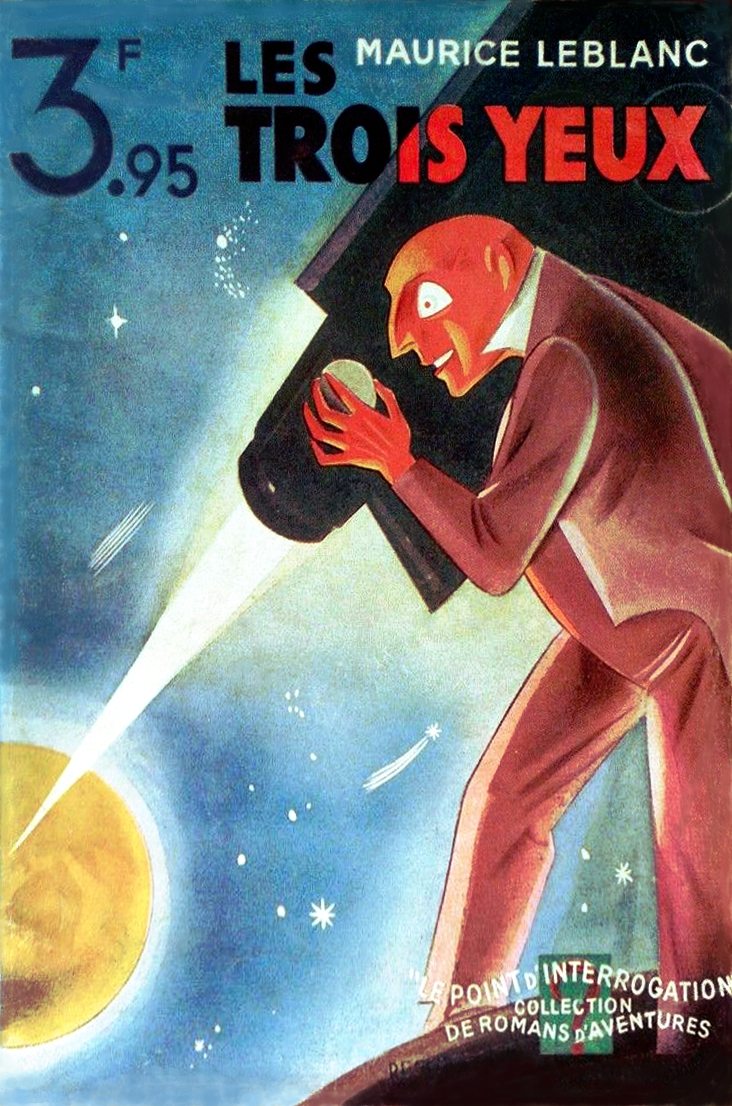
Principalement connu pour ses aventures du gentleman-cambrioleur Arsène Lupin, Maurice Leblanc s'est également essayé au roman merveilleux-scientifique avec Les Trois Yeux (ill. Maurice ou André Harfort ?).

L'engouement populaire pour les nouvelles théories scientifiques et pseudo-scientifiques est repris par les auteurs, qui les traduisent directement en romans d'aventures. Ainsi, lorsqu'ils ne sont pas eux-mêmes hommes de science, à l'image des médecins André Couvreur et Octave Béliard, les écrivains de récits merveilleux-scientifiques puisent leur inspiration dans les revues de vulgarisation scientifique. Par exemple, à la fin du XIXe siècle, l'homme d'affaires américain et astronome amateur Percival Lowell se fait l'ardent défenseur de l'existence de canaux sur Mars et popularise l'idée d'une civilisation martienne qui inspire de nombreux romanciers français. Pour sa part, même s'il ne croit pas à l'existence de ces canaux, l'astronome français Camille Flammarion est lui aussi convaincu d'une vie sur Mars. Au reste, il publie en 1889 le roman Uranie décrivant le voyage stellaire d'un astronome, dont la planète Mars constitue une étape.

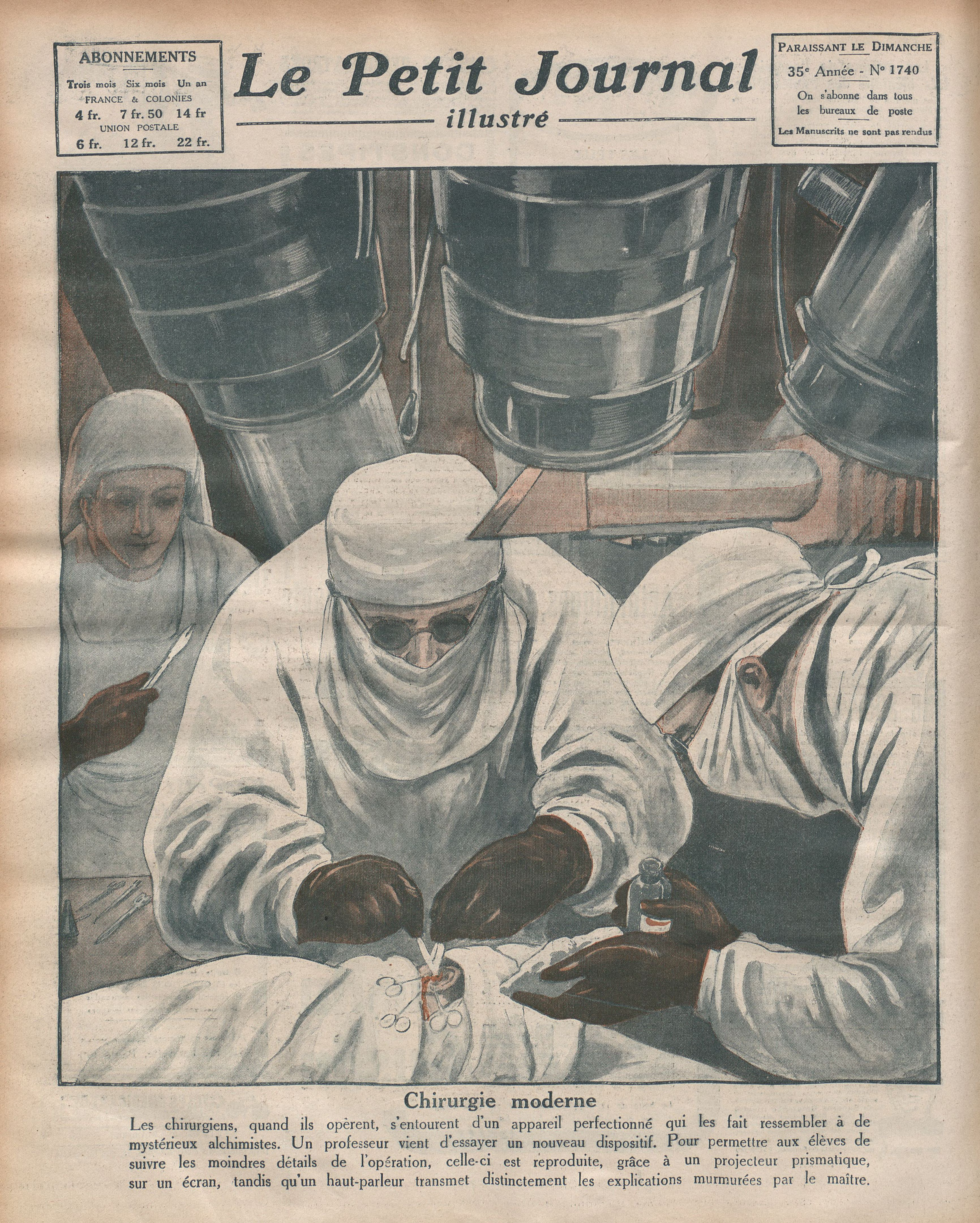
Couverture du Petit Journal comparant l'apparence des chirurgiens à celle de mystérieux alchimistes (27 avril 1924, ill. Raymond Moritz).

Si, à la fin du XIXe siècle, les avancées scientifiques sont principalement perçues comme des bienfaits, les tensions et guerres successives tendent graduellement à associer ce progrès à la folie destructrice de l'homme et de l'industrie. Le savant machiavélique devient dès lors une figure de plus en plus prisée, à l'instar du mystérieux docteur Cornélius (1912-1913) de Gustave Le Rouge. Maître d'une société secrète criminelle, ce praticien se livre à des expériences de « carnoplastie », c'est-à-dire de remodelage de corps, pratiques inspirées par les travaux contemporains d'Alexis Carrel sur la transplantation d'organes. À cet égard, la Première Guerre mondiale provoque une véritable rupture dans la créativité des auteurs de merveilleux scientifique. Tandis qu'aux États-Unis, pays relativement épargné par les horreurs de la guerre, les écrivains poursuivent leur exploration littéraire de la science en tant que progrès pour l'humanité, les désillusions européennes — et françaises, en particulier — envers une science bienfaisante assombrissent considérablement les thématiques du genre qui deviennent essentiellement pessimistes. En outre, alors même que les auteurs de merveilleux scientifique suivaient avec attention les recherches scientifiques quelques décennies plus tôt, ils apparaissent, au lendemain de la guerre, déconnectés des avancées technologiques (essais astronautiques, recherche en physique nucléaire, mécanique quantique, etc.) pour ne fonder leurs intrigues que sur quelques thèmes nostalgiques, tels que la fin du monde, les mondes perdus, les savants fous diaboliques…
Bien que le merveilleux scientifique soit généralement perçu par les critiques contemporains comme un genre mineur aux formes floues et imprécises, cette littérature a néanmoins eu un impact sur l'évolution du genre populaire, au point d'inciter de nombreux auteurs majeurs à s'y adonner, à l'instar de Maurice Leblanc, Guy de Téramond, Gaston Leroux, Octave Béliard, Léon Groc, Gustave Le Rouge, ou encore Jacques Spitz. En effet, cette littérature est parfaitement acceptée par la culture officielle à partir du moment où les auteurs qui s'y adonnent appartiennent aussi aux cercles littéraires. Leurs ouvrages apparaissent ainsi comme des variantes thématiques de genres classiques comme l'utopie ou le conte philosophique, et sont commentés par les mêmes critiques littéraires que les ouvrages traditionnels. Par exemple, parmi les auteurs qui ont produit des romans merveilleux-scientifiques à côté de leur production habituelle, Maurice Leblanc raconte dans Les Trois Yeux (1919) l'expérience d'un savant qui met au point un enduit traité aux rayons B. Cette substance permet de faire apparaître sur un mur des images du passé, comme lors d’une séance de cinématographe. Dans le même ordre d'idées, avec La Poupée sanglante (1923), Gaston Leroux reprend les thèmes de l'automate, de la greffe humaine et du vampirisme en les parant d'un habillage scientifique.

### Les thèmes privilégiés du merveilleux scientifique

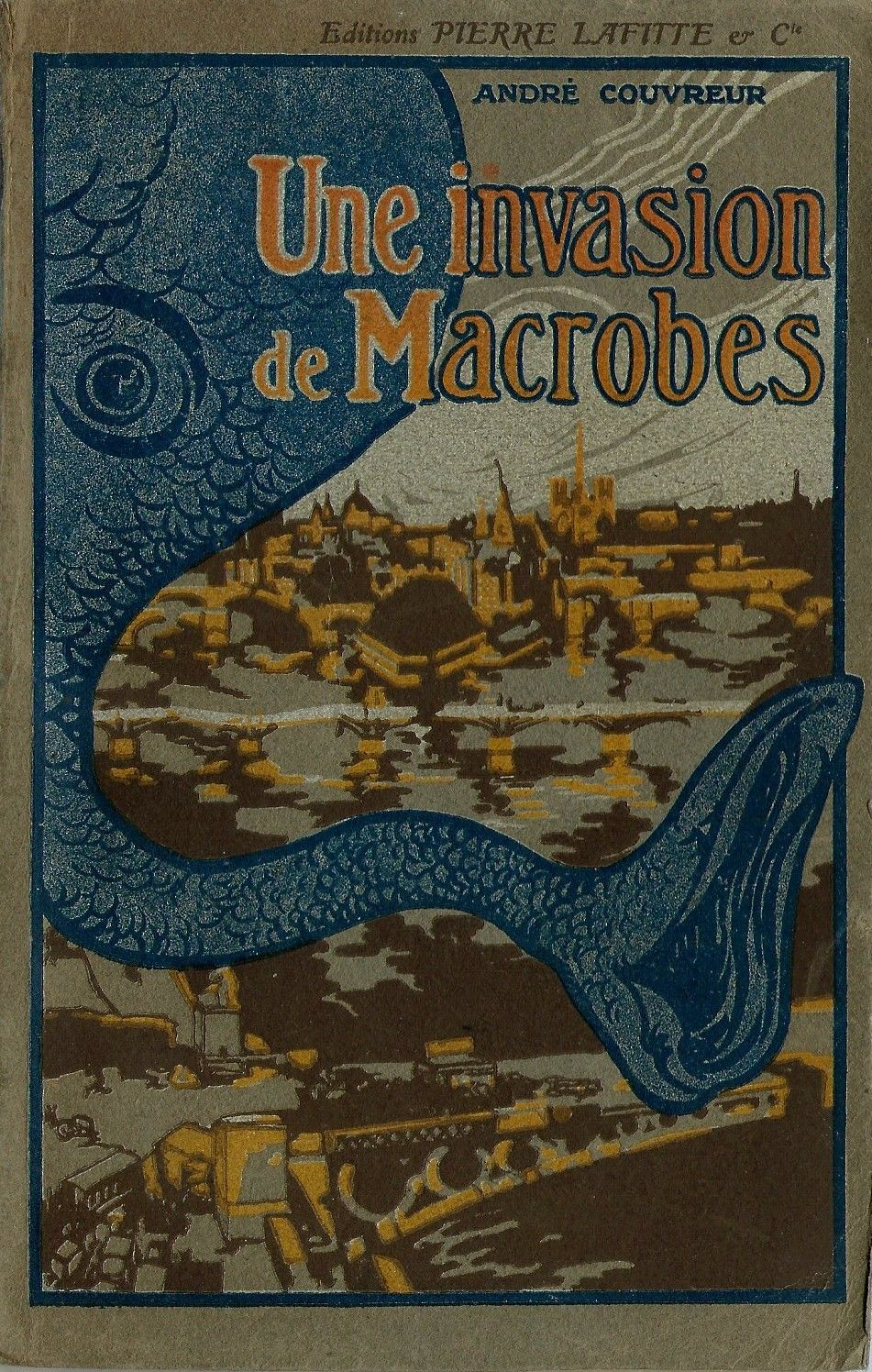
Au début du XXe siècle, la science permet d'augmenter de façon spectaculaire la taille des microbes. Or le professeur Tornada, savant fou de son état, réalise littéralement cette expérience. Couverture du roman d'André Couvreur, Une Invasion de macrobes, paru en 1910 aux Éditions Pierre Lafitte (ill. André Devambez).

Le genre merveilleux-scientifique, en particulier tel qu'il est défini par Maurice Renard, a pour point de départ l'altération d'une loi scientifique dont l'auteur doit imaginer toutes les conséquences. Ainsi, les tenants de ce genre s'intéressent non seulement aux pseudosciences considérées comme de la supercherie (lévitation, métagnomie, métempsychose, télépathie...), mais ils spéculent également sur les découvertes à venir (voyage dans le temps, miniaturisation des êtres, carnoplastie...). C'est d'ailleurs la raison pour laquelle les chercheurs et les ingénieurs — à l'origine de découvertes et des aventures qui en découlent — restent les personnages privilégiés des romans merveilleux-scientifiques.

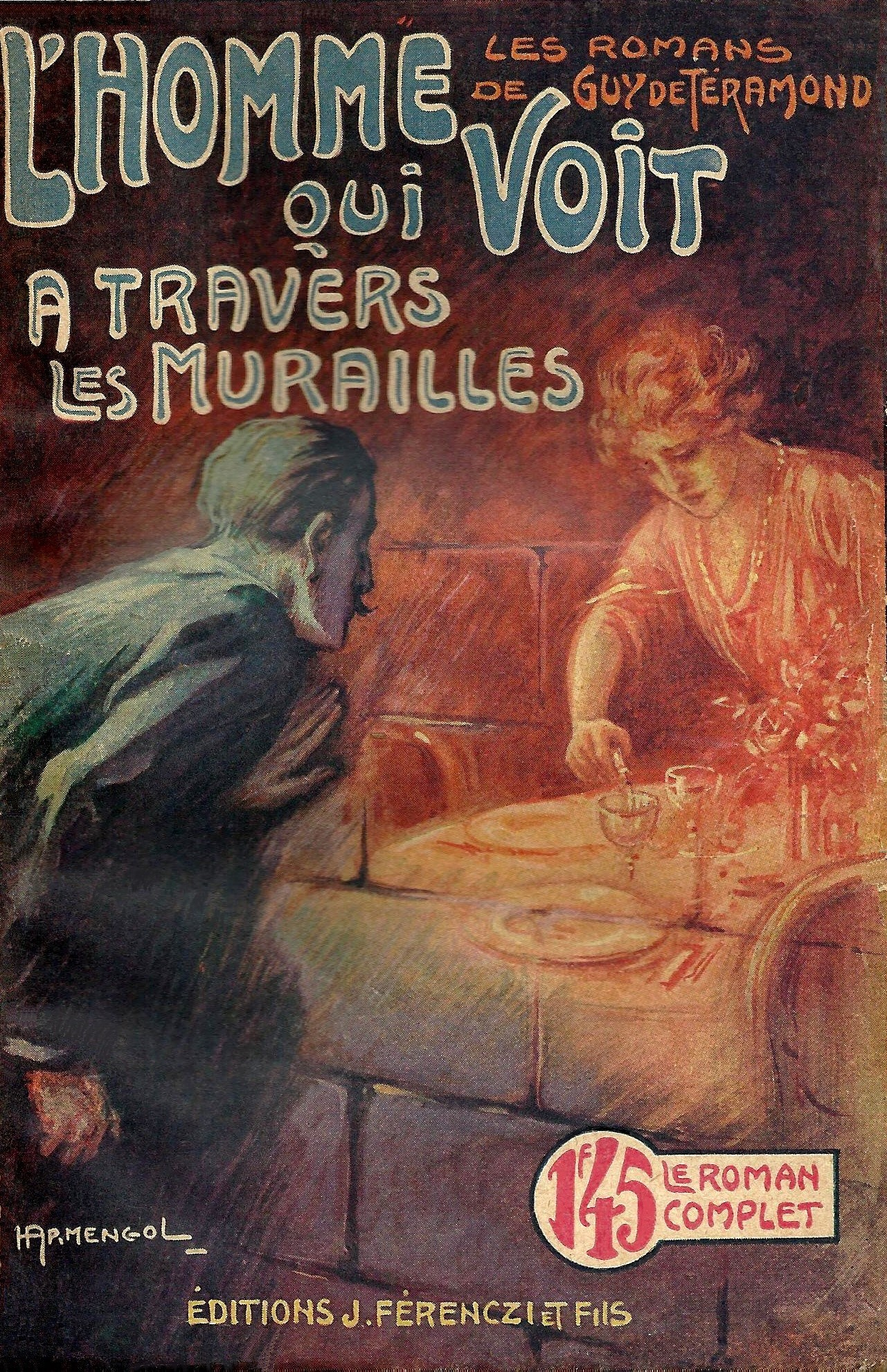
Guy de Téramond imagine en 1913 un homme bénéficiant d'une vision radiographique depuis une bénigne opération chirurgicale. Couverture de L'Homme qui voit à travers les murailles dessinée par Henri Armengol.

Les principes biologiques figurent parmi les lois scientifiques que les auteurs s'ingénient à modifier. En conséquence, le corps humain devient une matière malléable entre les mains de savants plus ou moins bien intentionnés. L'invisibilité, la mutation, l'immortalité, la question du surhomme sont autant de thèmes prisés, notamment par Jean de La Hire qui retrace, à travers dix-neuf romans, les aventures du Nyctalope, un homme à la vision augmentée et au cœur artificiel, ou encore celle de l'Hictaner, un homme hybridé avec un requin dans L'Homme qui peut vivre dans l'eau (1910). Louis Boussenard s'inspire de L'Homme invisible de H. G. Wells pour rédiger Monsieur... Rien ! (1907), récit dans lequel un nihiliste vole le procédé chimique qui permet de devenir invisible, afin d'assassiner des dignitaires russes.
C'est notamment par la recherche systématique d'analogies entre les phénomènes scientifiques, que les auteurs de merveilleux scientifique explorent de nouvelles facettes de l'humanité augmentée. Par exemple, le pouvoir pénétrant des rayons X est transposé au corps humain dans L'Homme au corps subtil (1913) de Maurice Renard, puisque le professeur Bouvancourt se révèle capable de traverser la matière, à l'instar de François Dutilleul, héros de la nouvelle Le Passe-Muraille (1941) de Marcel Aymé. Dans Un homme chez les microbes (1928), Renard réutilise la figure du savant génial pour relater les aventures de Fléchambeau, à même de rapetisser jusqu'à faire la rencontre du peuple atomique, quand André Couvreur narre le procédé inverse avec l'augmentation monstrueuse de la taille des microbes, opérée par le vindicatif savant Tornada dans Une invasion de macrobes (1909). S'inspirant des spectacles de prestidigitation de Georges Méliès ou, plus généralement, des spectacles de music-hall exhibant des décapités vivants, Paul Arosa met en scène un savant allemand qui maintient en vie la tête d'un guillotiné dans Les Mystérieuses Études du professeur Kruhl (1912). La même année, F. C. Rosensteel publie L'Homme à deux têtes, autre variation sur ce thème. En 1921, dans L'Homme qui devint gorille de H. J. Magog, le professeur Fringue greffe le cerveau d'un individu dans le crâne d'un gorille. Ce chercheur récidive dans le roman Trois Ombres sur Paris (1929) où il met au point une formule pour créer des surhommes afin de rendre tous les hommes égaux. Octave Béliard offre un autre exemple d'altération des lois biologiques dans Les Petits Hommes de la pinède (1927) où un savant conçoit une population d'individus hauts de 30 cm à la croissance accélérée, avant qu'elle se développe hors de tout contrôle du savant. Enfin, dans les romans On vole des enfants à Paris (1906) de Louis Forest et L'Homme qui peut tout (1910) de Guy de Téramond, les deux auteurs imaginent remanier l'esprit d'enfants ou de criminels afin d'en faire des êtres supérieurs, tandis que Raoul Bigot, à défaut de remodeler les cerveaux, évoque dans Nounlegos (1919) un savant phrénologiste ayant inventé un appareil permettant de lire le cerveau humain.

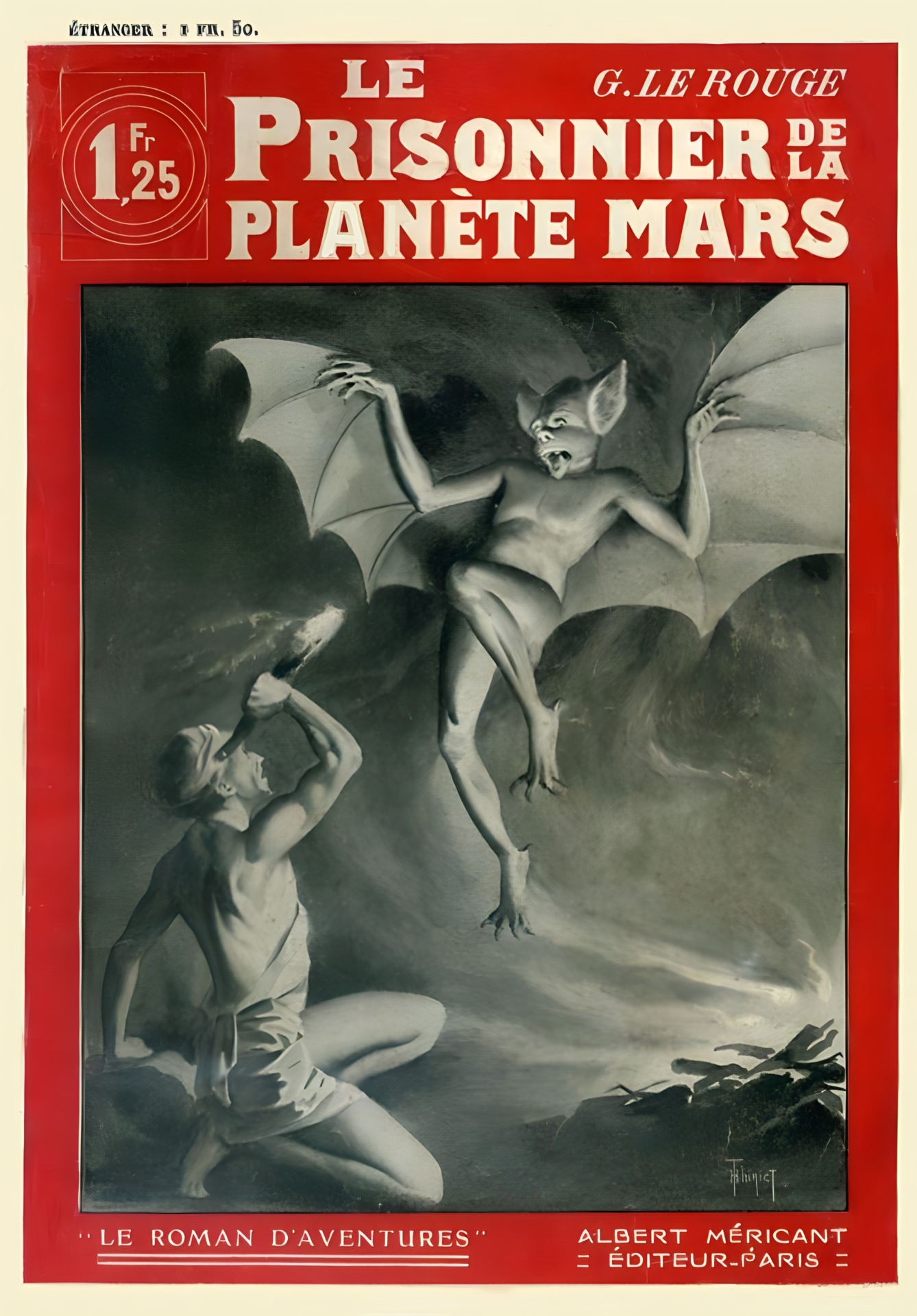
Propulsé à ses dépens sur la planète Mars, Robert Darvel rencontre une chauve-souris martienne dans Le Prisonnier de la planète Mars en 1908 (ill. Henri Thiriet).

Les pseudosciences très en vogue incitent les romanciers à investir le champ psychique. Gustave Le Rouge imagine, dans son diptyque Le Prisonnier de la planète Mars (1908) et La Guerre des vampires (1909), un voyage interstellaire accompli grâce à l'énergie psychique de milliers de yogis, qui parviennent à propulser l'ingénieur Robert Dravel sur la planète Mars. Dans L'Âme du docteur Kips (1912), Maurice Champagne dépeint la métempsychose par le biais d'un fakir qui favorise la réincarnation de son héros en Inde. Joseph Jacquin et Aristide Fabre s'intéressent, quant à eux, aux facultés d'anabiose des fakirs dans Le sommeil sous les blés (1927), alors que des savants recréent artificiellement la vie au moyen d'énergie psychique volée dans Ville hantée (1911-1912) de Léon Groc et Le Voleur de cerveaux (1920) de Jean de Quirielle. Enfin, les auteurs du merveilleux scientifique mettent en lumière les dangers induits par le recours à la télépathie et au contrôle mental, à l'image d'André Couvreur et Michel Corday qui racontent dans Le Lynx (1911) les aventures d'un individu capable de lire dans les pensées d'autrui après avoir ingéré une drogue. De même, dans Lucifer, Jean de La Hire met en scène le baron Glô van Warteck, un génie du mal qui a mis au point un appareil amplifiant sa force psychique, qu'il utilise pour asservir ses ennemis et ses victimes n'importe où dans le monde.

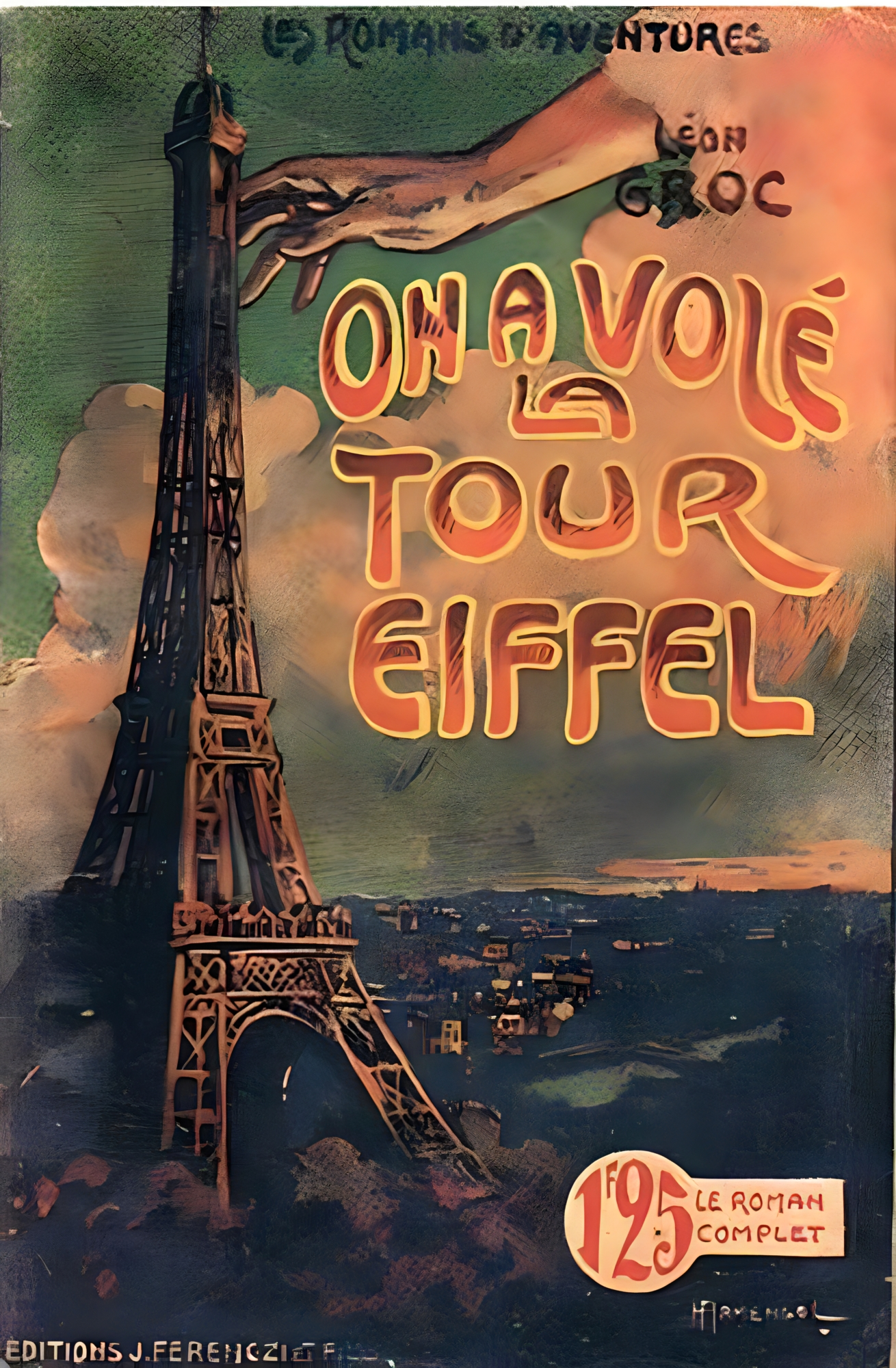
Couverture du roman On a volé la tour Eiffel (1923) de Léon Groc, illustrée par Henri Armengol.

L'altération et la spéculation sur les lois physiques ou chimiques constituent également des ressorts narratifs prisés des romanciers du merveilleux scientifique. Si Léon Groc s'intéresse à l'alchimie dans On a volé la tour Eiffel (1921), où le savant Gourdon met au point un procédé permettant de transformer le fer en or, de nombreux romanciers nourrissent leurs intrigues de substances générant de nombreux fantasmes scientifiques, tel le radium. Dans Les idées de Monsieur Triggs (1936), Jean Ray confronte ainsi son héroïque détective privé Harry Dickson à une pierre aux propriétés similaires à celles du radium, capable de guérir les maladies de peau aussi bien que de déclencher des explosions. Quant à Albert Bailly, il présente un vaisseau spatial transparent composé à base d'éther dans L'Éther Alpha (1929), roman récompensé du prix Jules-Verne la même année. En outre, les auteurs du merveilleux scientifique spéculent sur la découverte de rayons aux multiples propriétés, à l'instar de la romancière René d'Anjou dans Aigle et colombe, qui portraiture l'alchimiste Fédor Romalewski développant de nombreuses inventions à partir de découvertes scientifiques : le super-radium, les rayons X et les rayons Z. À l'opposé de telles découvertes, la disparition de certaines matières représente également un thème récurrent de la littérature conjecturale, comme la perte du métal dans Les Ferropucerons (1912) de Gaston de Pawlowski, ou La Mort du fer (1931) de Serge-Simon Held. Enfin, les inventions scientifiques occupent une place de première importance dans cette littérature d'imagination. Avec sa série de romans Le Nyctalope, Jean de La Hire illustre parfaitement cette dimension avec la présence fréquente d'aéronefs capables de faire du surplace, de sous-marins électriques, de fusées alimentées uniquement par des ondes hertziennes ou encore d'armes très perfectionnées.

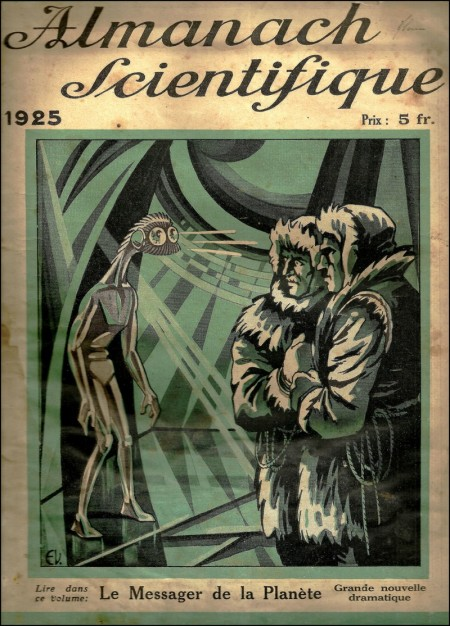
En 1924, José Moselli narre la rencontre de deux explorateurs polaires avec un habitant de la planète Mercure échoué dans l'Antarctique, dans Le Messager de la planète.

Intimement liés aux romans d'aventures à travers leur rapport à l'extraordinaire, les romans conjecturaux accordent une place très importante aux voyages, que ce soit sur Terre dans des territoires non cartographiés, sur d'autres planètes ou même dans le temps, avec la découverte de formes de vie inconnues. Ces thèmes sont largement abordés par J.-H. Rosny aîné qui s'intéresse autant à l'exploration interstellaire avec Les Navigateurs de l'infini (1925) et sa suite Les Astronautes (1960) qu'aux mondes perdus dévoilés dans Les Profondeurs de Kyamo (1891) et Nymphée (1893, écrit en collaboration avec son frère J.-H. Rosny jeune), œuvres dans lesquelles le héros principal, un explorateur parcourant des territoires inconnus, découvre des humanités différentes. Par ailleurs, le système solaire est habité par des formes de vie que s'amusent à décrire les romanciers, tels que les habitants de Mercure dans La Roue fulgurante (1908) de Jean de La Hire et Le Messager de la planète (1924) de José Moselli, les Vénusiens dans Les Trois Yeux (1920) de Maurice Leblanc ou encore les Martiens dans les nombreux romans qui traitent de la planète rouge, à l'instar du Docteur Oméga d'Arnould Galopin ou les Aventures merveilleuses de Serge Myrandhal (1908) de Henri Gayar. Outre les formes de vie découvertes dans des mondes perdus ou sur des planètes voisines, cette littérature révèle l'existence de races qui nous environnent à notre insu, à l'exemple des Sarvants évoluant dans la stratosphère, une espèce arachnoïde intelligente que Maurice Renard détaille dans Le Péril bleu (1911). Pareillement, dans la nouvelle Un autre monde (1895) de Rosny aîné, le narrateur gueldrois décèle, grâce à sa vision augmentée, des formes de vie géométriques invisibles qui nous entourent. Enfin, le thème du voyage dans le temps — avec ou sans machine — est également prisé des auteurs de merveilleux scientifique. Dans L'Horloge des siècles (1902), Albert Robida raconte qu'après un cataclysme inconnu, la Terre se met à tourner dans le sens inverse, entraînant un écoulement à l'envers du temps. Dans le roman satirique La Belle Valence (1923), André Blandin et Théo Varlet narrent les aventures de Poilus qui, après avoir découvert la machine à explorer le temps décrite par H. G. Wells, envoient par inadvertance toute leur troupe d'infanterie à Valence au XIVe siècle, en plein conflit médiéval entre les armées espagnole et arabe.

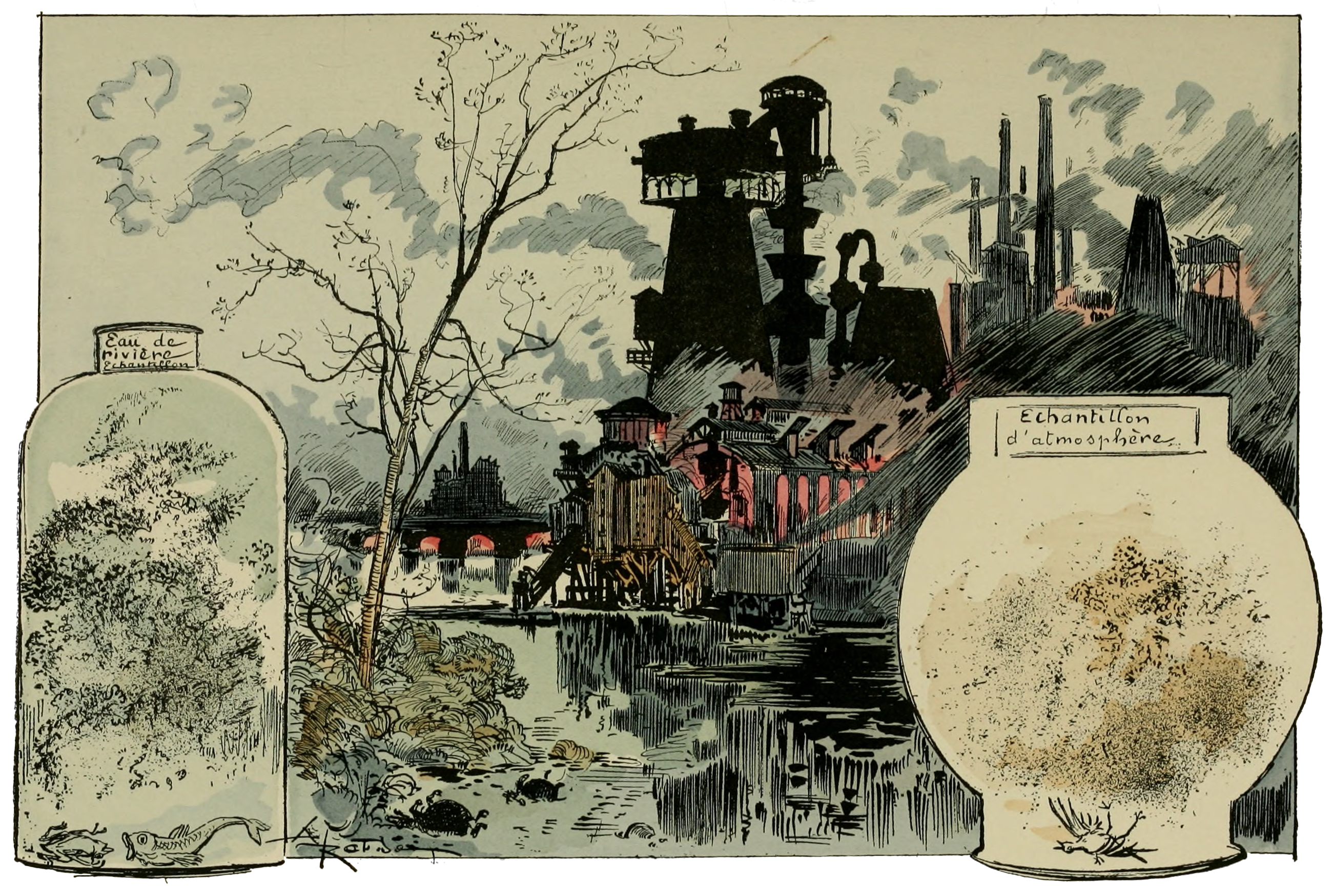
Dans l'ouvrage La vie électrique publié en 1890, Albert Robida dépeint avec son regard satirique habituel les progrès d'une épidémie, fruit accidentel de recherches à caractère humanitaire et politique.

Enfin, un autre thème privilégié de ce genre littéraire porte sur l'anticipation. De fait, les romans d'anticipation permettent de concevoir l'impact du progrès technique sur la vie quotidienne à court ou long terme, ou bien d'imaginer un monde futur, qu'il soit utopique ou dystopique. À titre d'exemple, l'illustrateur Henri Lanos et Jules Perrin coécrivent Un monde sur le monde (1910-1911), extrapolation prenant place dans un futur indéterminé où un milliardaire se confronte à un soulèvement populaire suscité par l'édification d'une tour-ville de 1900 mètres de hauteur. Situé en l'an 2000, Le Duc Rollon (1912-1913) de Léon de Tinseau décrit un monde qui a sombré dans la barbarie à la suite d'une guerre universelle. Ben Jackson publie L'Âge Alpha ou la marche du temps (1942), dont le récit se déroule dans une cité fortement inégalitaire du XXIe siècle où l'emploi de l'énergie atomique est devenu banal.

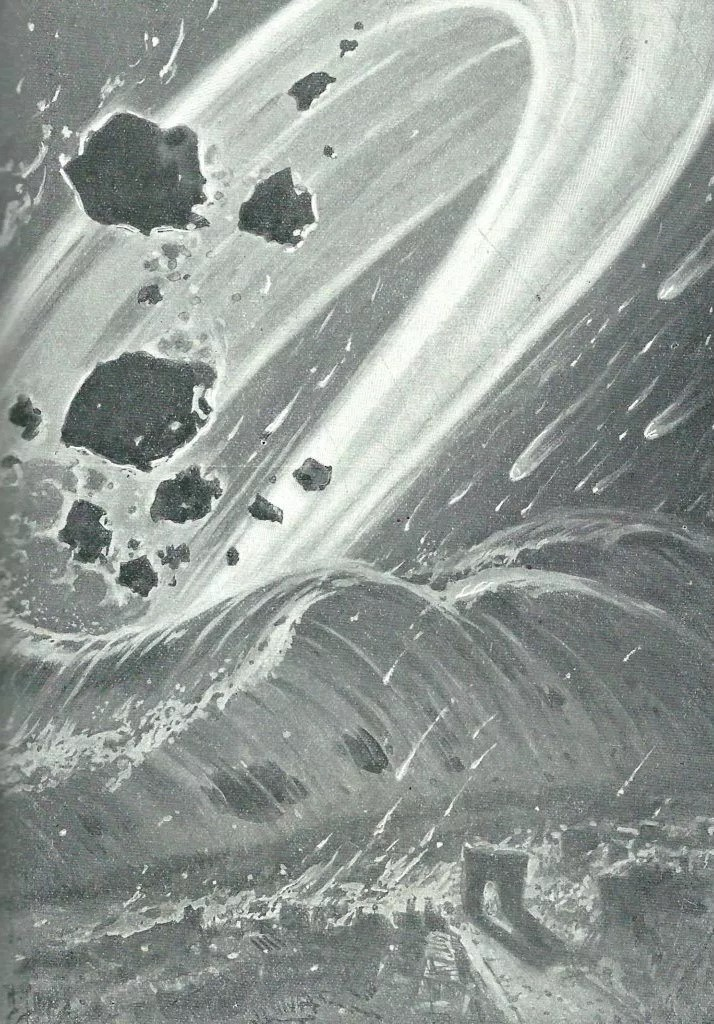
« Destruction de la Terre par le choc d'une comète », illustration d'Henri Lanos pour La Fin du monde de Camille Flammarion.

La perspective d'un conflit futur se manifeste aussi comme un thème récurrent de l'anticipation. Il apparaît précocement chez Albert Robida, dès La Guerre au vingtième siècle (1887), avant d'être exploré plus avant par l'artiste dans les colonnes de l'hebdomadaire La Caricature, puis dans ses compositions pour La Guerre infernale (1908), roman écrit par Pierre Giffard dans le climat particulier d'une « veille de guerre ». Les illustrations de Robida expriment avec intuition le caractère singulièrement meurtrier et novateur de la guerre à venir (autos blindées, gaz asphyxiants et masques à gaz, obus gigantesques, postes vigies contre les bombardements aériens, etc.), sans verser toutefois dans un nationalisme belliciste propre à d'autres auteurs qui se spécialisent dans ce créneau, tels le capitaine Danrit avec, notamment, sa tétralogie La Guerre de demain (1888-1896) et Albert Bonneau avec sa série Les Samouraïs du Soleil pourpre (1928-1931). Enfin, cette anticipation peut prendre la forme du récit apocalyptique, par exemple sous forme de cataclysme dans La Force mystérieuse (1913) de J.-H. Rosny aîné : après avoir été affecté par une perturbation cosmique inconnue, le spectre lumineux provoque temporairement une crise de folie chez tous les êtres vivants, qui décime une grande partie de l'humanité. Ce thème est également étudié par l'astronome Camille Flammarion dans La Fin du monde (1893), texte qui relève simultanément du roman d'anticipation et de l'essai scientifique dissertant sur les différentes fins possibles pour la planète Terre.

### Des supports de publication qui favorisent une audience populaire

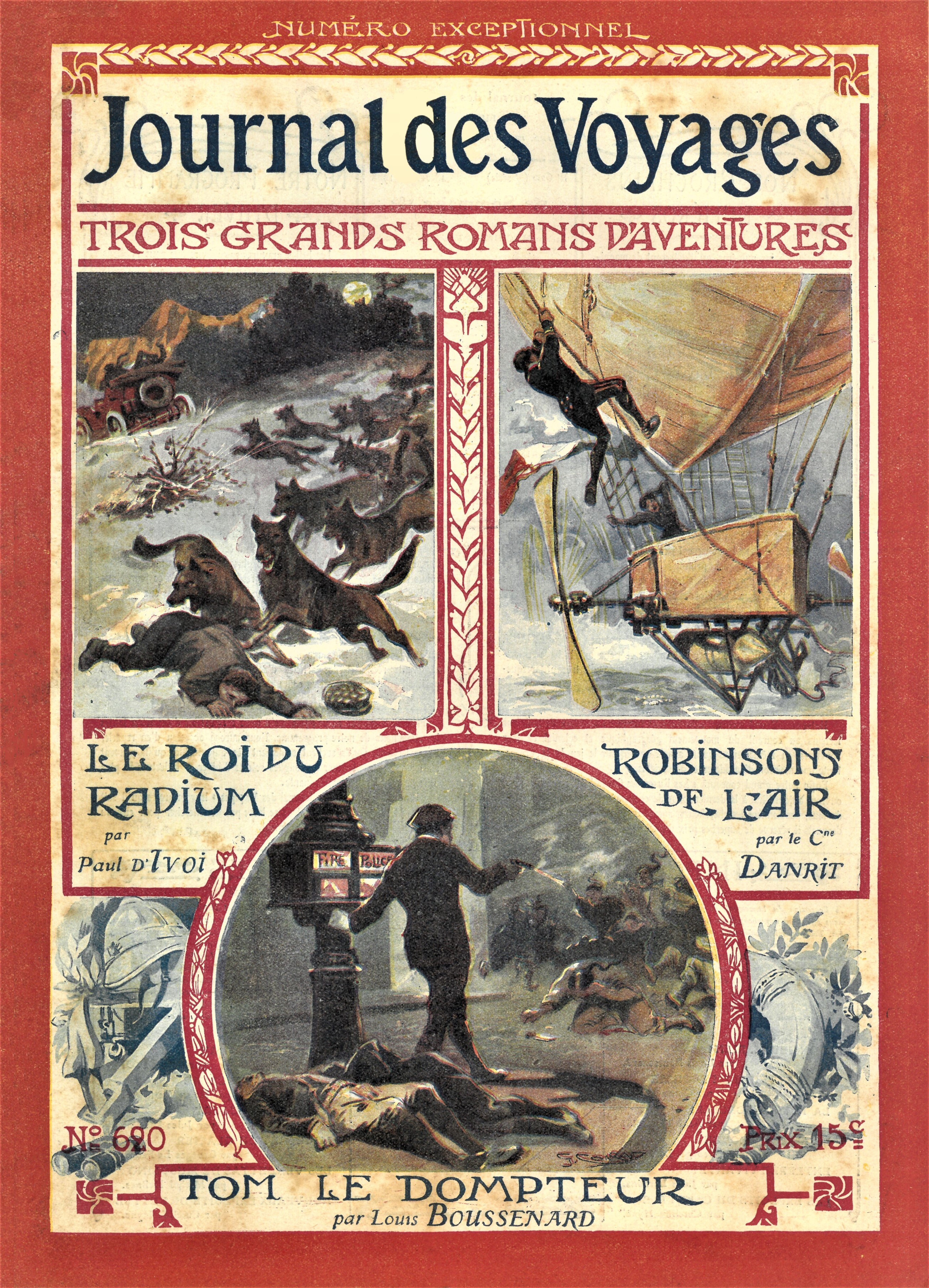
La revue Journal des voyages propose pêle-mêle récits d'explorations et feuilletons d'aventures scientifiques.

Maurice Renard invite ses confrères à s'emparer de cette littérature d'imagination scientifique pour en diffuser l'usage. Or, si le théoricien du genre reste un homme de lettres lu par l'élite littéraire parisienne du début du XXe siècle, les tenants du merveilleux scientifique se révèlent essentiellement être des romanciers populaires, publiant dans des périodiques à grand tirage et des maisons d'édition dont le lectorat se compose d'ouvriers et travailleurs. Pour tenir leur public en haleine, ces écrivains mettent en scène des aventures rocambolesques avec des héros archétypaux, recettes qu'ils appliquent indifféremment au merveilleux scientifique et à d'autres genres plus rémunérateurs comme la littérature sentimentale, les récits d'aventures historiques, les romans policiers, etc. Dès lors, la fiction prônée par Renard se voit très tôt classée par ses détracteurs comme une sous-littérature.
De nombreuses revues scientifiques accueillent dès la fin du XIXe siècle des récits d'aventures scientifiques qui côtoient les articles de vulgarisation. Ainsi, le Journal des Voyages et des Aventures de Terre et de Mer fondé par Charles-Lucien Huard et la revue Sciences et Voyages des frères Offenstadt proposent des feuilletons relevant du domaine merveilleux-scientifique conjointement à des récits de voyage, cependant que La Science illustrée de Louis Figuier publie à la fois des articles de vulgarisation scientifique et des romans de Louis Boussenard et du comte Didier de Chousy. Par ailleurs, des revues généralistes lancent également de nombreux romans-feuilletons, à l'instar du magazine Lectures pour tous qui présente des nouvelles d’Octave Béliard, Maurice Renard, Raoul Bigot, Noëlle Roger et J.-H. Rosny aîné, ou encore des revues dirigées par Pierre Lafitte : le quotidien Excelsior publie certaines œuvres de Guy de Téramond, Léon Groc, André Couvreur et Michel Corday, alors que le mensuel Je sais tout diffuse des nouvelles de Maurice Renard, J.-H. Rosny aîné, Maurice Leblanc, Michel Corday, Paul Arosa et Jules Perrin. Enfin, certains quotidiens d'information offrent également à leurs lecteurs des romans-feuilletons conjecturaux, comme L'Intransigeant qui met en avant plusieurs feuilletons de Maurice Renard et Léon Groc, ou Le Matin qui imprime des œuvres de Maurice Renard, Jean de La Hire ou Gaston Leroux. D'autres revues, telles L'Assiette au beurre et Le Miroir du Monde, privilégient la formule des numéros spéciaux pour y faire paraître occasionnellement des récits merveilleux-scientifiques.

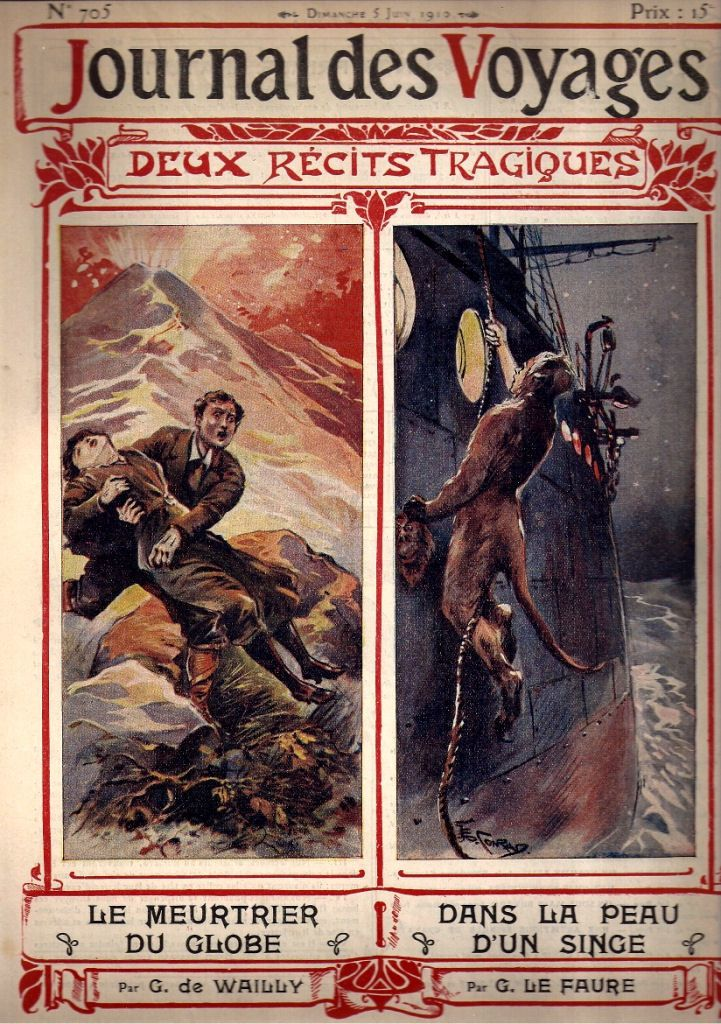
Journal des voyages no 705, juin 1910.
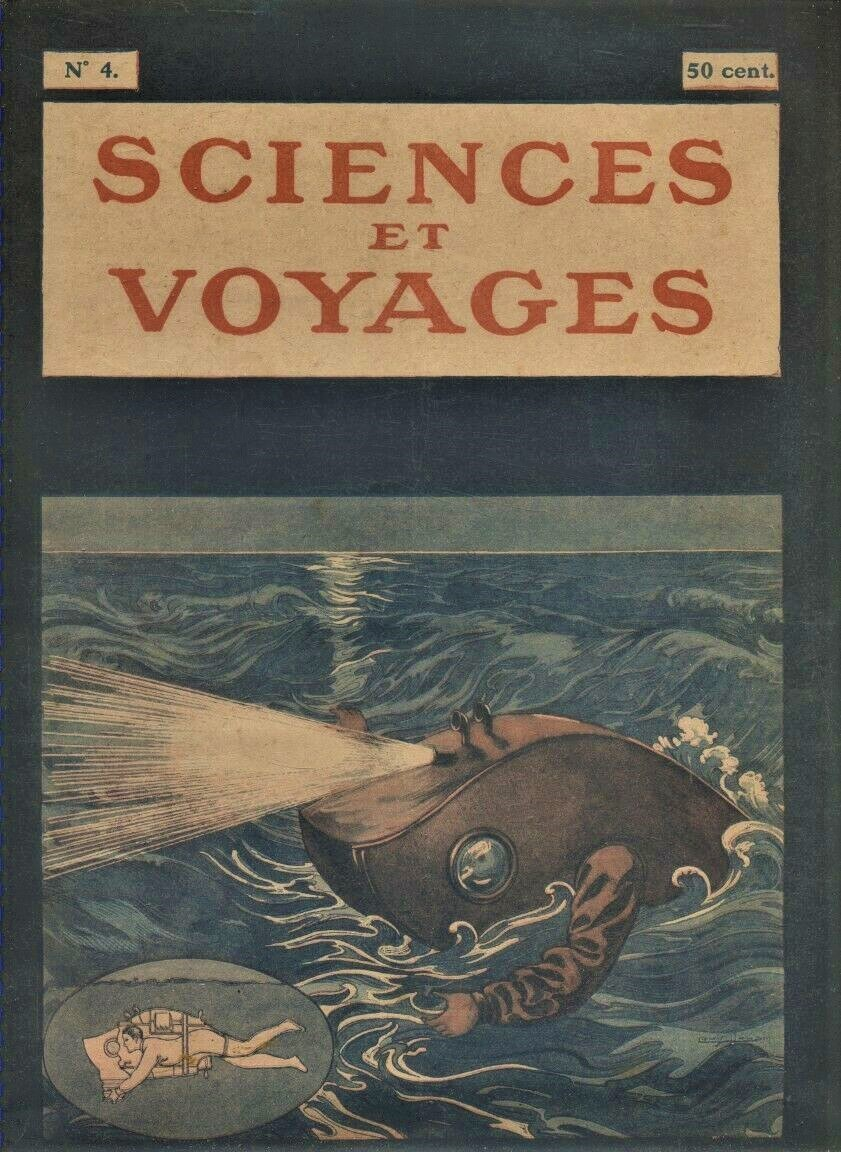
Sciences et Voyages no 4, novembre 1919.
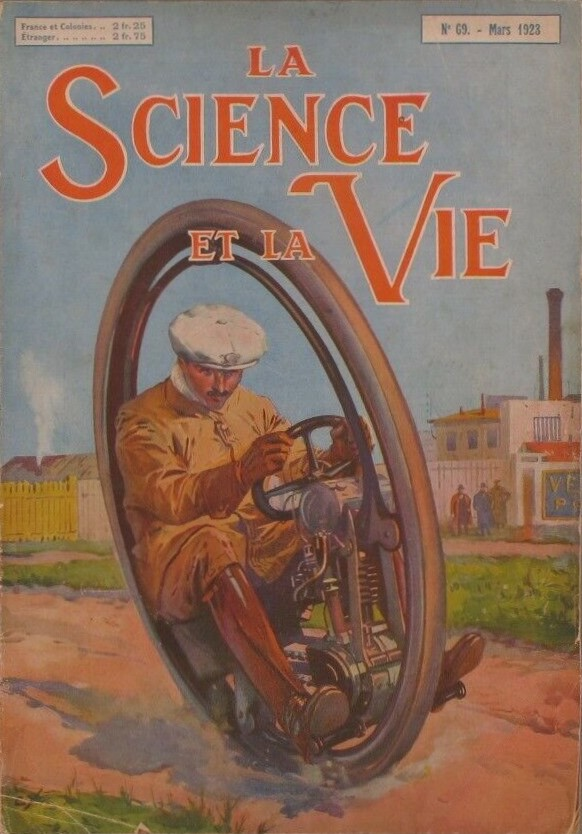
La Science et Vie no 69, mars 1923.
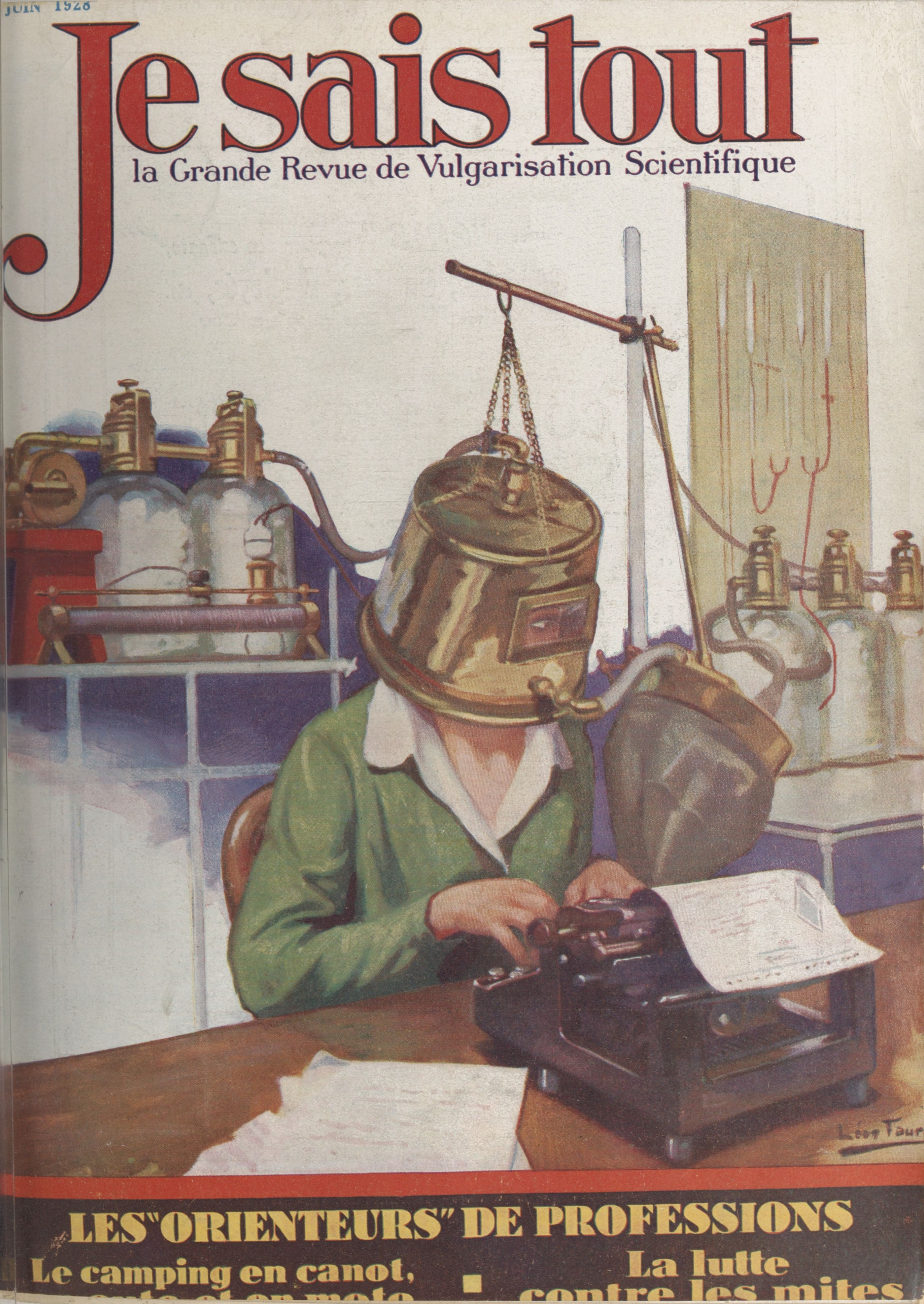
Je sais tout, juin 1928.

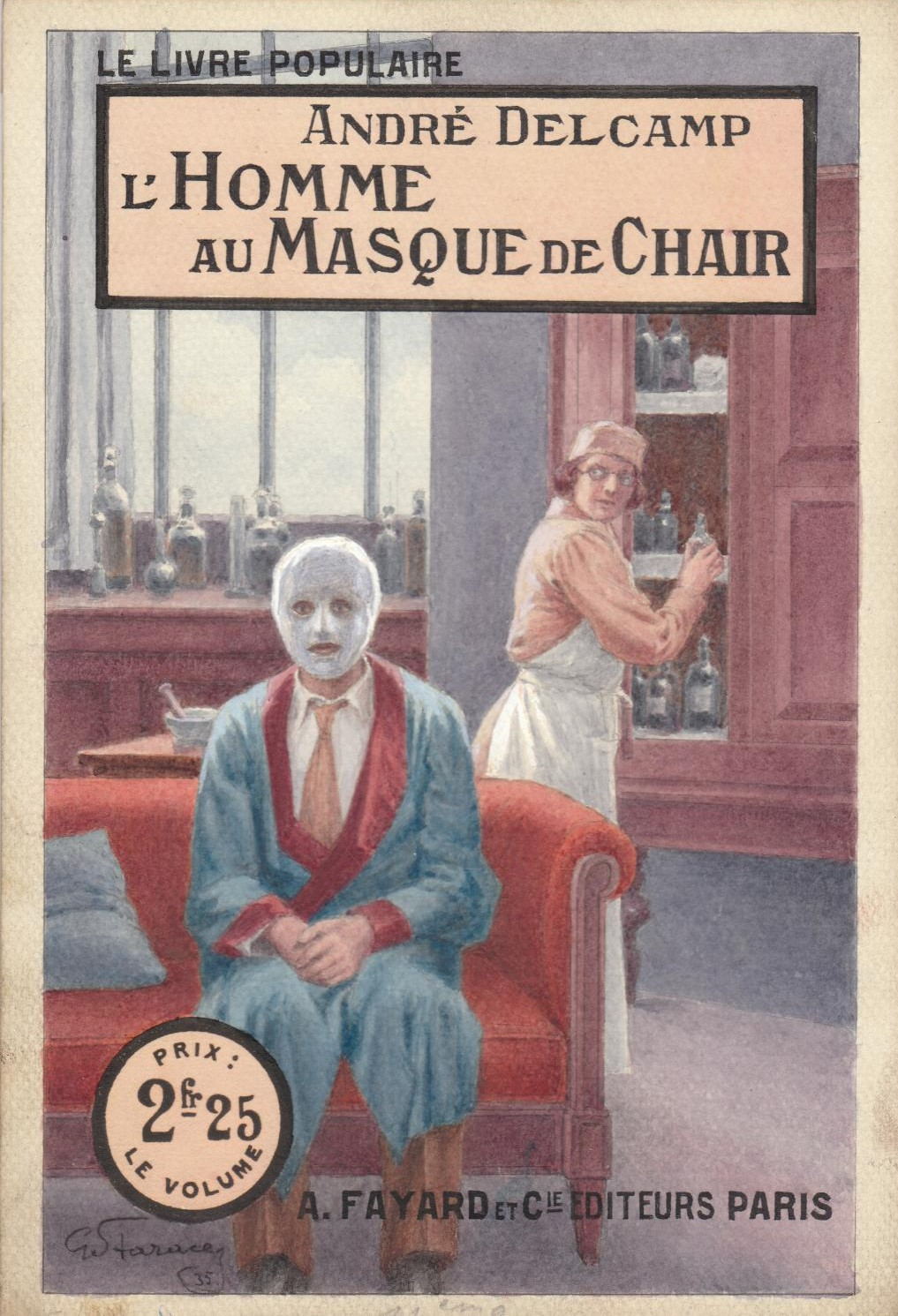
Peintre italien, Gino Starace collabore avec de nombreuses maisons d'édition pour illustrer la littérature populaire, dont certains romans merveilleux-scientifiques à l'instar de L'Homme au masque de chair d'André Delcamp, publié en 1935 dans la collection « Le Livre populaire » des éditions Fayard.

Certaines maisons d'édition populaires, souvent à grands tirages, participent elles aussi à la diffusion de romans représentatifs du merveilleux scientifique, bien qu'aucune collection spécifique ne revendique explicitement cette appartenance. Quatre éditeurs — Albert Méricant, Jules Tallandier, Joseph Ferenczi et Pierre Lafitte — se distinguent véritablement par le catalogue cohérent qu'ils présentent. Ainsi, les éditions Albert Méricant publient plusieurs œuvres de Gustave Le Rouge et de Paul d'Ivoi dans la collection « Le Roman d'Aventures » (1908-1909), tandis que les ouvrages de Léon Groc, Jules Hoche ou encore Jean de Quirielle sortent dans la collection « Les Récits Mystérieux » (1912-1914). Les éditions Tallandier, dont les couvertures sont régulièrement illustrées par Maurice Toussaint, proposent tour à tour deux collections : la « Bibliothèque des Grandes Aventures » (1927-1930) avec les auteurs Cyrius, Norbert Sevestre, Paul d'Ivoi, Louis Boussenard, René Thévenin, puis « Le Lynx » (1939-1941) qui comporte des rééditions de H. J. Magog, André Couvreur et Léon Groc. En dehors de ses périodiques, Pierre Lafitte édite également des romans d'imagination scientifique à travers sa maison d'édition, notamment dans la collection « Idéal-Bibliothèque » qui reçoit des textes de Clément Vautel et de Maurice Renard, et dans la collection policière « Point d'interrogation » qui inclut quelques ouvrages conjecturaux de Maurice Leblanc. La maison d'édition Ferenczi & fils participe quant à elle à la diffusion des romans merveilleux-scientifique à travers de nombreuses collections, dont maintes couvertures sont illustrées par Henri Armengol : « Les Grands romans », « Voyages et Aventures », « Le Livre de l'Aventure », « Le Petit Roman d'Aventures », « Les Dossiers Secrets de la Police » et « Les romans de Guy de Téramond », collection spécifiquement consacrée à cet auteur. Enfin, de petites maisons d'édition collaborent à ce mouvement, à l'instar des éditions La Fenêtre ouverte, chez qui le romancier et traducteur Régis Messac lance en 1935 la collection « Les Hypermondes », spécialisée dans les récits scientifiques mais stoppée précocement par la Seconde Guerre mondiale.
En parallèle à son développement en France, la littérature merveilleuse-scientifique bénéficie d'une diffusion à l'étranger. Quelques mois après leur parution française, plusieurs romans se rattachant au genre sont traduits et publiés en Italie, Grande-Bretagne, République Tchèque, Russie et Espagne. Par exemple, la revue italienne Il Romanzo Mensile publie entre 1908 et 1933 vingt-six récits de l'imaginaire scientifique, dont L'Homme truqué de Maurice Renard, L'Homme qui voit à travers les murailles de Guy de Téramond, ou encore Le Fauteuil hanté et Balaoo de Gaston Leroux. Le mensuel transalpin, édité par le quotidien Corriere della Sera, présente force récits baignant dans des ambiances mystérieuses, fantastiques ou de science-fiction, rédigés par des auteurs de romans populaires de différentes nationalités. Dans ces pages, les romanciers français de merveilleux scientifique côtoient des écrivains renommés, tels l'Écossais Conan Doyle, l'Anglais Henry Rider Haggard, l'Irlandais Sheridan Le Fanu ou l'Australien Carlton Dawe.

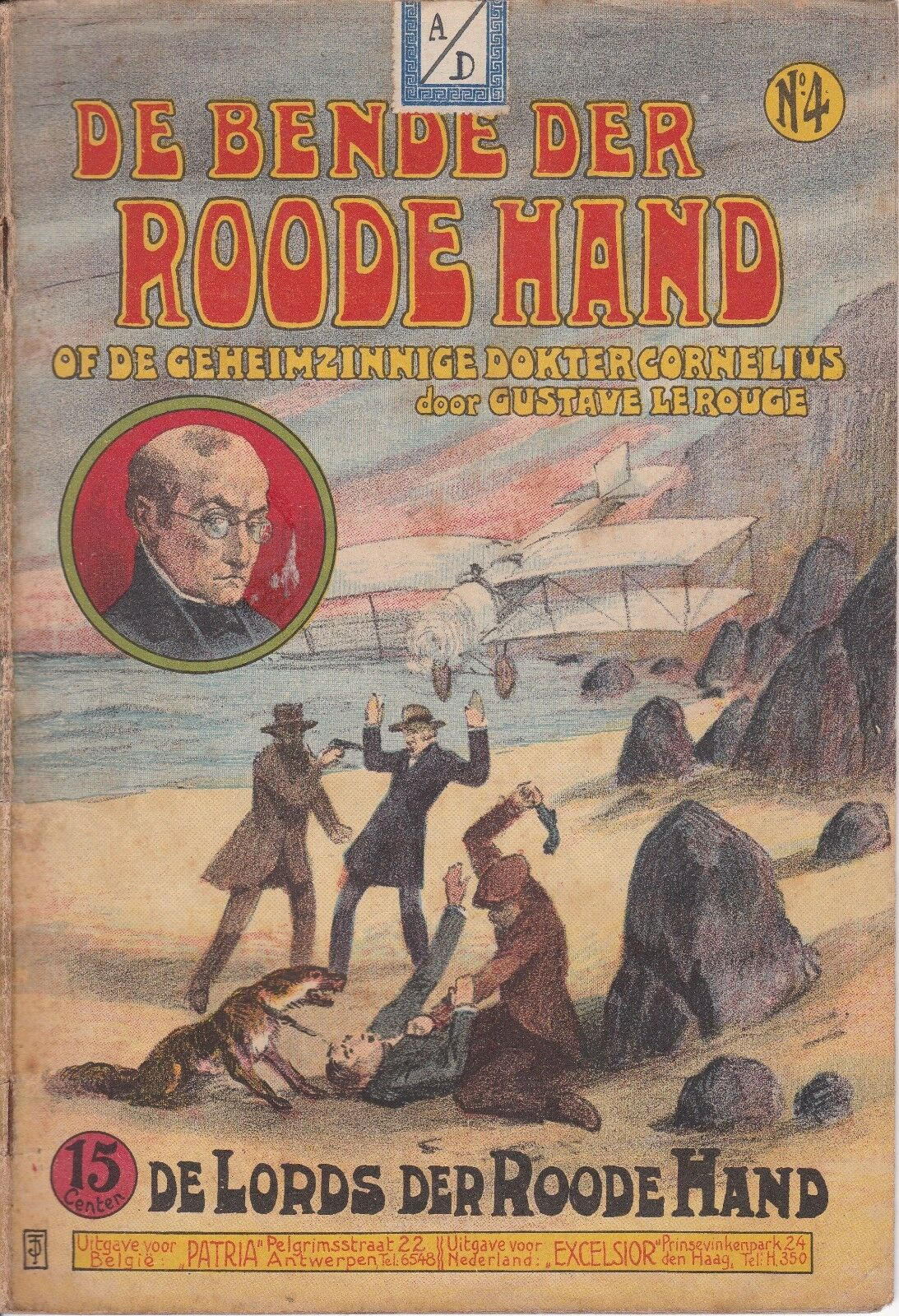
Les aventures du docteur Cornélius sont traduites et publiées à l'étranger. Couverture de Julien t' Felt pour la version néerlandaise publiée en 1927.
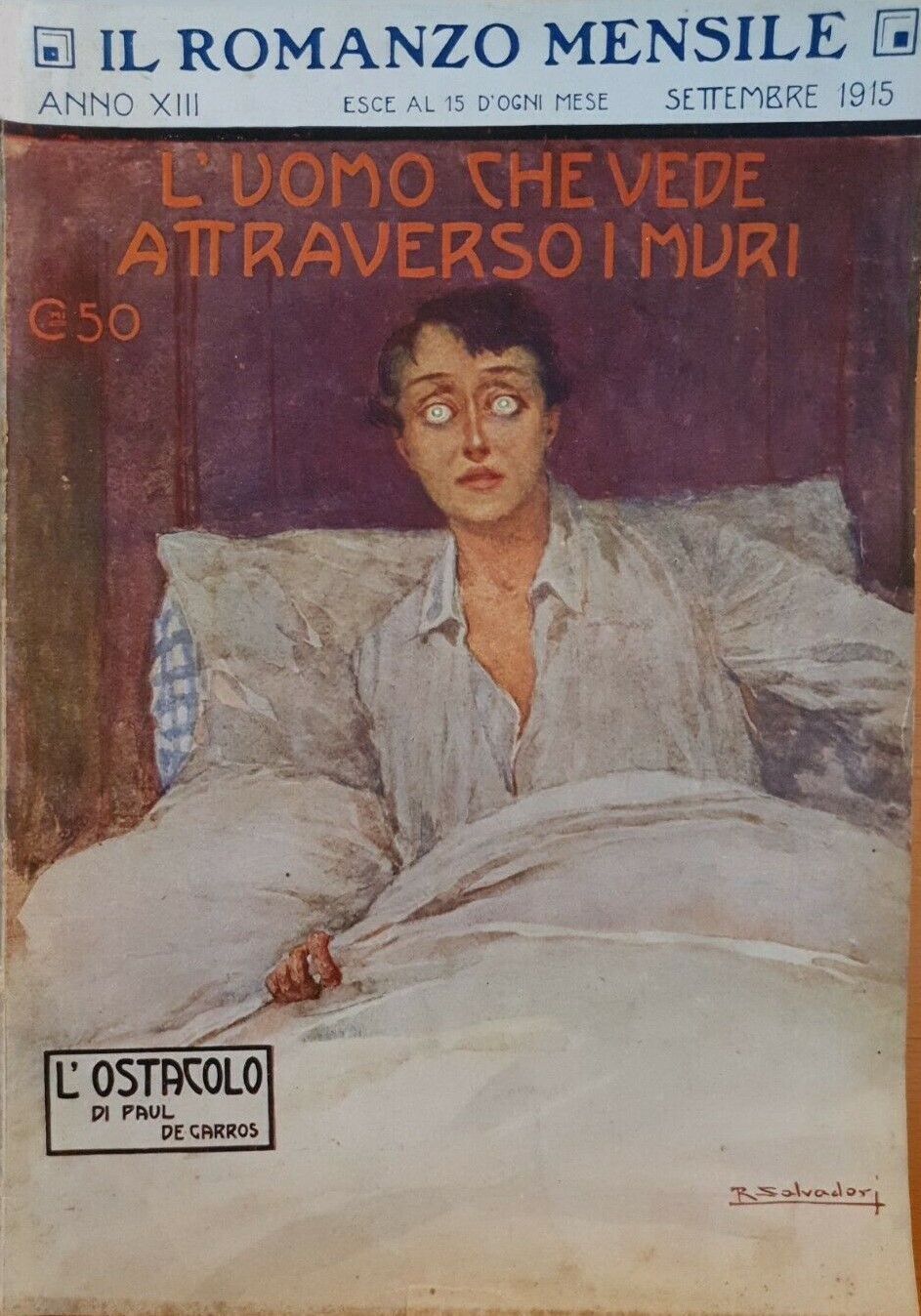
Riccardo Salvadori, dessinateur attitré de la revue Il Romanzo Mensile, illustre la version italienne de L'Homme qui voit à travers les murailles de Guy de Téramond.
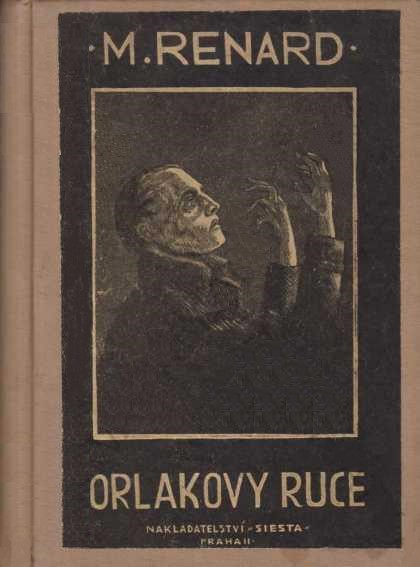
Le roman Les Mains d'Orlac de Maurice Renard est traduit en langue tchèque en 1926, soit six ans après la publication française.
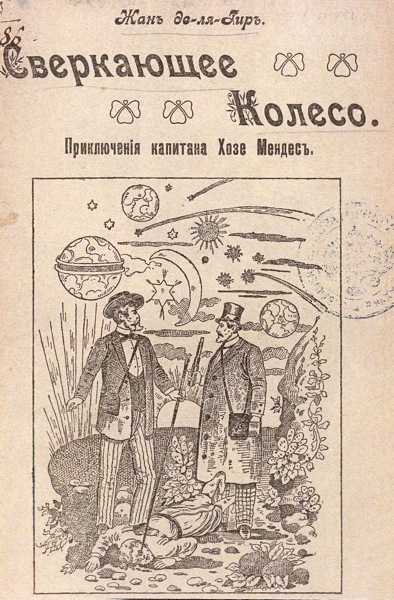
Récit interstellaire, La Roue fulgurante de Jean de La Hire est traduit en langue russe en 1908.
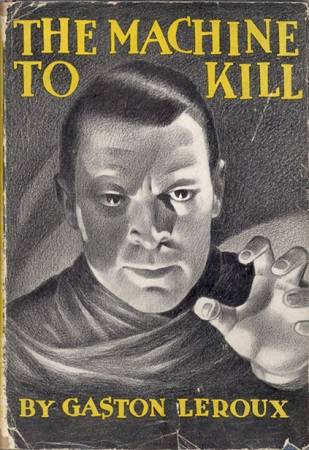
La version anglaise de La Machine à assassiner de Gaston Leroux paraît aux éditions The Macaulay Company en 1935.

## Les autres médias du merveilleux scientifique

### Enchanter la science par les illustrations

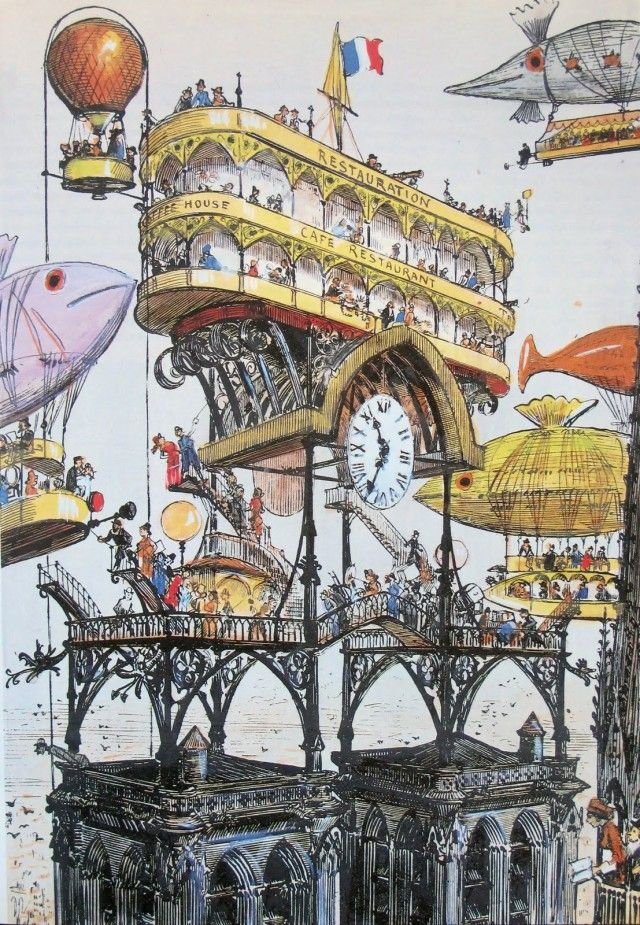
Les tours de la cathédrale Notre-Dame de Paris accueillent la station centrale des aéronefs dans Le Vingtième Siècle (1883) d'Albert Robida.

Grâce à leur imagination graphique, les illustrateurs jouent un rôle important dans le développement du merveilleux scientifique. C'est tout d'abord au sein de la presse française qu'une première génération de dessinateurs ose une imagerie novatrice par l'utilisation de la satire et la caricature. Albert Robida illustre cette catégorie de dessinateurs avec ses aventures farfelues, à l'instar des Voyages très extraordinaires de Saturnin Farandoul (1879) qui pastichent les Voyages extraordinaires de Jules Verne. Progressivement, le style devient moins caricatural, les illustrateurs se créant un style personnel qu'ils expérimentent en marge des récits conjecturaux des romanciers ainsi que sur les couvertures de romans. Néanmoins, ce courant nouveau se développe plus librement dans les revues que sur les couvertures de romans plus surveillés par les éditeurs. Il en découle une imagerie libérée de toute contrainte réaliste. De fait, en privilégiant le fantasme technologique, les illustrateurs s'inscrivent dans une démarche plus visuelle que scientifique. Par conséquent, les scènes représentent fréquemment des individus habillés en costume trois pièces et chapeau haut-de-forme qui côtoient des appareils futuristes tels que des « téléphonoscopes » et des chemins de fer aériens.

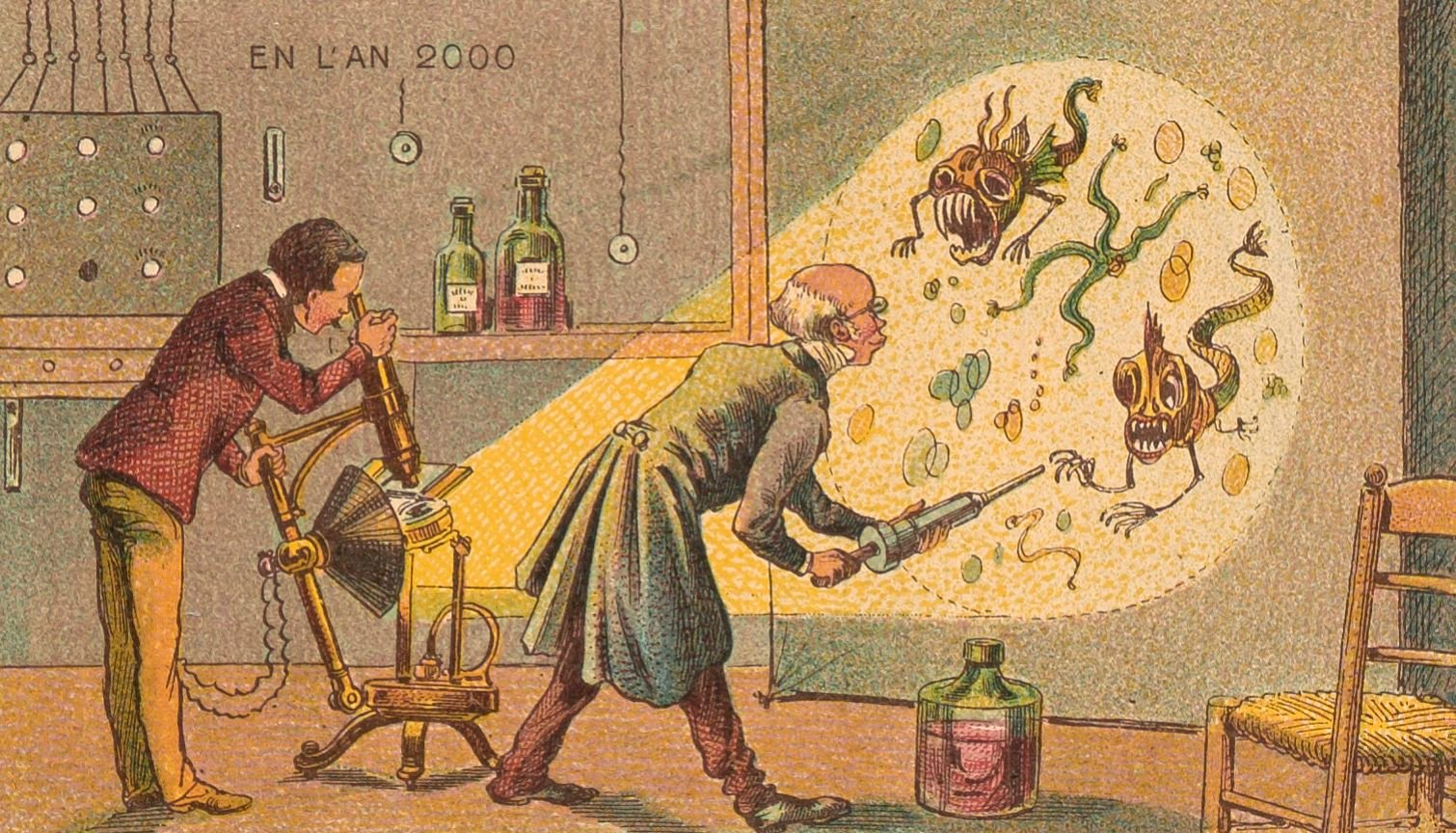
La chasse aux microbes, lithographie en couleurs de Jean-Marc Côté pour la série de cartes postales d'anticipation En l'an 2000 (1910).

De surcroît, ces artistes sont amenés à illustrer tour à tour les écrits de romanciers qui extrapolent des inventions scientifiques et ceux de savants invités à vulgariser les connaissances scientifiques, d'où un mélange des genres aboutissant à des échanges mutuels entre le merveilleux et la science. Ainsi, pour retranscrire une imagerie scientifique bien souvent composée d'images à l'apparence irréelle, les illustrateurs doivent compenser par leur imagination afin de la rendre compréhensible pour le lecteur. Par exemple, les microbes observés au microscope prennent régulièrement la forme de serpents ou de batraciens. C'est à ce titre que l'illustration participe pleinement au développement de l'imaginaire merveilleux-scientifique, en particulier par le biais d'une hybridation visuelle permanente entre ces composantes, que ce soit évidemment par le thème évoqué, par l'alternance des récits merveilleux et des articles scientifiques, mais également par le procédé du photomontage. En effet, l'utilisation fréquente de cette technique combinant photographies et inserts peints — employée notablement dans la revue Je sais tout — permet d'amplifier cette relation entre la merveille et la science.
Outre les illustrations intérieures des revues et les couvertures de romans, de nombreux supports contribuent à populariser cette imagerie merveilleuse-scientifique. Par exemple, pour glorifier les moyens de transport à venir, les cartes postales, des images à collectionner sont sollicitées, à l'instar de la collection « Anticipation… la vie en l'an 2000 » éditée dans les années 1950 par le chocolatier Cantaloup-Catala.

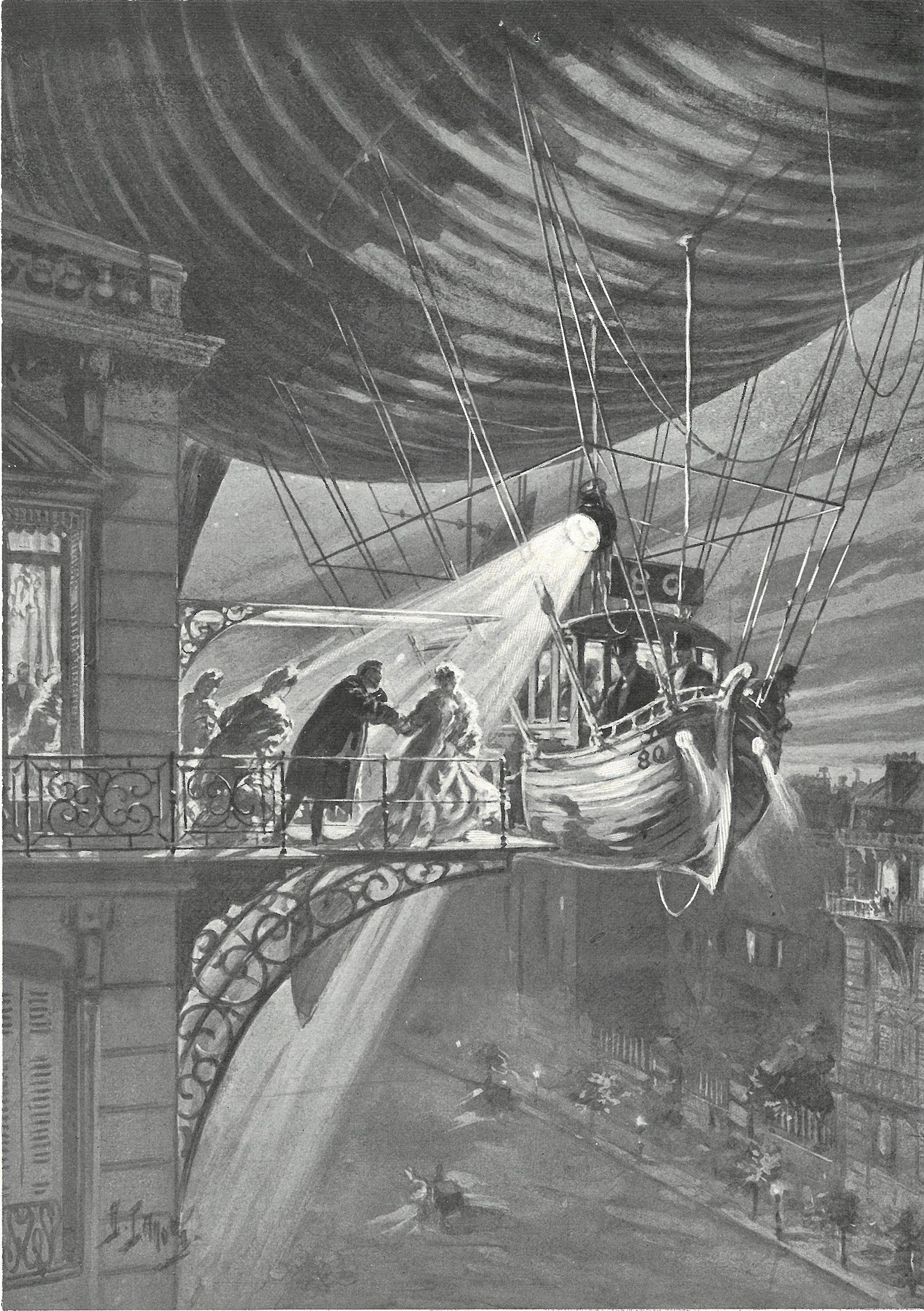
Une sortie de bal, illustration d'Henri Lanos dans Je sais tout, février 1905.

La représentation de la ville futuriste est une constante de l'art graphique du merveilleux scientifique. Plus qu'un simple décor, elle symbolise la société future. Elle sert également de prétexte pour représenter un thème prisé des illustrateurs, celui du changement d'échelle, entre l'homme et son environnement monumental. Un lieu commun de cette imagerie dépeint ainsi un ballet de véhicules aériens évoluant au milieu d'une architecture démesurée. Ces appareils déversent un flot continu de passagers sur les toits d'immeubles qui font office de pont d'envol. L'exotisme est également un thème prépondérant de l'imaginaire merveilleux-scientifique, mis en avant en particulier sur les couvertures des romans ; quel qu’en soit le thème, les illustrateurs font en sorte de toujours glisser un élément visuel annonçant l'aventure dans un pays lointain et méconnu. Cette volonté de dépayser le lecteur s'accompagne d'une tentative de créer du fantasme, à l'instar des dessins de Georges Conrad, responsable de nombreuses couvertures publiées dans la revue Journal des voyages, qui s'ingénie à renouveler son inspiration depuis les bibliothèques parisiennes. A contrario, si les récits d'exploration spatiale forment un thème récurrent du genre merveilleux-scientifique, l'illustration y est bien plus rare et surtout moins innovante.

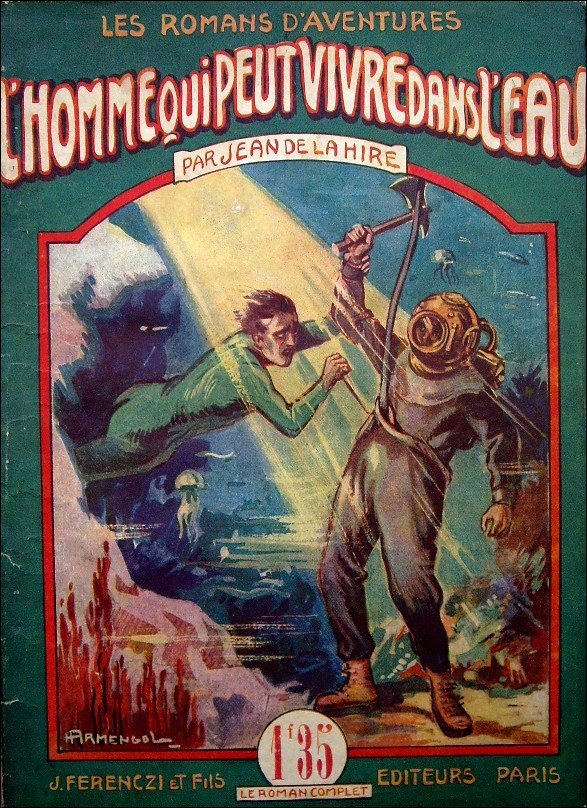
Après que les dessins de Gino Starace ont accompagné les aventures de l'Hictaner publiées en feuilleton en 1909 dans Le Matin, Henri Armengol assure la couverture du roman chez Ferenczi en 1922.

Avec la diffusion du genre merveilleux-scientifique, les illustrateurs affirment progressivement leur propre style. C'est par exemple le cas avec Albert Robida, dessinateur et romancier à succès, qui se fait le chantre du progrès, non sans inquiétudes liées à ses excès potentiels. Cet artiste complet décline ses thèmes et ses inventions fantastiques sur de nombreux supports : affiche, lithographie, caricature, roman, où il dessine ses visions d'avenir avant tout pour se moquer des travers de l'humanité. Si Robida est certainement l'illustrateur le plus fécond de ce genre graphique entre la fin du XIXe siècle et la Première Guerre mondiale, certains dessinateurs émergent après la guerre et s'imposent également comme des artistes emblématiques de l'imagerie merveilleuse-scientifique. Henri Lanos illustre cette catégorie de dessinateur. Il débute dans le graphisme conjectural avec l'illustration du roman de H. G. Wells, Quand le dormeur s'éveillera (1899), puis collabore à de nombreux articles de vulgarisation scientifique. De plus en plus sollicité, il se constitue un style personnel quasi photographique, avec l'emploi fréquent de vues plongeantes sur des scènes de panique, ou bien sur des individus minuscules confrontés à une machine gigantesque ou un environnement monumental. Parmi les dessinateurs les plus productifs de cette veine conjecturale, Henri Armengol et Maurice Toussaint parviennent même à associer leur style graphique à des collections littéraires. En effet, si le premier devient l'illustrateur attitré des éditions Ferenczi dans les années 1920 et 1930 en participant notamment au succès de la collection « Les Romans d'aventures » reconnaissable à son fond vert, le second devient celui des éditions Tallandier, pour lesquelles il illustre les couvertures de nombreuses collections, dont la quasi-totalité de celle de « La Bibliothèque des grandes aventures » avec ses couvertures au fond bleu.
Enfin, à côté des grands noms de l'illustration propre à la littérature populaire, tels Gino Starace ou Georges Vallée qui collaborent avec de nombreux éditeurs, la majorité des dessinateurs n'investit le champ conjectural qu'épisodiquement, à l'instar d'Albert Guillaume qui illustre un numéro spécial de L'Assiette au beurre en 1901 consacré à l'espace ou encore d'Arnould Moreaux illustrant la nouvelle d'Octave Béliard La Journée d'un Parisien au XXIe siècle dans Lectures pour tous en 1910. À partir des années 1920, Henri Lanos cède sa place à A. Noël pour illustrer les articles scientifiques de la revue Je sais tout. Plus proches de l'art industriel, les dessins de Noël se concentrent sur les aspects techniques, et diffèrent par conséquent de la poésie qui se dégageait du travail de son prédécesseur. Ce changement de génération illustre l'évolution générale des revues qui tendent à privilégier progressivement le progrès technique au détriment de l'expérience de pensée préconisée par le modèle merveilleux-scientifique renardien.

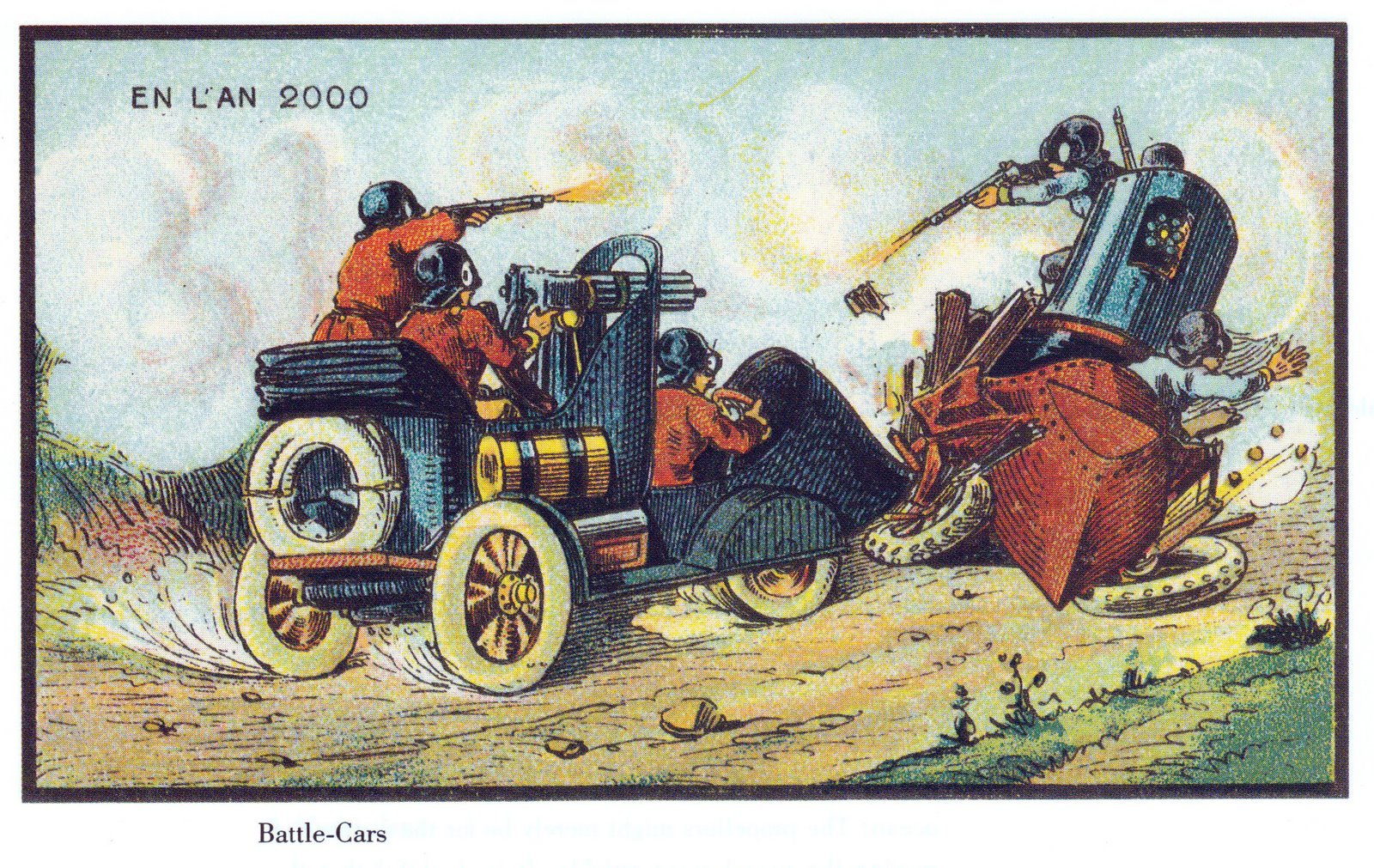
Automobiles de guerre, lithographie en couleurs de la série d'images d'anticipation En l'an 2000 (1910).
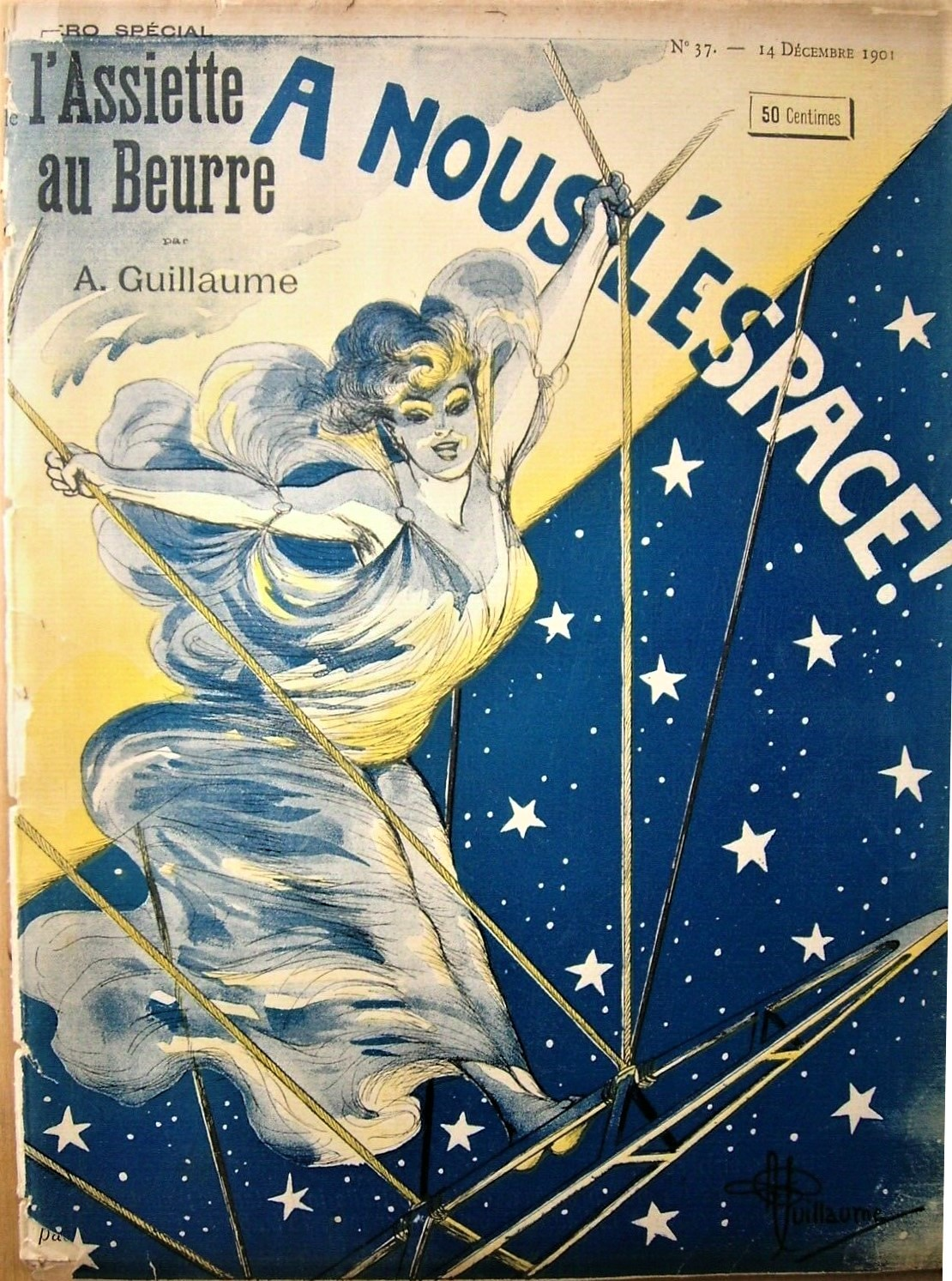
L'Assiette au beurre consacre un numéro à la conquête de l'air. Cet exercice d'anticipation sous l'angle satirique est entièrement illustré par Albert Guillaume (décembre 1901).
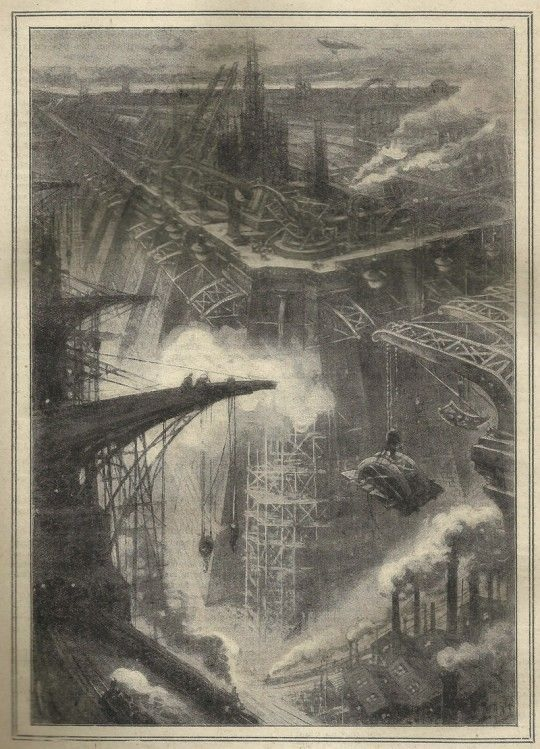
Henri Lanos illustre Un monde sur le monde, roman dystopique co-écrit avec Jules Perrin et publié en feuilleton dans le magazine Nos loisirs (1910-1911).
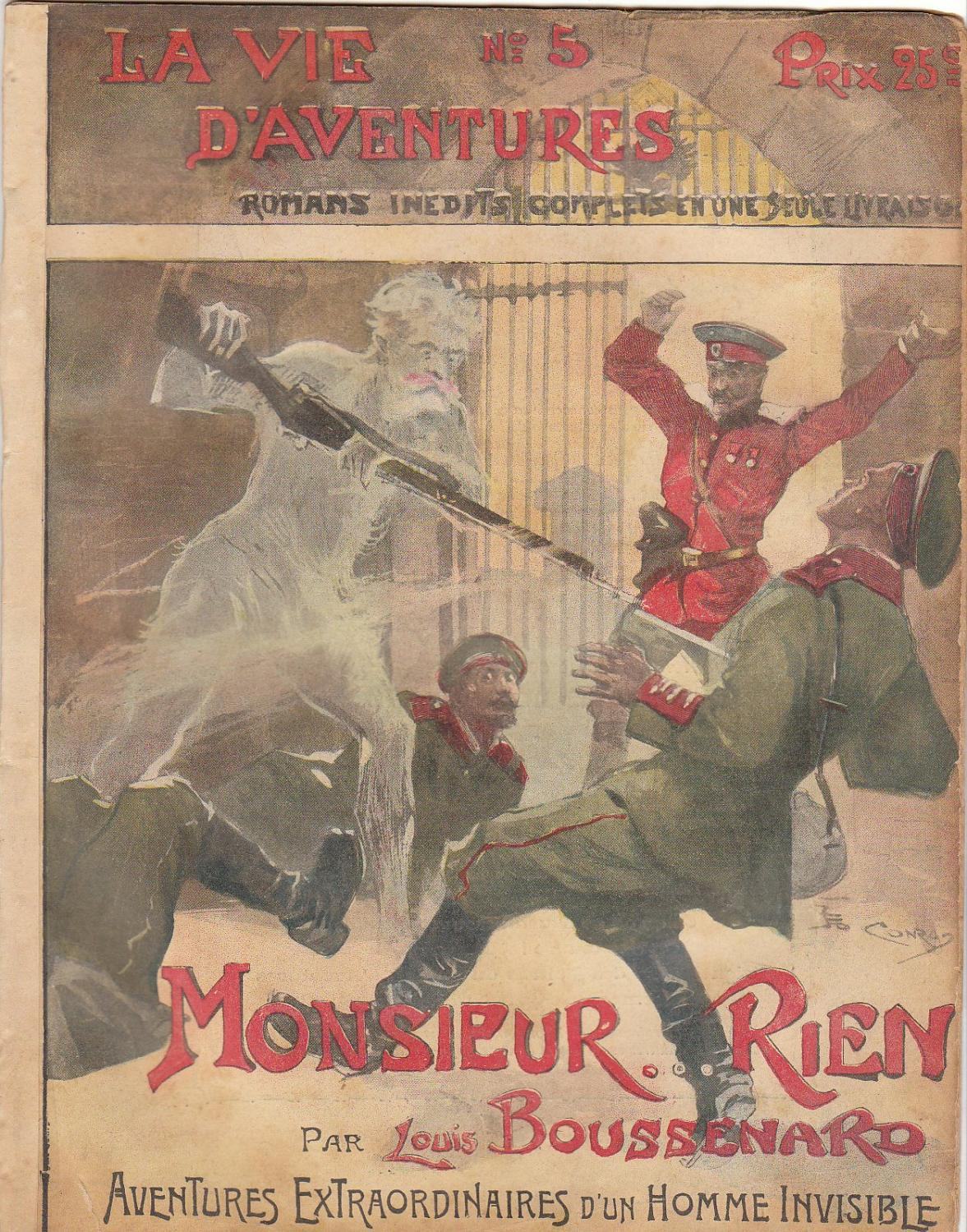
Variation autour du thème de l'homme invisible, Monsieur... Rien ! de Louis Boussenard (1907) est illustré par Georges Conrad, artiste attitré de la collection « La Vie d'aventures ».
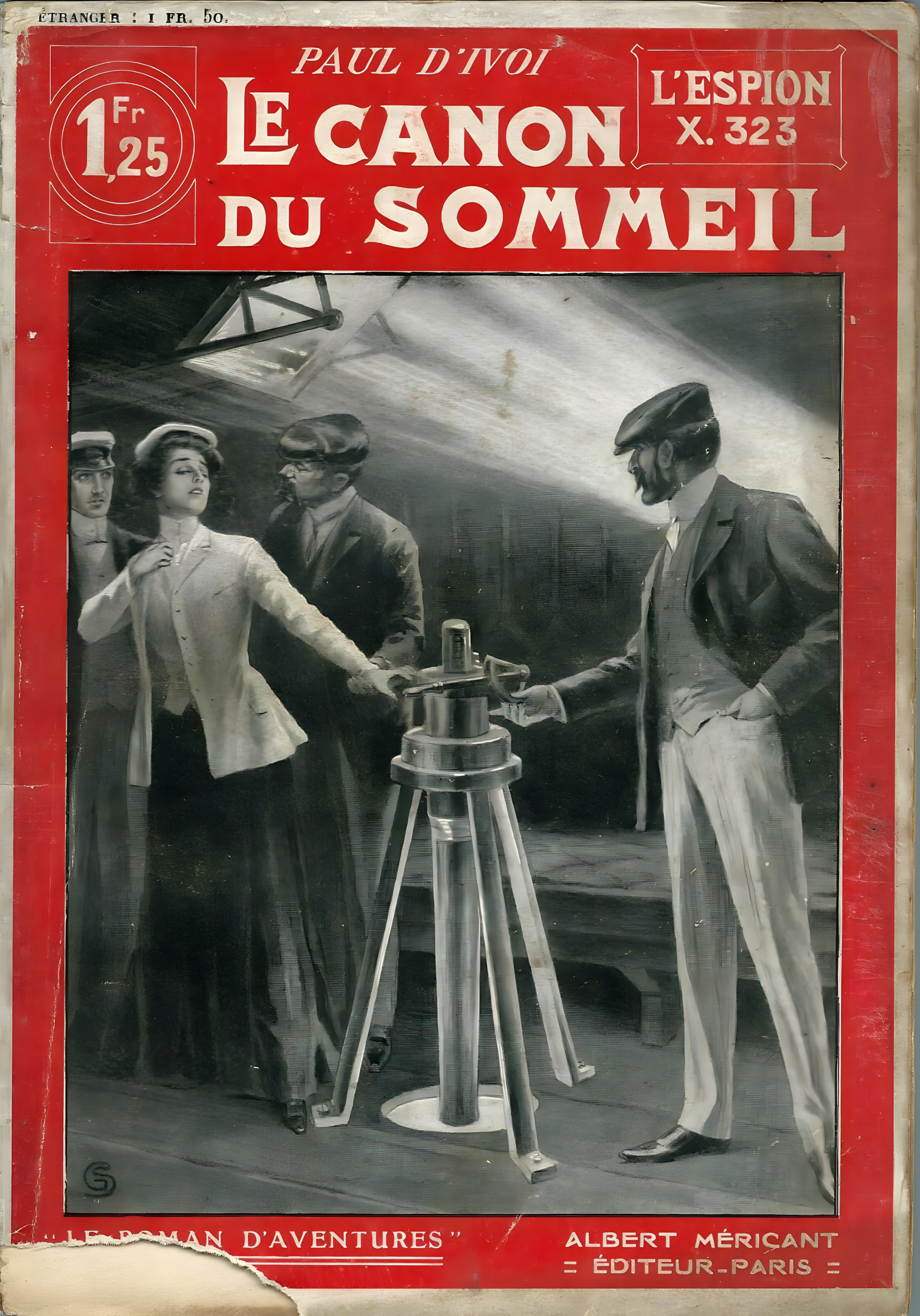
Fameux illustrateur de Fantômas, Gino Starace s'aventure occasionnellement dans le genre merveilleux-scientifique. Couverture du Canon du sommeil de Paul d'Ivoi (1908).
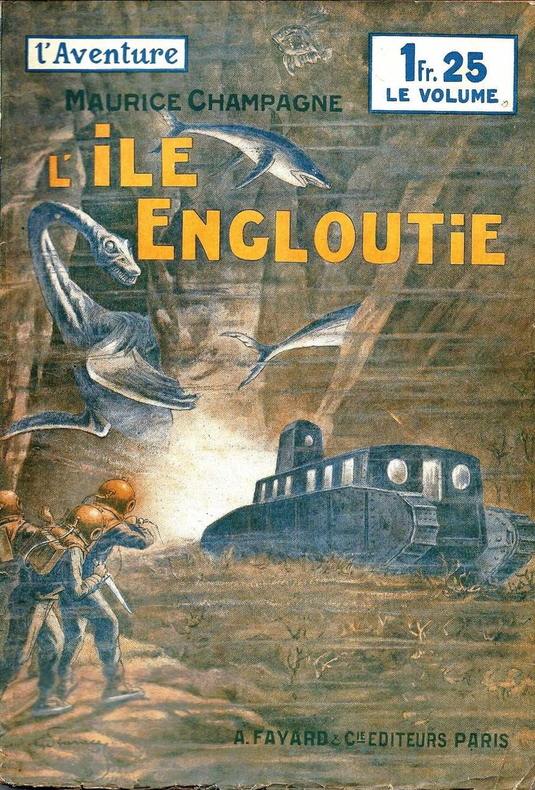
Explorateurs sous-marins et fossile vivant en couverture de L'Île engloutie de Maurice Champagne (1929).

### Le théâtre merveilleux-scientifique

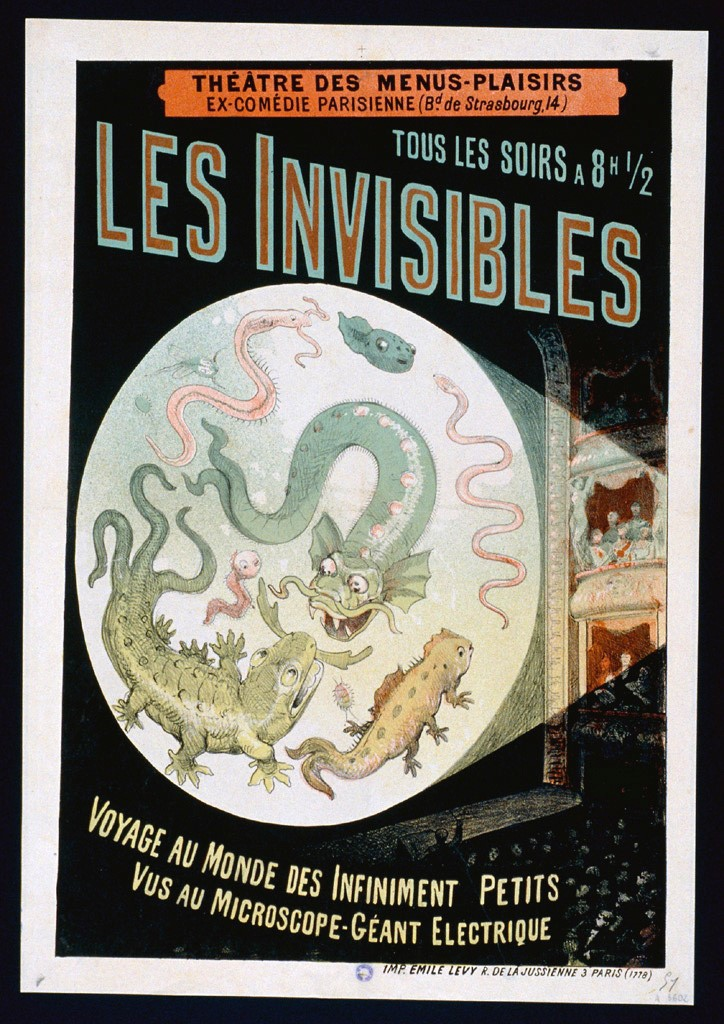
À l'instar des récits merveilleux-scientifiques, le spectacle « Les Invisibles » met en scène la science et les innovations comme point de basculement dans un monde merveilleux.

Les pièces du Grand-Guignol s'ancrent épisodiquement dans le genre merveilleux-scientifique.

En octobre 1884, le théâtre des Menus-Plaisirs à Paris propose une représentation originale mise en scène par M. Bauer : « Les Invisibles ». Ce spectacle propose au public de découvrir les formes de vie microbiennes à l'aide d'un appareil scientifique qui fait office à la fois de microscope géant et de rétroprojecteur sur un vaste rideau blanc. Il aborde les thèmes prisés de la littérature merveilleuse-scientifique, à savoir la personnification, la miniaturisation et la vision de l'invisible. Les numéros sont commentés et expliqués par un acteur en tenue de soirée, Laguerche, qui joue le rôle de présentateur et de savant. Si le théâtre scientifique se fixe comme objectif de vulgariser la science par la rencontre du divertissement et de la vulgarisation, le spectacle « Les Invisibles » apporte quant à lui une spécificité en impliquant le spectateur dans un rôle actif. Celui-ci devient le laborantin qui découvre le véritable acteur principal de la pièce, à savoir le microbe. Par conséquent, le spectacle de Bauer peut être classé comme du théâtre merveilleux-scientifique.
Alors en vogue, le théâtre pédagogico-scientifique met également en lumière divers troubles médicaux. Le dramaturge André de Lorde s'en inspire pour imaginer les dangereux malades mentaux qui peuplent ses pièces d'horreur représentées au théâtre du Grand-Guignol à compter du début du XXe siècle. Lui-même fils de médecin, André de Lorde cherche à accroître la vraisemblance, et donc l'impact de ses mises en scène en collaborant à cinq reprises avec le psychologue Alfred Binet, qui lui apporte la caution scientifique requise. Par ailleurs ami de Maurice Renard, le dramaturge monte aussi des pièces macabres qui se rattachent au genre merveilleux-scientifique. Dans L'horrible expérience (1909), drame écrit à quatre mains avec Binet, un certain docteur Charrier tente désespérément de réanimer sa fille décédée à la suite d'un accident mais l'infortuné finit étranglé par le cadavre, histoire vraisemblablement suggérée par l'un des Contes physiologiques du médecin Henri-Étienne Beaunis. En outre, Le Laboratoire des hallucinations (1916) met en scène un autre praticien qui se livre par vengeance à des expériences médicales sur l'amant de sa femme.

## Déclin et disparition

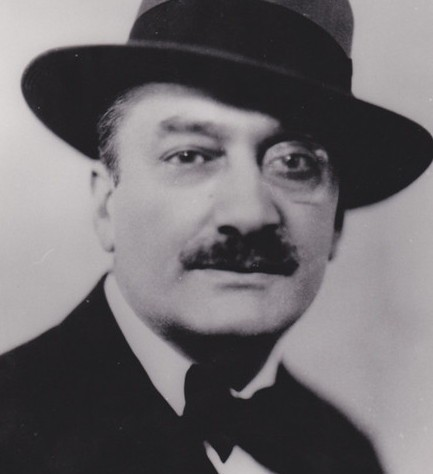
Maurice Renard se voit économiquement contraint d'écrire pour vivre durant l'entre-deux-guerres.

Les tenants du genre merveilleux-scientifique ne parviennent pas à fonder un genre reconnu. Aucun projet n'aboutit pour mettre en place une revue ou une collection portant cette étiquette, qui puisse non seulement donner une véritable cohérence et unité au genre, mais surtout qui permette aux lecteurs de l'identifier comme tel. Cet échec entraîne une disparition progressive du merveilleux scientifique à partir des années 1930. Malgré quelques œuvres véritablement originales, non seulement le genre peine à se renouveler, mais en outre ses thèmes semblent se rétracter : les voyages spatiaux restent confinés au système solaire, le progrès scientifique apparaît principalement comme un danger plutôt qu'une amélioration sociale. De surcroît, le style littéraire s'extrait difficilement d'une certaine gangue académique, à en croire l'écrivain Daniel Drode selon qui « le héros [de ce genre de] roman d'anticipation se sert toujours du langage que lui a légué une époque perdue loin dans le passé, le nôtre. Lorsqu'il atteint la planète X du système Y, son émotion s'exprime avec les mêmes mots que Blériot débarquant de son zinc ; [...] décrit-il les splendeurs de Mars ? On croit entendre Napoléon III vantant Biarritz » tandis qu'on frémit d'horreur en voyant l'académicien Vaugelas aux commandes de « la chronomachine ».

Du reste, les auteurs publient de moins en moins de récits conjecturaux. Ainsi, le dernier roman de J.-H. Rosny aîné véritablement apparenté au merveilleux scientifique, Les Navigateurs de l'infini est publié en 1925 . Loin de son aisance financière d'avant-guerre, Maurice Renard lui-même espace ses œuvres sur le sujet pour se consacrer à des récits plus vendeurs,, tout en exprimant sa déception causée par de telles contraintes économiques dans l'article « Depuis Sinbad » (1923) : 
« Inutile de chercher plus loin par suite de quel découragement Wells a cessé d'œuvrer dans le sens de La Guerre des mondes, et pourquoi Rosny aîné publie si rarement des « Xipéhuz » ou des Force mystérieuse. Gagner sa vie en s'adressant à l'intelligence, cela, oui, ce serait vraiment fantastique ! »
 Les deux plus grandes maisons d'édition populaires, Ferenczi et Tallandier, ne distinguent d'ailleurs pas les romans merveilleux-scientifiques des récits d'aventures et de voyages, conférant une diminution de visibilité au genre.

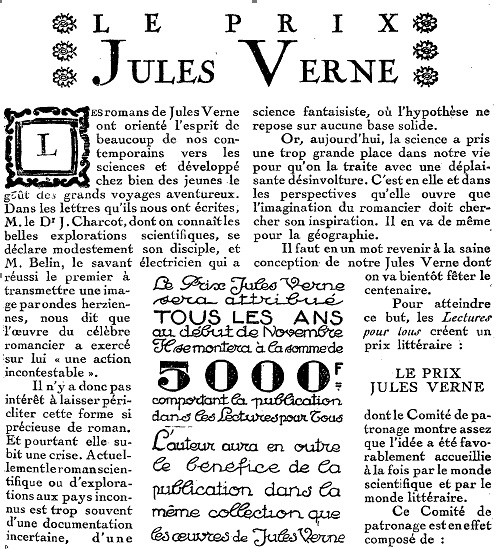
Présentation publicitaire du prix Jules-Verne dans le magazine Lectures pour Tous, avril 1926.

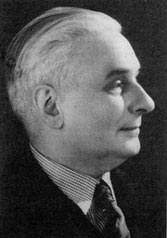
Auteur de romans d'imagination scientifique, le médecin Octave Béliard est récompensé par le premier prix Jules-Verne pour La petite fille de Michel Strogoff en 1927, puis par le prix Maurice-Renard pour Les Petits Hommes de la pinède en 1930.

Alors que le prix Maurice-Renard disparaît en 1932 après le refus de Serge-Simon Held de recevoir sa récompense, les éditions Hachette créent le prix Jules-Verne en 1927 par l'intermédiaire du magazine Lectures pour Tous. En choisissant de placer le prix sous le patronage du célèbre romancier nantais, ses promoteurs cherchent à renouveler le roman scientifique en revenant aux fondamentaux. De fait, ériger Jules Verne en référence littéraire permet de se prémunir contre tout débordement de l'imaginaire de la part des auteurs, en privilégiant l'aspect scientifique au détriment du merveilleux. Au surplus, recourir à cette personnalité du patrimoine littéraire français permet simultanément de légitimer le genre et d'appuyer une démarche commerciale visant à relancer les ventes du fonds Hetzel détenu depuis juillet 1914 par la maison Hachette.
En 1925, les éditions des frères Offenstadt perdent leur procès contre l'abbé Calippe qui classait le magazine Sciences et Voyages comme une revue dangereuse pour la jeunesse,. Le jugement rendu par le tribunal a un impact négatif non seulement sur ce périodique, mais également sur toute la littérature d'imagination scientifique de l'entre-deux-guerres, qui aurait commencé à pratiquer l'auto-censure. Finalement, après la Seconde Guerre mondiale, la littérature en question est directement sanctionnée par la censure en France au motif que de telles œuvres exercent un impact négatif sur la jeunesse et favorisent la délinquance juvénile. L'écrivain et essayiste Serge Lehman situe ainsi la fin du « merveilleux scientifique » en 1953 avec L'Apparition des surhommes de B.R. Bruss, dernier grand roman identifiable du genre.
En parallèle à ce déclin, le public français découvre la « science-fiction », un genre littéraire importé des États-Unis par le truchement de Raymond Queneau, Michel Pilotin et Boris Vian. Présenté par ses promoteurs comme une littérature moderne créée par des auteurs américains dans les années 1920, dont Jules Verne ne serait qu'un lointain ancêtre, ce genre renouvelle non seulement les thématiques du merveilleux scientifique mais, en outre, il supplante la production des écrivains français d'avant-guerre. Face à cette configuration neuve dans le paysage littéraire, la nouvelle génération d'auteurs français reprend les thématiques anglo-saxonnes en se revendiquant pleinement du genre « science-fiction ». L'écrivain B.R. Bruss finit d'ailleurs par se convertir à ce nouveau genre dominant en en adoptant les nouvelles thématiques, en particulier celle de l'exploration spatiale. Ainsi, le genre merveilleux-scientifique — jugé d'une qualité littéraire trop populaire — sombre progressivement dans l'oubli au profit de Jules Verne et des auteurs américains. Ces derniers éclipsent dans la mémoire collective un demi-siècle de littérature d'imagination scientifique qualifiée depuis d'« Atlantide littéraire ».

## Postérité
Au début du XXIe siècle, le genre merveilleux-scientifique connaît un retour en grâce non seulement à travers la réédition de nombreux récits du siècle précédent, mais également à la faveur de la réappropriation par de nouveaux auteurs de son esthétisme et de ses personnages iconiques qui tombent dans le domaine public. D'autre part, cette résurgence s'accompagne d'études critiques croissantes sur cette littérature conjecturale.

### Regard rétrospectif sur le merveilleux scientifique

#### Études critiques

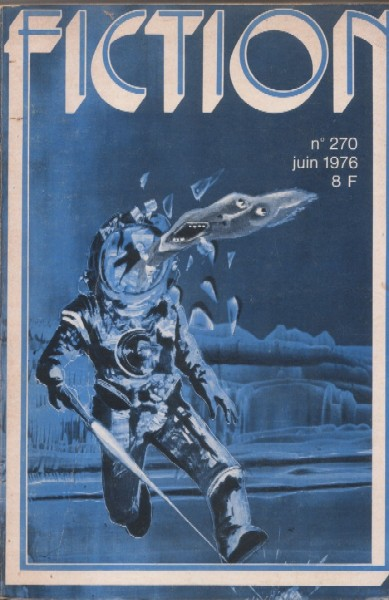
Aux côtés de nouvelles de science-fiction américaines, Jean-Jacques Bridenne écrit dans les années 1950 des articles consacrés à quelques écrivains de littérature française d'imagination scientifique dans la revue Fiction.

Outre ses articles, publiés dans la revue Fiction, consacrés à quelques écrivains du début du siècle, Jean-Jacques Bridenne publie en 1950 La Littérature française d'imagination scientifique dans lequel il partage ses travaux précurseurs sur toute la production romanesque qui découle des découvertes scientifiques de la fin du XIXe siècle et apporte un éclairage nouveau sur ce genre. Au milieu des années 1960, des passionnés de littérature populaire du début du siècle se regroupent pour échanger sur leur collection. Ils publient ainsi des fanzines dans lesquels ils recensent des ouvrages dont ils font la critique. Deux bulletins ronéotypés acquièrent une véritable renommée auprès des collectionneurs : le périodique Désiré (1965-1981) dirigé par Jean Leclercq et Le Chasseur d’Illustrés — rebaptisé en 1971 Le Chercheur des publications d’autrefois — (1967-1977) de Marcel Lagneau et George Fronval,. Au-delà de ces cercles d'amateurs éclairés, c'est à partir des années 1970 que la production merveilleuse-scientifique est véritablement étudiée par les spécialistes de science-fiction, dont les travaux débouchent sur la publication d'ouvrages grand public. Si Jacques Sadoul publie en 1973 une Histoire de la science-fiction moderne : 1911-1971, il s'intéresse principalement à la science-fiction anglo-saxonne, même s'il reconnaît une préexistence du genre en Europe. Tandis que l'Encyclopédie de l'utopie, des voyages extraordinaires et de la science-fiction (1972) de Pierre Versins et le Panorama de la science-fiction (1974) de Jacques Van Herp constituent les premières études exhaustives sur le genre.

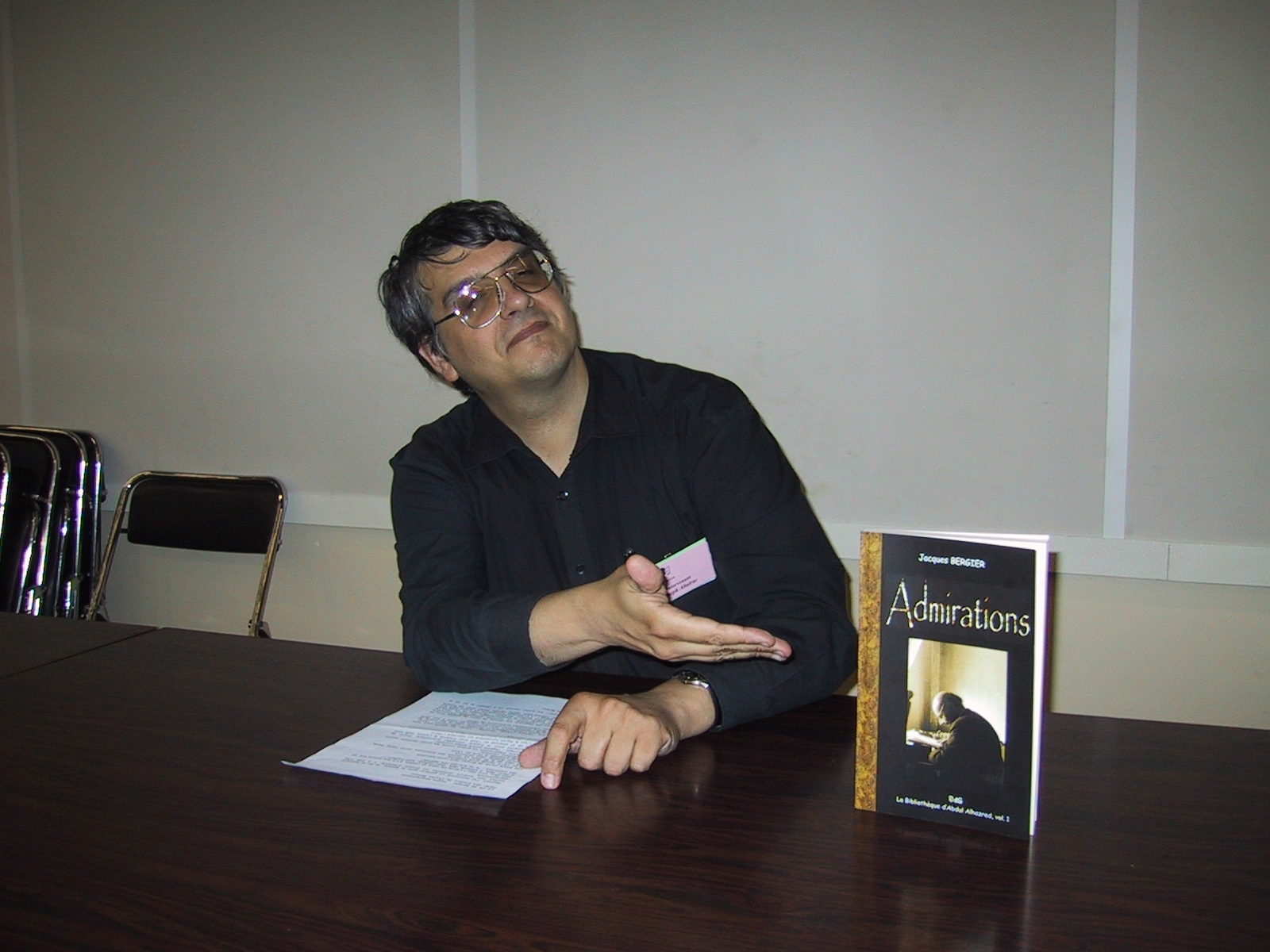
Joseph Altairac publie en 2018, avec son compère Guy Costes, l'encyclopédie Rétrofictions consacrée à la littérature et l'imagerie conjecturales francophones.

Depuis le début du XXIe siècle, l'intérêt du public pour le roman feuilleton populaire, et en particulier pour le merveilleux scientifique, a permis de redonner un nouveau souffle aux études critiques sur le genre. En 1999, Serge Lehman publie dans Le Monde diplomatique son article « Les mondes perdus de l'anticipation française » dans lequel il met en lumière tout un pan du patrimoine littéraire francophone oublié, puis en 2006 le recueil de nouvelles Chasseurs de chimères. L'Âge d'or de la science-fiction française où il entreprend en parallèle une première réflexion sur cette littérature d'imagination scientifique. Quelques sites internet spécialisés participent également à ce mouvement de redécouverte, comme Archeosf de Philippe Ethuin et Sur l'autre face du monde de Jean-Luc Boutel, qui s'appliquent à recenser et critiquer ces œuvres anciennes. Véritable promoteur de cette littérature, notamment à travers son travail de réédition de romans, Jean-Marc Lofficier publie en 2000 French Science Fiction, Fantasy, Horror and Pulp Fiction, un ouvrage encyclopédique en langue anglaise sur la science-fiction francophone.
Par ailleurs, parmi les nombreuses études qui paraissent autour de la littérature d'imagination scientifique de la fin du XIXe siècle et du début du XXe siècle, les travaux universitaires occupent une place de plus en plus importante. En premier lieu, Jean-Marc Gouanvic publie sa thèse en 1994 sur la Science-fiction française au XXe siècle (1900-1968), Natacha Vas-Deyres publie ensuite la sienne en 2012 avec Ces Français qui ont écrit demain, puis Daniel Fondanèche effectue un travail de synthèse dans La Littérature d'imagination scientifique en 2013. Ces multiples études critiques sont complétées par des publications dans de nouvelles revues consacrées à la littérature populaire (Rocambole, Le Belphégor, Le Visage vert ou encore la revue numérique Res Futurae), ou bien très spécialisées (le Téléphonoscope est consacré à Albert Robida et son œuvre, tandis que Le Quinzinzinzili, le bulletin messacquien étudie la production littéraire de Régis Messac). Enfin, les deux spécialistes de science-fiction, Guy Costes et Joseph Altairac publient en 2018 Rétrofictions, encyclopédie de la conjecture romanesque rationnelle francophone, de Rabelais à Barjavel, 1532-1951 dans laquelle ils proposent un inventaire exhaustif de toute la littérature et l'imagerie conjecturales francophones, tout en rendant explicitement hommage à l'encyclopédie de Pierre Versins.
En 2019, Fleur Hopkins, doctorante en histoire de l'art, organise à la Bibliothèque nationale de France une exposition intitulée « Le merveilleux-scientifique. Une science-fiction à la française ». Cette rétrospective offre une véritable reconnaissance au genre merveilleux-scientifique, en lui permettant également de gagner en visibilité auprès du public.

#### Un genre littéraire à part entière?

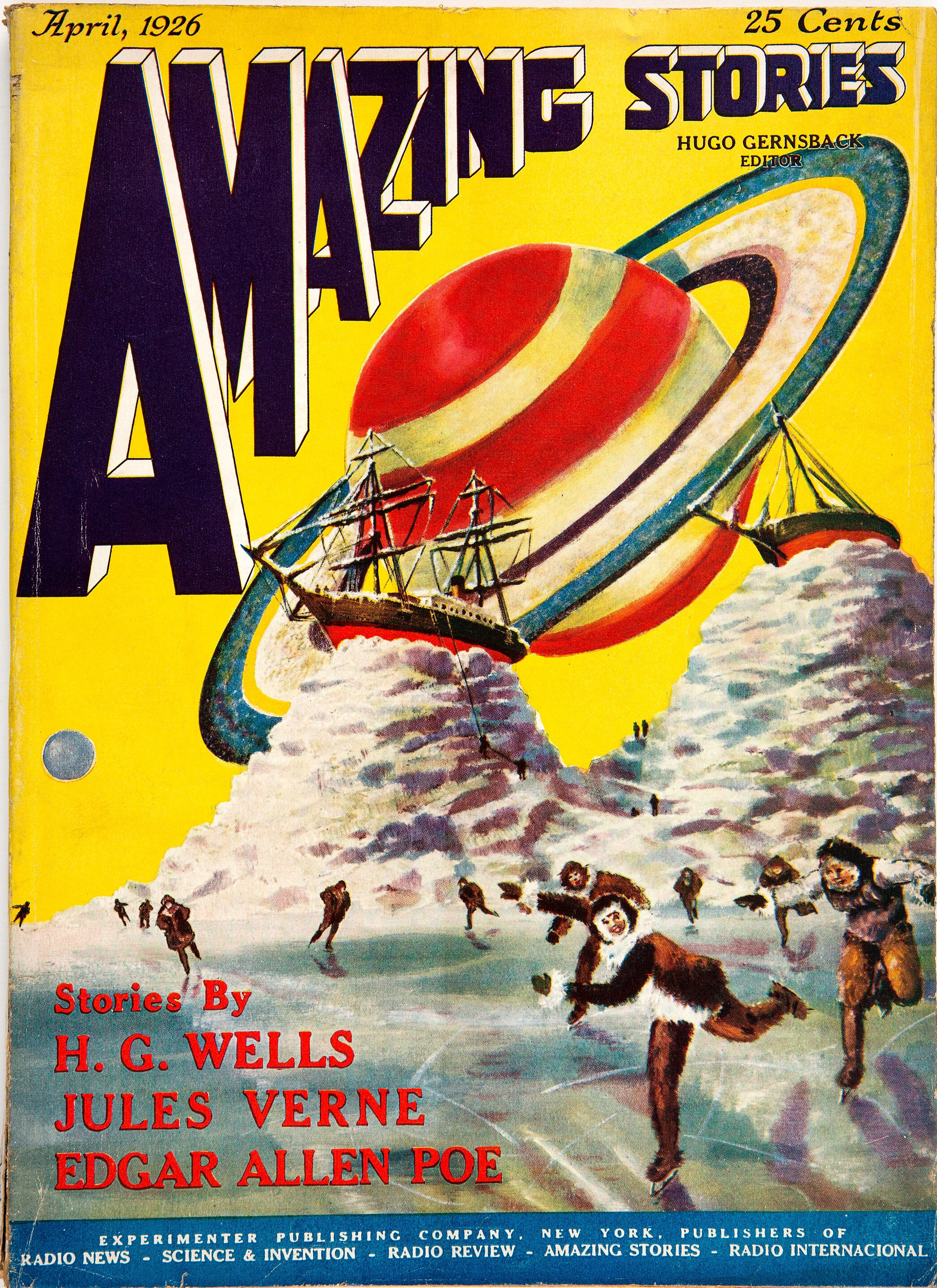
Hugo Gernsback fonde en avril 1926 Amazing Stories, la première revue consacrée à la science-fiction.

Si le merveilleux scientifique n'est qu'une des multiples appellations du début du XXe siècle de la littérature d'imagination scientifique, au lendemain de la guerre, il est clairement affilié au courant de la science-fiction. Il est alors qualifié de « proto science-fiction », de « science-fiction ancienne » ou de « science-fiction primitive » dans la mesure où il annonce les thèmes de la science-fiction moderne, telle qu'elle se constitue aux États-Unis à partir des années 1920. Cette filiation entre le merveilleux scientifique — qualifié d'ailleurs d'« âge d'or de la science-fiction française » par Serge Lehman — et la nouvelle science-fiction d'après-guerre se manifeste à travers leur appétence partagée pour certains thèmes-phares, à savoir la rencontre extraterrestre, l'homme augmenté ou artificiel, le cataclysme. Outre une thématique similaire, le caractère narratologique de certains romans merveilleux-scientifiques les rapproche également des récits de science-fiction, à l'instar des romans de Rosny aîné qui, en peignant un univers différent de la réalité, obligent le lecteur à reconstruire lui-même ses référentiels pour suivre l'histoire.
Cependant, certains chercheurs contestent cette conception qui a longtemps assimilé le merveilleux scientifique à une « proto science-fiction ». En effet, parce qu'elle procède d'une vision téléologique selon laquelle le merveilleux scientifique n'est qu'un genre en construction, une telle interprétation gomme non seulement ses spécificités propres, mais également le fait qu'il est lui-même l'héritier de plusieurs traditions littéraires, que ce soit le roman expérimental, le fantastique ou le roman d'aventures scientifiques. Si, dans son éditorial de la revue Amazing Stories portant sur la définition de la scientifiction, Hugo Gernsback prend pour modèle Edgar Allan Poe, Jules Verne et H. G. Wells, il ne cite aucun auteur de romans merveilleux-scientifiques, infirmant ainsi toute filiation entre les deux genres. Bien que le merveilleux scientifique et la science-fiction possèdent des caractéristiques et des ancêtres communs, de réelles divergences existent bien entre les deux courants. Par exemple, par sa perception négative sur la science, le roman merveilleux-scientifique de l'entre-deux-guerres se distingue du discours de la SF anglo-saxonne par essence optimiste.

### Un siècle de rééditions discontinues
Deux grandes périodes de rééditions des classiques merveilleux-scientifiques émergent concomitamment à celles des travaux critiques. Ainsi, dans les années 1968, période propice à la science-fiction française, une première vague de réédition massive voit le jour autour de collections consacrées à la science-fiction. Que ce soit en réaction à une domination de la science-fiction anglo-saxonne ou tout simplement une nostalgie d'une science-fiction plus naïve, une seconde vague de rééditions débute au début du XXIe siècle d'une ampleur bien plus importante, même si elles restent toujours adressées à un public restreint. Ce travail éditorial est en effet principalement le fait de petites maisons d'éditions, telles que L'Arbre vengeur, Bragelonne, Encrage, Les Moutons électriques ou encore Black Coat Press. À cet égard, Jean-Marc Lofficier, à travers sa maison d'édition de droit américain Black Coat Press, édite non seulement en langue anglaise, mais également en langue française avec la collection francophone Rivière Blanche.

### Réactualisation du genre

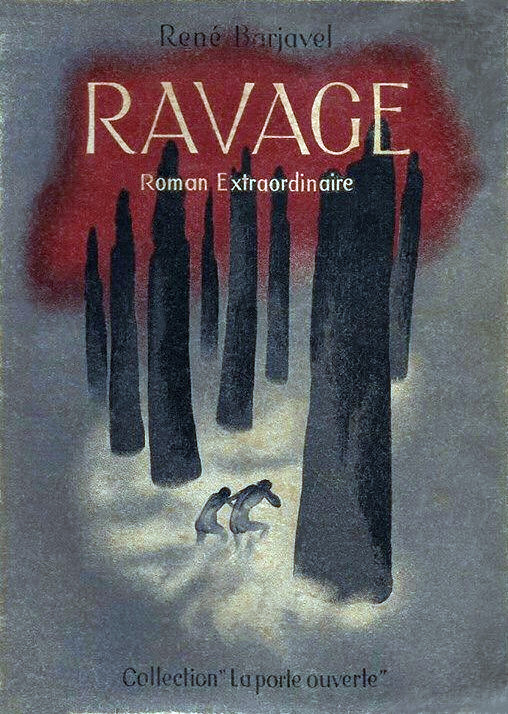
Couverture du roman de René Barjavel, Ravage, 1943.

À partir du milieu du XXe siècle, face à la déferlante de la science-fiction venue des États-Unis, le genre merveilleux-scientifique ne subsiste plus que de manière marginale grâce à des auteurs comme René Barjavel et Maurice Limat, mais cependant de manière non assumée. Ainsi, Barvajel n'a non seulement jamais utilisé cette étiquette mais surtout il se revendique uniquement comme héritier de Jules Verne et H. G. Wells.
Paradoxalement, alors qu'il se voit également délaissé par le cinéma français, le genre trouve refuge après la guerre à la télévision, à travers de véritables réussites télévisuelles. Cette tradition du fantastique télévisuel français, notamment développée grâce aux progrès techniques qui permettent aux réalisateurs de faire des trucages en direct, connaît son âge d'or au cours des années 1960 et 1970, avant de péricliter à partir du milieu des années 1980. Exploitant en particulier le genre du feuilleton, elle repose notamment sur l'adaptation de romans merveilleux-scientifique, à l’exemple des téléfilms : La Poupée sanglante (1976) réalisé par Marcel Cravenne, La Double Vie de Théophraste Longuet (1981) de Yannick Andréi, ou encore Le Mystérieux Docteur Cornélius (1984) de Maurice Frydland. Elle s'appuie aussi sur des créations originales réussies, tels que les séries Aux frontières du possible (1971-1974) à cheval entre la série policière et l'anticipation scientifique et La Brigade des Maléfices (1971) qui mêle policier et fantastique, ou enfin le feuilleton Les Compagnons de Baal (1968), qui raconte les aventures ésotériques d'un journaliste en proie à une société secrète.

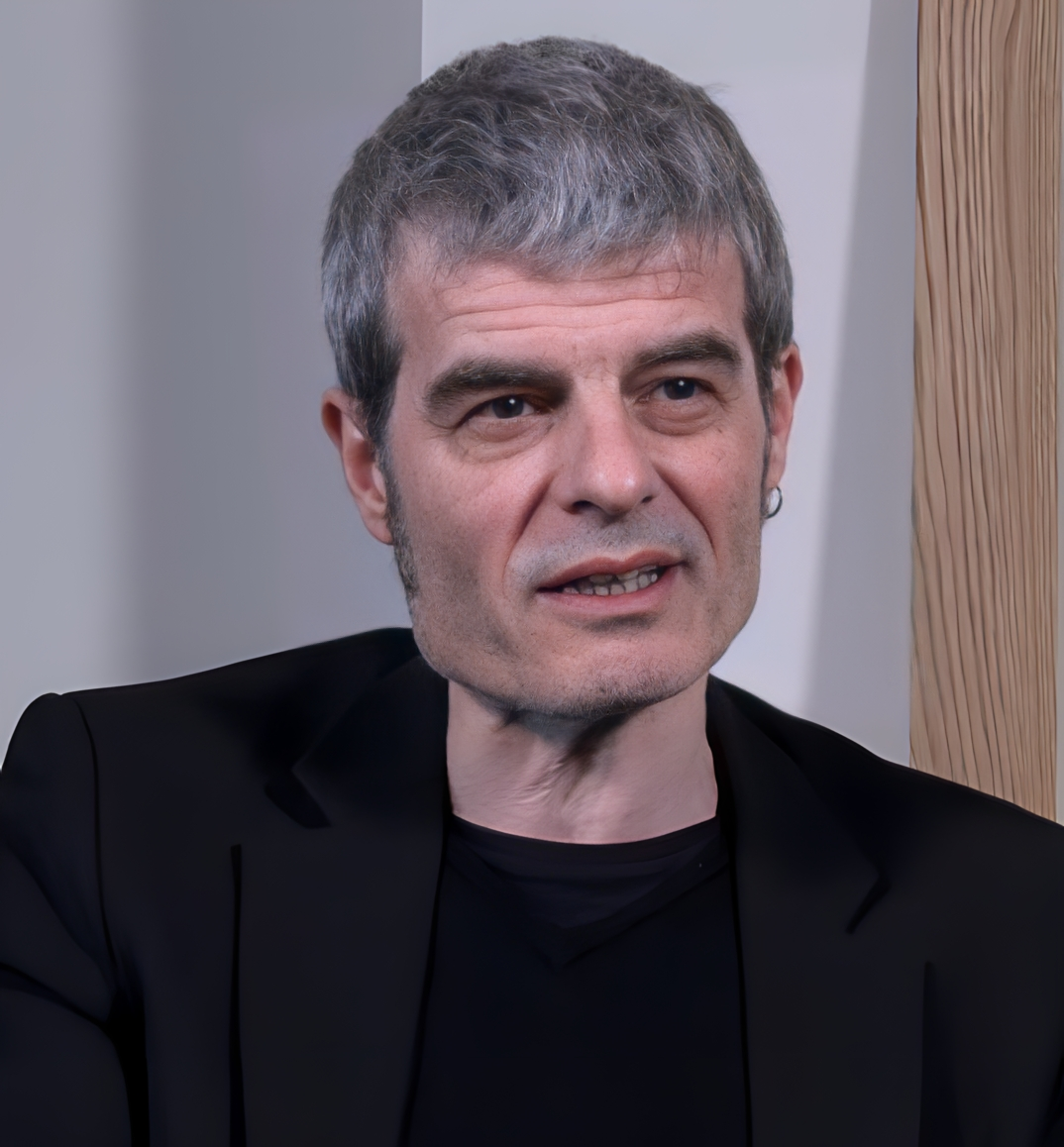
Outre ses travaux d'essayiste et d'anthologiste, Serge Lehman a remis à l'honneur des personnages de romans merveilleux-scientifiques dans la bande dessinée La Brigade chimérique.

Néanmoins, si l'étiquette « merveilleux scientifique » disparaît en littérature, le principe sur lequel repose le genre, à savoir la rencontre entre un humain et un élément extraordinaire — qu'il soit un objet, une créature ou un phénomène physique —, se transmet aux générations d'auteurs suivantes, qui s'inspirent et réinterprètent cet héritage, à l'instar des œuvres de René Barjavel (Ravage, 1943), Pierre Boulle (La Planète des singes, 1963), Robert Merle (Les Hommes protégés, 1974), puis encore plus tard, Bernard Werber (Trilogie des Fourmis, 1991-1996) et Michel Houellebecq (Les Particules élémentaires, 1998). En effet, même si dès la seconde moitié du XXe siècle, la SF française naissante se revendique exclusivement du genre outre-Atlantique, elle est en réalité le fruit de nombreux courants, dont le merveilleux scientifique n'en représente qu'un parmi d'autres.
En parallèle à cette science-fiction contemporaine héritière d'une double influence française et anglo-saxonne, un merveilleux scientifique pleinement assumé fait son retour sur le devant de la scène au début du XXIe siècle. C'est principalement à travers le support de la bande dessinée que le genre resurgit. Il survit de manière officieuse tout au long de la seconde moitié du XXe siècle, notamment chez Edgar P. Jacobs avec les aventures de Blake et Mortimer (à partir de 1946), ensuite chez Jacques Tardi avec Le Démon des glaces (1974) et la série des Aventures extraordinaires d'Adèle Blanc-Sec (à partir de 1976) qui réutilise des marqueurs du merveilleux scientifique, tels que la résurgence d'animaux préhistoriques, la présence de savants fous ou encore des rebondissements narratifs dignes des romans feuilletons, ou encore chez les auteurs belges François Schuiten et Benoît Peeters avec leur série Les Cités obscures (à partir de 1983) qui porte l'influence de Jules Verne et d'Albert Robida. Finalement, le merveilleux scientifique fait un grand retour avec la publication de la série de bande dessinée La Brigade chimérique (2009-2010). Ses auteurs, Serge Lehman et Fabrice Colin, visent à travers cette œuvre autant l'hommage à une littérature ancienne qu'une réinterprétation contemporaine. Elle met en scène un grand nombre de surhommes littéraires européens du début du XXe siècle et explique leur disparition au lendemain de la Seconde Guerre mondiale, et plus largement l'occultation dont la littérature d'imagination scientifique a fait l'objet. Après cette série, Serge Lehman poursuit sa réactualisation du genre avec les bandes dessinées L'Homme truqué (2013), qui adapte à la fois la nouvelle homonyme et le roman Le Péril bleu de Maurice Renard, L'Œil de la Nuit (2015-2016) qui met en scène les aventures du Nyctalope ou encore Masqué (2012-2013), qui apparaît comme une résurgence du merveilleux scientifique dans notre avenir proche.

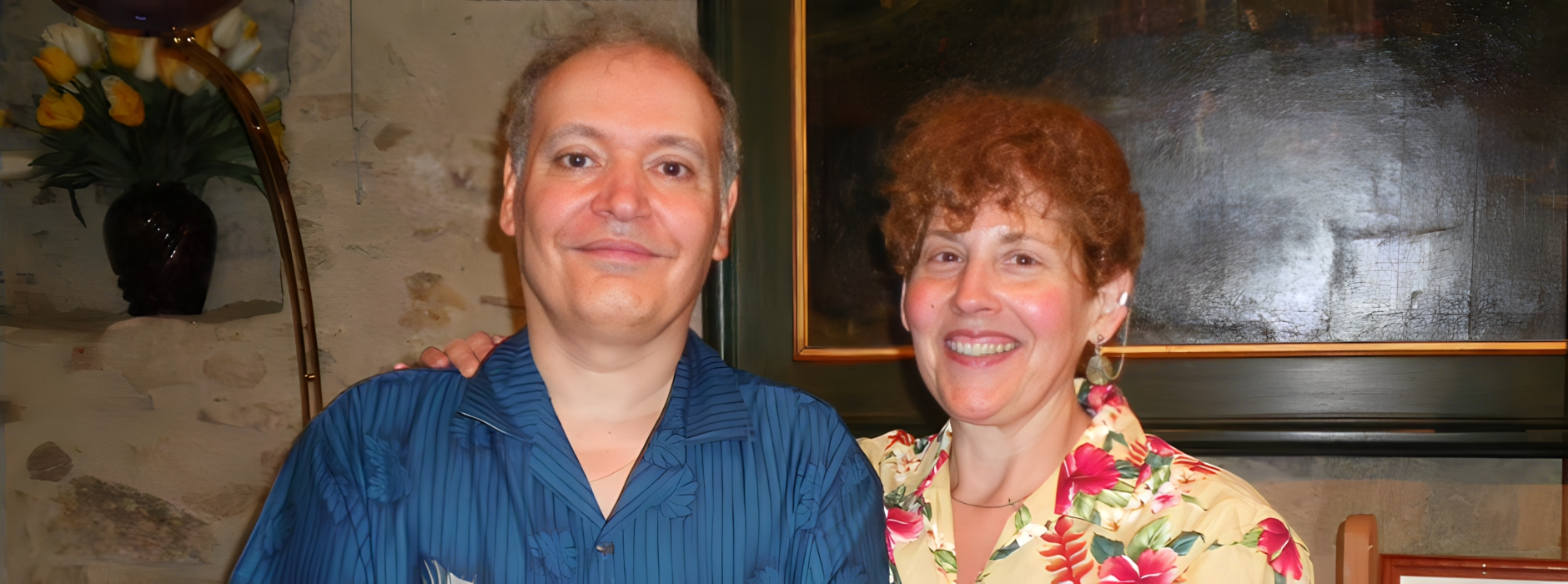
Jean-Marc Lofficier et son épouse Randy participent à la redécouverte du merveilleux-scientifique en publiant un ouvrage encyclopédique, des traductions anglaises d'œuvres phares du genre ainsi que des anthologies de nouvelles et d'essais aux éditions Black Coat Press.

Parmi la nouvelle génération d'auteurs qui se réapproprient cet héritage littéraire, Xavier Dorison et Enrique Breccia mettent en scène des super-soldats de la Première Guerre mondiale bénéficiant d'améliorations mécaniques dans Les Sentinelles (2008-2014), Jean-Marc Lofficier et Gil Formosa reprennent le personnage de Jules Verne dans Robur (2003-2005), ou encore Alex Alice explore les mystères de l'éther dans Le Château des étoiles (depuis 2014). Loin de se contenter de situer leur récit à la Belle Époque ou d'en réutiliser les personnages littéraires, ces auteurs remettent à l'honneur certains thèmes phares du genre, tels que l'exploration, la guerre, les inventions extravagantes ; mais également, pour certains, en assument la forme éditoriale, à l'instar du Château des Étoiles publié en fascicule en référence au principe du feuilleton du XIXe siècle.

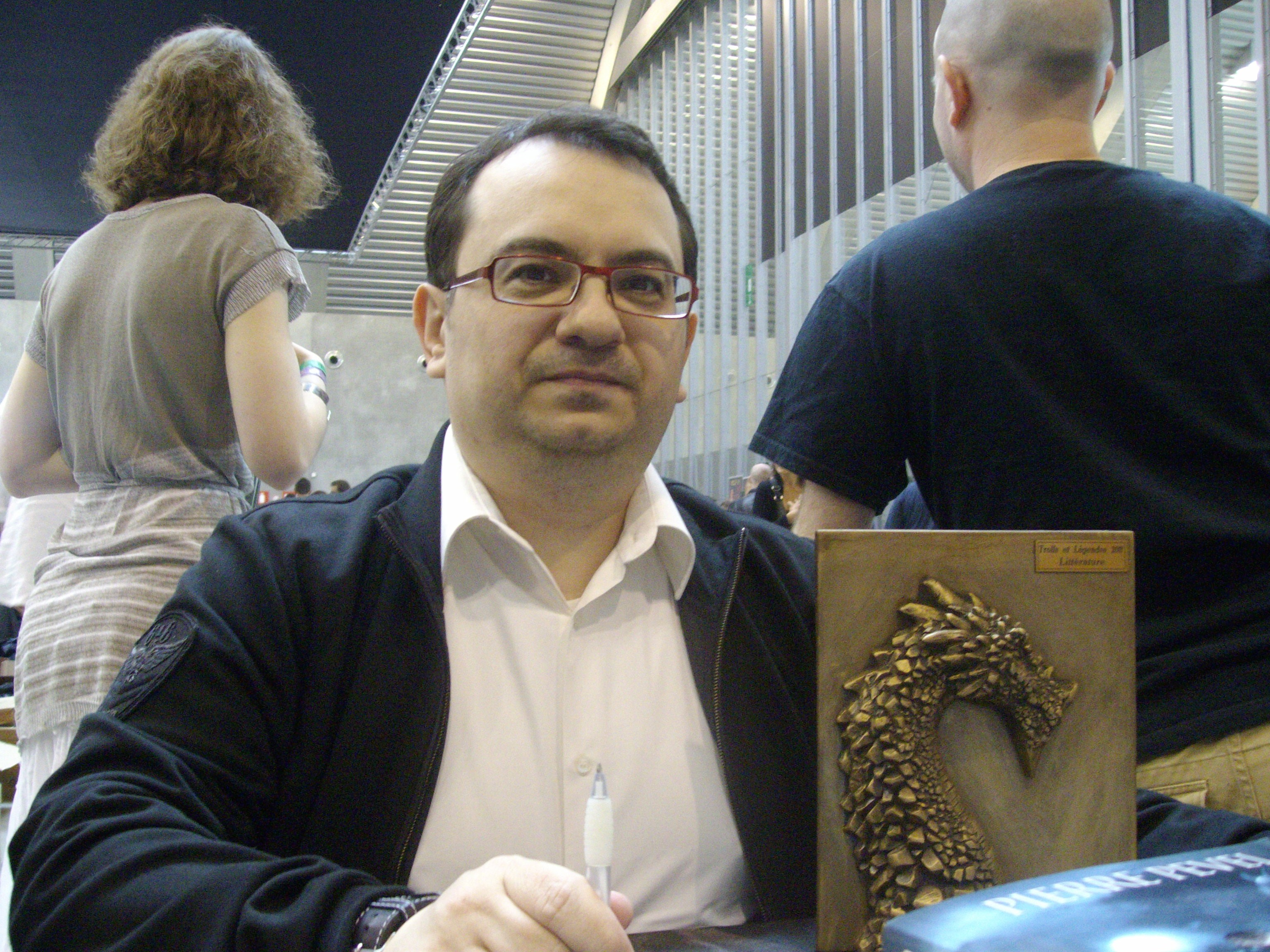
Dans Le Paris des Merveilles, Pierre Pevel imagine les aventures du magicien Louis Denizart Hippolyte Griffont au début du XXe siècle.

Outre son travail de réédition, la maison d'édition Black Coat Press publie en langue anglaise depuis 2005 la série anthologique Tales of the Shadowmen. Ces recueils de nouvelles racontent les nouvelles aventures des héros et méchants de la culture populaire des XIXe et XXe siècles. Depuis 2007, ces nouvelles sont publiées en français dans la collection francophone Rivière Blanche sous le titre Les Compagnons de l'Ombre. Par ailleurs, cette même collection publie également depuis 2015 une série anthologique de nouvelles sous le titre Dimension merveilleux scientifique. Écrits par des auteurs différents, ces courts récits visent à revitaliser ce genre littéraire francophone tombé en désuétude.
Ce regain d'intérêt pour le merveilleux scientifique semble par ailleurs s'inscrire dans le courant plus vaste du steampunk, un genre littéraire uchronique apparu dans les années 1990, qui consiste à revisiter un passé — au départ celui du XIXe siècle — dans lequel le progrès technologique se serait accéléré et cristallisé. Le merveilleux scientifique réapparaît ainsi aux côtés de nombreuses influences littéraires, telles que le steampunk et la gaslamp fantasy, dont les auteurs Mathieu Gaborit et Fabrice Colin avec Confessions d'un automate mangeur d'opium (1999), Pierre Pevel avec son cycle du Paris des Merveilles (2003-2015), Estelle Faye avec Un éclat de givre (2014), sont les tenants les plus représentatifs du début du XXIe siècle.